# Nhân quyền tại Việt Nam

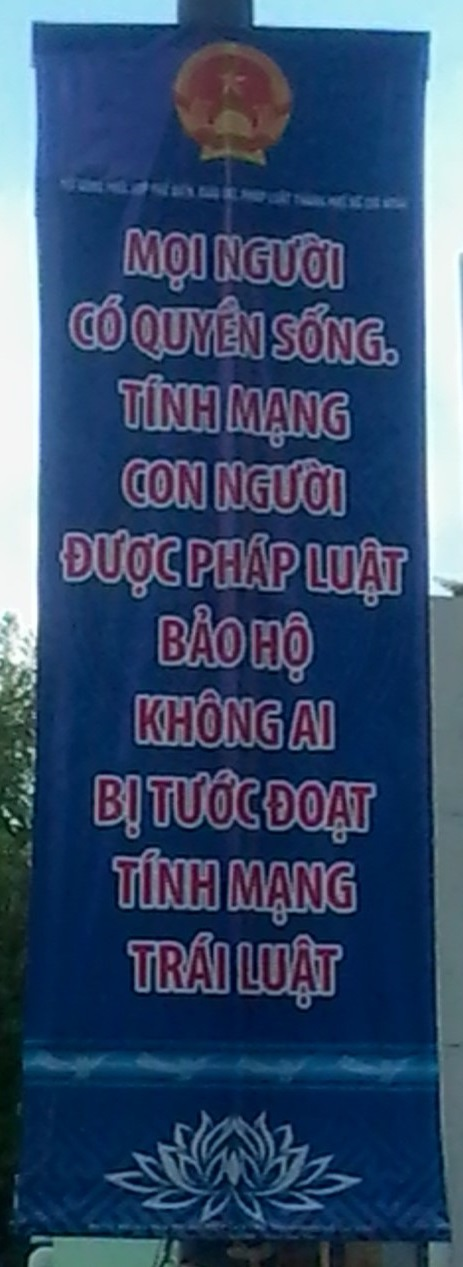
Biểu ngữ tuyên truyền nhân quyền tại Việt Nam

Nhân quyền tại Việt Nam là tổng thể các mối quan hệ xã hội liên quan đến việc thực thi quyền con người tại Việt Nam và cũng là các vấn đề liên quan đến các quyền con người (bao hàm các quyền chính trị, kinh tế-xã hội, văn hóa,...) vốn gây rất nhiều tranh cãi giữa chính phủ Việt Nam với một số tổ chức nhân quyền phi chính phủ và một số chính phủ các nước phương Tây như Hoa Kỳ. Hiện tại, Liên Hiệp quốc có hai công ước về nhân quyền gồm Công ước Quốc tế về các Quyền Dân sự và Chính trị và Công ước Quốc tế về các Quyền Kinh tế, Xã hội và Văn hóa.
Theo Tuyên ngôn Quốc tế Nhân quyền, chính phủ một quốc gia cần đảm bảo các quyền con người cơ bản. Sự phát triển văn minh của con người đó là các quyền đó càng ngày phải càng được đảm bảo. Trong quá trình phát triển chung của nhân loại, Việt Nam không thể nằm ngoài xu hướng đó. Cho tới gần đây, Việt Nam vẫn luôn khẳng định mình vẫn tuân thủ đầy đủ các thỏa thuận đã ký kết, đồng thời nói dân chủ của Việt Nam có bản sắc riêng, là dân chủ xã hội chủ nghĩa, lấy tư tưởng Hồ Chí Minh là tư tưởng chỉ đạo. Trong khi đó, các nước như Mỹ, châu Âu phê phán việc Việt Nam không tuân thủ đầy đủ các hiệp ước đã ký, vì theo họ đã ký có nghĩa là đã tuân thủ.
Mặc dù luôn đề cập đến đặc thù của đất nước, nhưng Chính phủ Việt Nam vẫn công nhận Tuyên ngôn Quốc tế Nhân quyền là giá trị phổ dụng, và đã ký cam kết tuân thủ Công ước Quốc tế về các Quyền Dân sự và Chính trị cũng như Công ước Quốc tế về các Quyền Kinh tế, Xã hội và Văn hóa. Chính phủ Việt Nam luôn khẳng định thực thi đầy đủ các công ước họ đã ký. Và với những kết quả được cho là tích cực trong lĩnh vực nhân quyền, Trong năm 2011, Chính phủ Việt Nam đã ứng cử vào Hội đồng Nhân quyền Liên Hợp Quốc nhưng thất bại. Tuy nhiên, tới năm 2013, Việt Nam đã chính thức được bầu là thành viên Hội đồng Nhân quyền Liên hợp quốc, nhiệm kỳ 2013-2016.
Điều 4, Chương 1 của Hiến pháp nước Cộng hòa Xã hội Chủ nghĩa Việt Nam khẳng định vai trò "lãnh đạo Nhà nước và xã hội" của Đảng Cộng sản Việt Nam, do đó không có tranh cử giữa các đảng phái. Chính quyền của Đảng Cộng sản luôn diễn giải Điều 4 theo hướng có lợi cho mình, và đặt các đảng phái khác ngoài vòng pháp luật, mặc dù Hiến pháp không cấm thành lập đảng phái khác Đảng Cộng sản. Chính quyền Việt Nam liên tục khẳng định không chấp nhận có đa đảng ở Việt Nam. Theo đó duy nhất có một Đảng Cộng sản hợp pháp hoạt động. Theo điều 25 Hiến pháp năm 2013, công dân có quyền tự do ngôn luận, tự do báo chí, tiếp cận thông tin, hội họp, lập hội, biểu tình. Việc thực hiện các quyền này do pháp luật quy định. Tuy nhiên, việc xây dựng các văn bản luật về việc lập hội vẫn đang được thảo luận.
Theo báo cáo nhân quyền của Mỹ về Việt Nam gần nhất (năm 2012), các vấn đề nhân quyền nghiêm trọng nhất tiếp tục là hạn chế của chính quyền đối với quyền chính trị của công dân, đặc biệt là quyền thay thế chính phủ, tăng cường hạn chế tự do dân sự của công dân, tham nhũng trong ngành tư pháp và công an/cảnh sát. Ngày 12 tháng 11 năm 2013, Việt Nam lại trúng cử với số phiếu cao nhất trong số 14 nước thành viên mới (với 184 phiếu thuận trên tổng số 192 phiếu) và lần đầu tiên trở thành thành viên Hội đồng Nhân quyền Liên Hợp Quốc được phía Việt Nam xem là "một đòn đả kích mạnh mẽ nhằm vào các đối tượng vu cáo về nhân quyền Việt Nam."
Liên hợp quốc và các tổ chức nhân quyền quốc tế thường xuyên ban hành nghị quyết, báo cáo, thống kê lên án tình trạng vi phạm nhân quyền ở Việt Nam. Hội đồng Nhân quyền Liên Hợp Quốc lên án Chính phủ Việt Nam về tình trạng đàn áp, sách nhiễu, tấn công, biệt giam các nhà hoạt động bảo vệ nhân quyền trước khi ra tòa; đưa ra những bản tuyên án nặng và bạc đãi các nhà hoạt động tại nơi giam giữ, bí mật số lượng và danh tính những tử tù làm dấy lên lo ngại những nhà bất đồng chính kiến có thể là đối tượng bị kết án tử mà không theo đúng qui trình pháp lý. Quốc hội Châu Âu lên án chính quyền Việt Nam bỏ tù, sách nhiễu, đe dọa, kết án tù nhiều năm các nhà hoạt động nhân quyền, nhà báo, bloggers và các luật sư nhân quyền; lên án  Bộ Luật Hình sự mới, luật An ninh mạng và luật Tín ngưỡng Tôn giáo của Việt Nam đang giới hạn các quyền tự do căn bản của con người. Tổ chức theo dõi nhân quyền thế giới (HRW) thường xuyên ra báo cáo lên án Chính quyền Việt Nam đàn áp có hệ thống các quyền dân sự và chính trị cơ bản của người dân như: quyền tự do biểu đạt, quyền tự do báo chí và tiếp cận thông tin, quyền tự do lập hội và nhóm họp, quyền tự do thực hành tôn giáo,...

## Nhân quyền trong lịch sử Việt Nam
Trong lịch sử, người Việt Nam luôn phải đấu tranh giành quyền được sống trong độc lập tự do (một nhân tố cơ bản trong nhân quyền), và xây dựng cuộc sống nhân ái (yêu thương đùm bọc lẫn nhau giữa người và người). Trong hiện thực xã hội Việt Nam, hai phạm trù nhân quyền và nhân ái luôn gắn bó với nhau. Trong nhân quyền có nhân ái và ngược lại trong nhân ái có nhân quyền. Một số ý kiến còn khẳng định rằng: "tổ tiên người Việt chúng ta đã tiến gần những tiêu chuẩn nhân quyền quốc tế ngày nay"

### Thời kỳ tiền phong kiến và phong kiến
Trong thời kỳ phong kiến, một số quyền con người cũng được pháp luật bảo vệ, điều này có thể do ảnh hưởng của triết lý Phật giáo và triết lý cai trị dựa trên sự khoan dung, nhân ái của Nho giáo. Trong luật pháp của Nhà Lê mà đặc biệt là Bộ Luật Hồng đức thì quyền bình đẳng đã được quy định trong tương quan nam và nữ (các bà có quyền làm nữ quan, với ưu đãi trong thủ tục thiết triều; vợ bình quyền với chồng về quyền dân sự và tài sản, trách nhiệm dân sự...), trong tương quan giữa các chủng tộc (người thiểu số được xét xử theo tục lệ của họ, được tự trị về hành chánh) hay một số chính sách kinh tế xã hội: nhà nước có nghĩa vụ giúp người nghèo khó,tật nguyền, cô nhi, quả phụ về lương thực, nơi ở, thuốc men; binh sĩ, tội nhân đang giam cầm, dân đinh đi sưu dịch cũng được săn sóc... Đó là những quy định bảo vệ quyền của phụ nữ, bảo vệ quyền sống đối với người vô gia cư, người già, trẻ em (nhất là trẻ em gái), quyền được bảo vệ thân thể... sớm hơn tư tưởng nhân quyền của nhiều quốc gia phương Tây.
Đời nhà Trần, sau khi chiến thắng quân Nguyên - Mông, nhà Trần cũng đã tha cho nhiều tù binh, hàng tướng về nước, bảo toàn mạng sống cho họ (trừ trường hợp của Ô Mã Nhi). Năm 1292, vua Trần Nhân Tông đã ban hành một đạo chiếu với nội dung "Những người mua dân lương thiện làm nô tỳ thì phải cho chuộc lại".
Năm 1401, nhà Hồ ban hành phép hạn nô, các quý tộc bị hạn chế số nô tì, số thừa ra (những nô tì không có chúc thư 3 đời) bị sung công, bồi thường cho chủ 5 quan một người. Cho dù còn có những hạn chế nhưng chính sách này đã góp phần làm giảm lượng người lệ thuộc trong xã hội. Đến giai đoạn Bắc thuộc lần 4 vá khởi nghĩa Lam Sơn, thông qua hội thề Đông Quan, nghĩa quân Lam Sơn đã tha bổng và tạo điều kiện cho quân Minh trở về nước an toàn với chủ trương lấy đại nghĩa để thắng hung tàn, lấy chí nhân để thay cường đạo. Thời Tây Sơn, sau khi đánh thắng quân Thanh, Quang Trung đã cho phép trao trả tù binh, thông thương giữa hai nước, cho Hoa kiều lập đền thờ các binh sĩ đã tử trận như đền Sầm Nghi Đống, Gò Đống Đa...)
Có thể nói, Việt Nam tuy không phải là nơi sản sinh ra thuật ngữ nhân quyền nhưng rất giàu truyền thống nhân đạo, nhân văn và khái nhiệm nhân quyền đi liền với tinh thần nhân đạo, tình cảm yêu thương con người, tính nhân nghĩa, nhân ái. Nhân dân Việt Nam yêu chuộng hòa bình và các giá trị nhân văn, cởi mở với sự đa dạng và dung hợp trong tiếp nhận giá trị từ bên ngoài. Tinh thần nhân đạo đã tồn tại từ rất lâu trong lịch sử Việt Nam.

### Thời kỳ 1945-1954
Sau khi nước Việt Nam Dân chủ Cộng hòa được thành lập năm 1945, cuộc Tổng tuyển cử đầu tiên đã được tổ chức trên phạm vi toàn quốc với sự tham gia bình đẳng của nam, nữ không phân biệt tôn giáo, sắc tộc, thành phần xã hội. Về chủ trương, Chủ tịch Hồ Chí Minh cho rằng tự do, dân chủ, nhân quyền là những giá trị cao quý, là lý tưởng phấn đấu của những người cộng sản, nhưng phê phán mạnh mẽ sự hạn chế của nhân quyền tư sản, sự lợi dụng các khẩu hiệu nhân quyền để lừa bịp, áp bức nhân dân lao động. Đồng thời, ông cũng phê phán và bác bỏ tính nửa vời, thiếu triệt để của chế độ dân chủ, nhân quyền tư sản. Theo Hồ Chí Minh, tự do cá nhân phải gắn chặt với tự do dân tộc của cả cộng đồng, một cá nhân sẽ không có tự do nếu sống trong một đất nước nô lệ. Trong Tuyên ngôn độc lập năm 1945, Hồ Chí Minh đã nêu rõ quyền được sống, quyền được tự do, quyền được mưu cầu hạnh phúc, quyền được bình của mỗi người và của mỗi dân tộc là quyền do tạo hóa ban tặng và không thể bị tước bỏ.
Sau năm 1945, lần đầu tiên trong lịch sử ở Việt Nam có bình đẳng nam nữ, xóa bỏ đa thê. Từ năm 1946, mọi công dân đủ năng lực pháp lý đều được đi bầu cử. Trong giai đoạn 1945-1958, chính quyền Hồ Chí Minh đã xây dựng hệ thống tòa án gồm ba loại: tòa án binh, tòa án đặc biệt và tòa án thông thường. Ngày ngày 24 tháng 1 năm 1946 Chủ tịch Chính phủ lâm thời Việt Nam Dân chủ Cộng hoà đã ra Sắc lệnh số 13 về tổ chức các Toà án và các ngạch Thẩm phán. Đây là Sắc lệnh đầu tiên quy định một cách đầy đủ tổ chức giải quyết các tranh chấp, xử phạt các việc vi cảnh ở cơ sở cũng như tổ chức các Toà án và quy định tiêu chuẩn, nhiệm vụ, quyền hạn của các ngạch Thẩm phán. Tại Chương VI bản Hiến pháp 1946 này quy định về "Cơ quan tư pháp", theo đó Cơ quan tư pháp của nước Việt Nam Dân chủ Cộng hoà gồm có: Toà án tối cao; các Toà án phúc thẩm; các Toà án đệ nhị cấp và sơ cấp. Cao viên Thẩm phán đều do Chính phủ bổ nhiệm. Trong khi xử việc hình thì phải có phụ thẩm nhân dân để hoặc tham gia ý kiến nếu là việc đại hình. Quốc dân thiểu số có quyền dùng tiếng nói của mình trước Toà án. Người bị cáo được quyền tự bào chữa lấy hoặc mượn Luật sư. Trong khi xét xử, các viên Thẩm phán chỉ tuân theo pháp luật, các cơ quan khác không được can thiệp.
Sau đó, Việt Nam bước vào cuộc chiến chống sự tái xâm lược của Pháp. Lúc này, vấn đề nhân quyền bị xao lãng do cả nước đang dồn sức để tham chiến. Chính phủ kháng chiến của Hồ Chí Minh phải lên các chiến khu, điều kiện sinh hoạt gặp nhiều khó khăn. Tại các vùng do Pháp kiểm soát, tình trạng nhân quyền, đặc biệt trong các nhà tù xuống cấp nghiêm trọng. Các tù nhân chính trị ủng hộ Việt Minh hoặc các tù binh bị Pháp đối xử tàn tệ. Chế độ ăn uống của tù nhân trong nhà tù của Pháp thực hiện theo cách đấu thầu trong thời hạn một hoặc vài năm. Người trúng thầu đứng ra tổ chức các bữa ăn cho tù nhân. Để thu được nhiều lời chủ thầu thường thông đồng với ban kiểm tra bớt xén tiêu chuẩn trong khẩu phần ăn của tù nhân. Tình trạng sinh hoạt cũng không tốt khi thiếu nước sinh hoạt, thiếu quần áo, điều kiện vệ sinh không tốt. Các tù nhân trong nhà tù của Pháp gặp vấn đề về sức khỏe không được cứu chữa tạm thời. Chế độ lao động của tù nhân nặng nhọc, thời gian nghỉ không đủ để hồi phục sức khỏe.
Ngược lại, Việt Minh đối xử với tù binh Pháp với chính sách khoan hồng theo các quy định của quốc tế. Trong Trận Điên Biên Phủ, Bộ chỉ huy mặt trận của Việt Minh ra lệnh thành lập một trại tù thương và cử đội ngũ cán bộ y tế có chuyên môn giỏi được điều động về trại tù thương cùng một số bác sĩ quân y Pháp bị bắt làm tù binh, khẩn trương chăm sóc, điều trị tù thương với một chế độ ăn uống hợp lý theo chỉ định của các bác sĩ điều trị, sức khoẻ của tù thương dần dần hồi phục và chuyển dần về tuyến sau. Tù binh Pháp được phát gạo, thực phẩm, tự tổ chức nấu ăn trong khi lính Việt Minh thiếu ăn thậm chí còn phải nhường lương thực cho hàng binh đối phương, Trong chiến dịch Điện Biên Phủ, các nhà nghiên cứu phương Tây ước tính có tổng cộng 11.721 lính của quân đội liên hiệp Pháp bị bắt làm tù binh của Việt Minh, trong đó có 3.290 lính được thả tự do ngay trong thời gian chiến tranh vẫn đang tiếp diễn. 7.801 lính còn lại thì không được cả hai phía nhắc tới. Sau này, Chính phủ Pháp công nhận, những người này thuộc nhóm hơn 12.900 tù binh liên hiệp Pháp được Việt Minh trao trả bằng nhiều đợt khác nhau cho tới tháng 10 năm 1954, 3 tháng sau khi Hiệp định có hiệu lực. Phía Pháp cũng thừa nhận là sau thời điểm đó, Việt Minh còn không giữ bất kỳ tù binh nào của liên hiệp Pháp. Theo Hữu Ngọc thì Việt Minh là bên đầu tiên trên thế giới thả tù binh ngay giữa cuộc chiến, thậm chí tù binh Pháp được thả ở trong tình trạng nguyên vẹn, không thương tích, không bệnh tật. Ông cũng nói thêm là Việt Minh không có đủ điều kiện giam cầm tù binh mà phải để họ sống, sinh hoạt cùng với những người dân bình thường, với sự đối đãi tử tế của Việt Minh, không người tù binh nào quay lại chỉ đường cho quân đội liên hiệp Pháp tấn công Việt Minh. Trong chiến dịch Điện Biên Phủ, số tù binh của quân đội liên hiệp Pháp quá lớn (theo Việt Minh là 16.000 người, theo phía Pháp thì khoảng hơn 3.000 lính trong số này được thả trong lúc chiến dịch vẫn đang diễn ra) khiến Việt Minh không kịp chuẩn bị bộ máy, lương thực, quần áo... để tiếp nhận. Trong lúc đó, Việt Minh vẫn đang phải cứu chữa thương binh, chôn cất tử sĩ của họ, thu dọn chiến trường, thậm chí họ thiếu cả lương thực cho chính mình. Hữu Ngọc xác nhận trong số các tù binh của liên hiệp Pháp mà Việt Minh chưa kịp thả đã có hơn 1.000 người được cứu chữa kịp thời.

### Thời kỳ 1954-1975

#### Miền Bắc
Sau khi giành chính quyền Đảng Lao động Việt Nam thực hiện cải tạo công thương nghiệp và cải cách ruộng đất nhằm quốc hữu hóa các doanh nghiệp tư nhân và tịch thu ruộng đất của địa chủ chia cho nông dân.. Đến giữa năm 1960, việc cải tạo công thương nghiệp tư bản tư doanh đã mở rộng trong 31 tỉnh và thành phố. Tư bản lớn (thực chất chỉ là cỡ vừa theo tiêu chuẩn nước ngoài) đã bị loại bỏ. Đối tượng cải tạo trong đợt này phần lớn là tư sản loại nhỏ và vừa, kinh doanh thuộc nhiều ngành nghề.
Sau khi chiến thắng Pháp trong Chiến tranh Đông Dương, chính quyền Đảng Lao động Việt Nam thực hiện cải tạo công thương nghiệp và cải cách ruộng đất nhằm quốc hữu hóa tư liệu sản xuất của xã hội cũng như xử lý hơn 2.000 mẫu ruộng bị bỏ hoang nhằm phục vụ phát triển kinh tế và sản xuất lương thực. Mục tiêu khác của Đảng Lao động là điều chỉnh công, thương nghiệp tư doanh, khuyến khích và giúp đỡ công, thương nghiệp chuyển đổi sang hình thức công tư hợp doanh và hợp tác xã. Nhà nước khôi phục và phát triển sản xuất; sửa chữa, khôi phục các tuyến đường giao thông. Thực hiện tăng thu, tiết kiệm chi, chống tham ô, lãng phí, thu đúng, thu đủ thuế nông nghiệp và thuế công, thương nghiệp. Đối với công thương nghiệp tư bản tư doanh, áp dụng phương pháp cải tạo hòa bình.
Về kinh tế, nhà nước không tịch thu tư liệu sản xuất của tư sản dân tộc mà dùng chính sách "chuộc lại". Đối với thợ thủ công, đưa họ vào các hợp tác xã tiểu thủ công nghiệp, cung cấp nguyên vật liệu, công cụ, thiết bị, giúp từng bước cải tiến kỹ thuật tăng năng suất lao động, nâng cao chất lượng sản phẩm năng suất lao động, nâng cao chất lượng sản xuất góp phần thực hiện hoàn thành kế hoạch Nhà nước. Đối với những người buôn bán nhỏ thì giáo dục, giúp đỡ họ từng bước đi vào con đường làm ăn tập thể, chuyển phần lớn những người trong số họ sang sản xuất. Đến cuối nǎm 1957, giá trị sản lượng nông nghiệp và công nghiệp tính chung đã xấp xỉ nǎm 1939. Sản xuất nông nghiệp, nhất là lương thực đã vượt mức trước chiến tranh. Ba nǎm sau khi hoà bình lập lại, sản lượng thóc ở miền Bắc đạt được 4 triệu tấn, đảm bảo tự cung cấp theo mức bình quân khoảng 300 kg thóc một đầu người; đó là một thắng lợi to lớn về kinh tế và chính trị. Thủ công nghiệp khôi phục và phát triển nhanh, tǎng thêm nhiều ngành, nghề, nhiều sản phẩm mới. Sản xuất công nghiệp tuy chưa bằng trước chiến tranh nhưng hầu hết các nhà máy cũ đã chạy đều, được thay thế và bổ sung thiết bị, một số nhà máy mới được xây dựng thêm, cơ sở công nghiệp hiện đại tǎng nhiều hơn trước. Giá trị sản lượng công nghiệp và thủ công nghiệp chiếm một phần ba tổng giá trị sản lượng nông nghiệp và công nghiệp, trong đó công nghiệp hiện đại chiếm trên 9%.
Tới năm 1960, cơ bản quá trình cải tạo kinh tế đã hoàn thành khi có 81% thợ thủ công chuyên nghiệp đã vào các hình thức hợp tác xã. Không kể các hợp tác xã đánh cá, làm muối, khai thác gỗ, thì đến cuối năm 1960 ở miền Bắc đã có 2760 hợp tác xã chuyên sản xuất các mặt hàng về thủ công nghiệp. Trong đó có 521 hợp tác xã bậc cao và 2239 hợp tác xã bậc thấp, 60% những người buôn bán nhỏ đã được cải tạo, tham gia vào các tổ mua bán hay các hợp tác xã mua bán và trên 10.000 người được chuyển sang các ngành sản xuất. Đến giữa năm 1961, có 180.000 tiểu thương tức 80% tống số mới được tổ chức lại trong các hợp tác xã trong đó có hơn 60 ngàn người đã chuyển hẳn qua sản xuất.
Cải tạo kinh tế giai đoạn này cũng đã đem lại cho miền Bắc những thành quả nhất định như trong vòng 3 năm (1955 -1957) giá trị sản lượng công nghiệp quốc doanh tăng gấp 6,4 lần, từ 34,1 triệu đồng lên 219 triệu đồng, giá trị sản lượng toàn ngành công nghiệp - thủ công nghiệp miền Bắc tăng 269%, từ 310 triệu đồng lên 834 triệu đồng. Công nghiệp quốc doanh chiếm tỉ trọng ngày càng vượt trội trong giá trị sản lượng khu vực công nghiệp hiện đại (từ 41,7% lên 66,6%), góp phần đưa tỉ lệ công nghiệp hiện đại trong nền kinh tế từ 1,5% lên 9,5% (năm 1939 tỷ lệ này là 10%). Nhờ duy trì tốc độ phát triển cao (trên 50% hàng năm) trong thời kỳ 1958-1960, vào năm 1960, công nghiệp quốc doanh đạt giá trị sản lượng 840 tr. đồng, bằng 383% giá trị sản lượng năm 1957 và gấp 25 lần giá trị sản lượng năm 1955.
Theo tài liệu của Đảng Cộng sản Việt Nam, tháng 11 năm 1953, Hội nghị Ban chấp hành Trung ương Đảng lần thứ 5 quyết định tiến hành việc cải cách ruộng đất tại miền Bắc Việt Nam. Từ năm 1953 tới 1957, 810.000 hecta ruộng đất ở đồng bằng và trung du miền Bắc đã được phân chia cho 2 triệu hộ nông dân, chiếm khoảng 72,8% số hộ nông dân ở miền Bắc, giải quyết được tình trạng nhiều nông dân không có đất canh tác. Tuy nhiên, ở một góc độ khác, việc thực hiện cải cách ruộng đất ở miền Bắc Việt Nam đã gây ra nhiều hậu quả to lớn, đã có rất nhiều người bị xử lý oan. Mức 5,68% địa chủ trong dân số địa phương là cao hơn rất nhiều so với thực tế. Tổng số người bị quy là địa chủ trong Cải cách ruộng đất đã được thống kê là 172.008 người; số người bị oan sai là 123.266 người, chiếm tỷ lệ 71,66% Theo tài liệu của Đảng Cộng sản Việt Nam, nhiều nông dân trong tầng lớp trung nông đã bị đấu tố là địa chủ và việc đấu tố oan là do "bị địch lũng đoạn". Những sai lầm này, như đã được đề cập đến trong bài phát biểu tháng 10 năm 1956 tại Mặt trận Tổ quốc Việt Nam của giáo sư, luật sư Nguyễn Mạnh Tường, đã làm Đảng Lao động Việt Nam bị mất uy tín đối với nhiều người dân. Trong cuộc cải cách ruộng đất có nhiều sai lầm và khuyết điểm (như tuyên bố của Hội nghị Trung ương 10 của Đảng Lao động Việt Nam). Một số luật sư như Nguyễn Mạnh Tường đã công khai phê bình những sai lầm trong các bài phát biểu trước quốc hội. Sau đó, chính quyền Việt Nam Dân chủ Cộng hòa công khai xin lỗi và lên kế hoạch sửa sai, bồi thường cho người bị oan.. Nguyên nhân xuất phát từ việc Việt Nam mới từ một nước chuyển đổi từ thể chế quân chủ chuyên chế của chủ nghĩa phong kiến sang thể chế cộng hòa, tâm lý và nhận thức về các quyền con người bị ảnh hưởng nặng bởi các quan điểm phong kiến lạc hậu dẫn đến việc người dân và cán bộ có những nhận thức sai lầm trong thực hiện cải tạo kinh tế và cải cách ruộng đất.
Trong giai đoạn này, về mặt chính trị, tại miền Bắc tồn tại ba đảng phái bao gồm Đảng Dân chủ Việt Nam, Đảng Xã hội Việt Nam và Đảng Lao động Việt Nam. Đảng Lao động Việt Nam chủ trương tập hợp quân chúng nhân dân thông qua Mặt trận Tổ quốc Việt Nam. Trước đó, các nhóm chính trị đối lập và thân Pháp đã tự nguyện di cư vào miền Nam cùng với Quân đội Liên hiệp Pháp. Theo Đảng Lao động Việt Nam, sự di cư của các nhóm thân Pháp và đối lập vào miền Nam là để củng cố chính quyền Ngô Đình Diệm và tạo đối trọng với lực lượng Việt Minh tại miền Nam (Hiệp định Genève quy định tập kết chính trị tại chỗ nên lực lượng Việt Minh tại miền Nam không bị buộc phải di cư ra Bắc cùng Quân đội nhân dân Việt Nam).. Phong trào Nhân Văn - Giai Phẩm là một phong trào văn nghệ của giới trí thức miền Bắc thu hút nhiều văn nghệ sĩ, trí thức. Phong trào này xuất bản báo Nhân văn ra được 5 số và tạp chí Giai phẩm ra được 4 số rồi bị đình bản. Báo Nhân văn số 6 có bài kích động kêu gọi nhân dân xuống đường biểu tình. Song Đảng viên, công nhân nhà in Xuân Thu (nơi in báo Nhân văn) đã phát hiện ra và kịp thời kiến nghị với chính quyền để xử lý. Ngày ngày 15 tháng 12 năm 1956, Ủy ban Hành chính Thành phố đã ra quyết định đình bản và cấm lưu hành báo Nhân văn. Nhà nước Việt Nam Dân chủ Cộng hòa xem đây là phong trào chống chính quyền của một nhóm trí thức do bị tình báo nước ngoài được cài ở miền Bắc lôi kéo, nhằm phủ nhận sự lãnh đạo của Đảng trong lĩnh vực văn hóa văn nghệ, phủ nhận quyền lãnh đạo Chính trị và Nhà nước duy nhất của Đảng Lao động Việt Nam. Nữ sĩ Thụy An bị kết án tội là hoạt động gián điệp, cùng với đó là bài báo công kích "mụ phù thủy hiện nguyên hình rắn độc", bị kết án 15 năm tù cùng với Nguyễn Hữu Đang trong phiên tòa ngày 21/1/1960 tại Hà Nội. Sau đó, hầu hết các văn nghệ sĩ tham gia Phong trào Nhân Văn-Giai Phẩm phải tham gia các khóa học tập về tư tưởng xã hội chủ nghĩa. Một số bị treo bút một thời gian dài: Lê Đạt, Trần Dần, số khác không tiếp tục con đường sự nghiệp văn chương, thậm chí có người bị giam giữ trong một thời gian dài và tiếp tục bị giám sát trong nhiều năm sau khi mãn tù như trường hợp Nguyễn Hữu Đang. Dư luận chung thường gọi đây là "Vụ án Nhân Văn–Giai Phẩm". Sau sự kiện Nhân văn - Giai phẩm, các nhà xuất bản, tòa soạn báo tư nhân lần lượt bị đóng cửa. Tuy nhiên, sau này nhiều người được công khai xin lỗi và phục hồi nhân phẩm sau khi chính quyền nhận ra sai lầm của mình.
Trong chiến tranh phá hoại miền Bắc, Chiến dịch Sấm Rền của Mỹ đã ném 864.000 tấn bom, khiến 72.000 dân thường Việt Nam bị chết và bị thương. Đặc biệt trong Chiến dịch Linebacker II kéo dài chỉ 12 ngày nhưng Mỹ đã thả hơn 36.000 tấn bom, vượt quá khối lượng bom đã ném trong toàn bộ thời kì từ 1969 đến 1971. Làm 1.624 thường dân thiệt mạng. Điển hình là vào ngày 26 tháng 12 năm 1972 tại phố Khâm Thiên, Hà Nội, các máy bay B-52 của Mỹ đã dội bom thẳng vào một bên dãy phố có đông dân thường sinh sống, giết chết 278 người. Quân đội Mỹ đã thực hiện không kích vào nhiều khu vực trọng yếu như khu dân cư, đê điều khiến gây thiệt hại lớn về người và vật chất của nhân dân đặc biệt là vào mùa lũ những năm 1965, 1972. Tác giả Neil Sheehan viết "Không có lý do gì lính Mỹ cho rằng mạng sống của những người nông dân Việt Nam (ở cả hai miền) là quan trọng".
Không quân Mỹ và không quân của hải quân Mỹ cùng các pháo hạm Mỹ đã phá hoại 100% các nhà máy điện, hơn 1.500 công trình thủy lợi, hơn 10.000 m đê xung yếu, 6 tuyến đường xe lửa với hầu hết cầu cống bị đánh sập, hơn 60 nông trường quốc doanh, trên 40.000 gia súc lớn. Các vụ không kích của Mỹ đã phá hoại 6 thành phố lớn, 28 thị xã, trong đó có 12 thị xã phị san phẳng, 96 thị trấn hơn 4.000 điểm dân cư cấp xã, trong đó có hơn 300 điểm bị hủy diệt hoàn toàn, phá hủy 350 bệnh viện, hơn 1.500 bệnh xã, trong đó có 300 bệnh viện bị hủy diệt; hơn 1.300 trường học bị phá hoại, hàng trăm chùa chiền, nhà thờ, di tích lịch sử bị trúng bom Mỹ. hơn 5.000.000 mét vuông nhà ở bị hư hỏng nặng, hàng chục vạn hecta đất canh tác bị ô nhiễm bom đạn không thể sử dụng được. Trong số 203.733 lần mục tiêu ở miền Bắc bị không quân và hải quân Mỹ bắn phá có 109.156 mục tiêu giao thông vận tải (chiếm 53,5%), 59.971 mục tiêu dân cư (chiếm 29,4%), 14.347 mục tiêu kinh tế dân sính (chiếm 7%), chỉ có 20.259 mục tiêu quân sự (chiếm 9,9%). Bình quân 1 km vuông lãnh thổ miền Bắc hứng chịu 6 tấn bom, mỗi người dân miền Bắc hứng chịu 45,5 kg bom. Các trận ném bom đã làm chết hơn 80.000 dân thường, hơn 120.000 người khác bị thương.
Tù binh Hoa Kỳ ở miền Bắc được đối xử theo đúng quy định trong các công ước quốc tế về tù binh chiến tranh. Các tù binh Mỹ được giam giữ tại nhiều địa điểm nhưng nơi phổ biến với truyền thông nhất là nhà tù Hỏa Lò, Hà Nội. Theo Đại tá Trần Trọng Duyệt, nguyên Trại trưởng cuối cùng của Trại tù binh Hỏa Lò, tù binh Phi công Mỹ được giam giữ ở 3 địa điểm chính: một là khu vực Fafim đường Nguyễn Trãi bây giờ (tiếng lóng của tù binh Phi công Mỹ gọi địa điểm này là "Sở Thú"); hai là, số nhà 17, phố Lý Nam Đế (Phi công Mỹ gọi là "Đồn Điền"); và ba là Hỏa Lò (còn được tù binh Mỹ gọi hài hước là "Khách sạn Hilton", hay "Khách sạn Vỡ Tim").
Chế độ dinh dưỡng cho tù binh Mỹ được thực hiện nhiều so với khẩu phần ăn của một người Việt Nam bình thường. Theo lời Đại tá Trần Trọng Duyệt, buổi sáng, tù binh Mỹ thường được ăn bánh mì với sữa hoặc đường. Đây là những thứ hàng xa xỉ mà thời ấy, những người Việt Nam bình thường chỉ những khi đau ốm mới được biếu và bồi dưỡng. Bữa trưa và bữa chiều, suất ăn của tù binh Mỹ là bánh mỳ kẹp trứng rán, hoặc thịt và một bát súp thịt hầm với khoai tây, hoặc rau các loại. Những người nghiện thuốc lá, mỗi ngày còn được phát 3 điếu Tam Đảo bao bạc. Những ngày lễ, ngày Tết (của cả Việt Nam và Mỹ), tù binh còn được cho ăn tươi đặc biệt hơn. Ngoài việc gói bánh chưng, cuốn nem rán, bộ phận hậu cần của trại thường mang giấy giới thiệu đi về tận Hà Bắc, hoặc Sơn Tây để mua gà tây về quay, chế biến món cơm rang thập cẩm (cơm có cả thịt, trứng và rau), uống với bia Trúc Bạch – thứ đồ uống mà tù binh Mỹ rất thích – ăn xong thường có hoa quả và bánh kẹo. Về mức chi thực phẩm cho tù binh Mỹ, lúc đầu là 1,6 đồng/ngày, nếu ồm đau là 3,2 đồng/ngày và tới cuối chiến tranh mức cao nhất là 7 đồng/ngày. Đây là mức chi rất lớn nếu so sánh mức ăn cao nhất của bộ đội Việt Nam chỉ có 1,2 đồng/ngày cho cấp Đại tá, lương tháng của một Trưởng ty công an tỉnh là 115 đồng. Phía Việt Nam xác định chăm sóc đảm bảo tốt sức khỏe cho tù binh cũng là một nhiệm vụ đặc biệt. Ngoài được tận tình cứu chữa vết thương do nhảy dù sau khi máy bay bốc cháy, các tù binh đã được những bác sĩ giỏi nhất ở các bện viện 108, 103, 354 của quân đội đến khám và chữa bệnh theo định kì. Cho nên, sau cú sốc thần kinh ban đầu lúc họ bị bắt, khi đã vào trại Hỏa Lò hầu hết các tù binh Mỹ đều ổn định tinh thần và sức khỏe rất nhanh. Hằng ngày, tù binh Mỹ được ra sân phơi nắng, chơi bóng chuyền, bóng rổ, chọc bi-a, đọc sách báo, nghe tin tức – kể cả tin tức của Mỹ và phương Tây – qua đài phát thanh mà trại tiếp âm, hoặc chọn những tù binh có giọng đọc tốt để đọc cho tất cả cùng nghe. Đặc biệt, trong các ngày lễ, ngày Tết của Mỹ như ngày Độc lập (4 tháng 7), ngày Lễ Tạ ơn, Noel, Tết Dương lịch..., tôn trọng tín ngưỡng của tù binh, trại còn cho mời cả mục sư Bùi Hoàng Thử đến làm lễ theo nghi thức tôn giáo cho số người theo đạo. Để thay đổi không khí, Ban quản lý trại giam cũng tổ chức cho các tù binh Mỹ đi tham quan Hà Nội. Để đảm bảo an toàn cho tù binh Mỹ, phía Việt Nam cho phép các tù binh ăn mặc như khách du lịch: cũng com-lê, ca -vát, giày đen... và đi theo hướng dẫn viên. Trong trại Hỏa Lò có một nữ tù binh nguyên là sĩ quan quân y, phía Việt Nam đã bố trí cho cô này ở trong một phòng riêng với tiêu chuẩn của sỹ quan cao cấp.

#### Miền Nam

##### Thời kỳ Ngô Đình Diệm

###### Chính trị

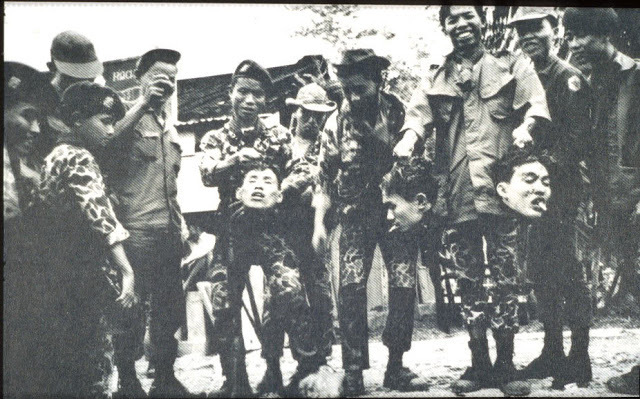
Một tốp lính của Việt Nam Cộng hòa chặt đầu đối phương và giơ lên khoe (bên trái có một lính trẻ em cũng tham gia trong hình)

Thời kỳ này, tình hình nhân quyền ở miền Nam xuống cấp nghiêm trọng. Trong thời kỳ Tổng thống Ngô Đình Diệm, chính quyền Việt Nam Cộng hòa thực hiện Tố Cộng diệt Cộng. Với Luật 10/59, chế độ Ngô Đình Diệm đã tổ chức các chiến dịch "Tố Cộng, diệt Cộng", tiến hành càn quét khắp miền Nam, giết hại hàng loạt những người kháng chiến của Việt Minh. Hàng chục vạn người dân thường cũng bị bắt giữ vì tình nghi có liên quan tới Việt Minh, hàng ngàn làng mạc đã bị đốt phá, gây ra sự căm phẫn cho rất nhiều người dân miền Nam. Đây là một trong những nguyên nhân chính dẫn tới Phong trào Đồng khởi của người dân miền Nam nhằm chống lại chế độ Ngô Đình Diệm.
Chính quyền Diệm với sự hỗ trợ của Hoa Kỳ đã huy động mọi lực lượng quân sự, an ninh, hành chính, tình báo, thông tin tuyên truyền v.v... thực hành cuộc càn quét, đàn áp toàn diện cả về quân sự, chính trị, tâm lý, kinh tế. Quân đội Ngô Đình Diệm gây ra những cuộc thảm sát đẫm máu ở Ngân Sơn, Chí Thạnh (Phú Yên), Chợ Được (Quảng Nam), Mỏ Cày, Bình Đại (Bến Tre), v.v... Quân đội Ngô Đình Diệm mở nhiều cuộc hành quân càn quét quy mô lớn, dài ngày như các "chiến dịch Thoại Ngọc Hầu" kéo dài 9 tháng (5-1956 đến 2-1957) ở 18 tỉnh miền Tây Nam Bộ, "chiến dịch Trương Tấn Bửu" trong 7 tháng (7-1956 đến 2-1957) ở 8 tỉnh miền Đông Nam Bộ... để triệt phá cách mạng, tàn sát những người ủng hộ Việt Minh, khủng bố những người kháng chiến chống Pháp mà Ngô Dình Diệm gọi là cộng sản hoặc phần tử thân cộng sản. Mỹ-Diệm đã ban hành Luật 10/59 "đặt cộng sản ra ngoài vòng pháp luật", cho thành lập trên khắp miền Nam những nhà tù, trại giam, trại tập trung để giam giữ những người bị tình nghi ủng hộ Việt Minh
Sang thời Đệ Nhất Cộng hòa, chiếu theo Điều 7 của Hiến pháp Việt Nam Cộng hòa 1956 thì "những hành vi có mục đích phổ biến hoặc thực hiện một cách trực tiếp hay gián tiếp chủ nghĩa cộng sản dưới mọi hình thái đều trái với nguyên tắc ghi trong Hiến pháp" nên chính phủ càng dựa vào đó bắt giam những người tình nghi là Việt Minh hoặc hợp tác với cộng sản. Chính sách này được thực hiện thông qua Luật 10/59, một đạo luật "trị an", nhằm "trừng trị các hành động phá hoại an ninh quốc gia, tính mạng và tài sản của nhân dân, và quy định việc thiết lập các phiên tòa quân sự đặc biệt".. Luật 10/59, được Quốc hội Việt Nam Cộng hòa thảo luận và phê chuẩn và Tổng thống Ngô Đình Diệm ký ban hành vào ngày 6 tháng 5 năm 1959, tăng mức hình phạt cho những ai liên hệ đến chủ nghĩa cộng sản và mở những tòa án quân sự lưu động để xét xử bị cáo.
Chính phủ Việt Nam Cộng hòa cũng tiến hành các chiến dịch tố cộng, diệt cộng, liên gia phòng vệ, dồn dân lập ấp chiến lược... một cách quyết liệt không tính đến các đặc điểm tâm lý và quyền lợi của dân chúng cũng như hoàn cảnh lịch sử Việt Nam. Những biện pháp cứng rắn nhất được áp dụng, ví dụ ngày ngày 16 tháng 8 năm 1954, quân Việt Nam Cộng hoà đã nổ súng trấn áp đoàn biểu tình ở thị xã Gò Công, bắn chết 8 người và 162 người bị thương. Việc dồn dân vào các ấp chiến lược đã khiến ruộng đất ở miền Nam bị bỏ hoang cũng như đã vi phạm nghiêm trọng quyền tự do đi lại và tự do di trú của người dân. Người dân trong ấp chiến lược bị kiểm soát chặt chẽ, hoạt động trao đổi thông tin giữa trong và ngoài ấp chiến lược để bị theo dõi sát sao đến mức quyền giữ bí mật thông tin của người dân thường xuyên bị xâm phạm, quyền tự do tiếp cận thông tin không được đảm bảo,...
Để tăng tính uy hiếp, Việt Nam Cộng hòa sử dụng cả máy chém để hành quyết phạm nhân. Nhiều vụ xử chém của Việt Nam Cộng hòa được diễn ra công khai trước dân chúng, đầu phạm nhân được đem bêu để cảnh cáo. Báo The Straits Times (Singapore) ngày 24 tháng 7 năm 1959 có bài viết tường thuật cảnh 1.000 người dân xem xử chém ở Sài Gòn Báo Buổi sáng (Sài Gòn) ngày ngày 15 tháng 10 năm 1959 có viết: "Theo một phán quyết của phiên xử vắng mặt của Tòa án Quân sự Đặc biệt ngày 02 tháng 10, Nguyễn Văn Lép, tức Tư Út Lép, một Việt Cộng, đã bị tuyên án tử hình. Cách đây một tuần, Lép đã bị sa vào lưới của Cảnh sát trong một khu rừng ở Tây Ninh. Bản án tử hình đã được thi hành ... Hiện đầu và gan của tên tử tù đã được Hội đồng xã Hào Đước cho đem bêu trước dân chúng".
Trong thời gian từ 1955 đến 1960, theo số liệu của Việt Nam Cộng hoà, đã có 48.250 người bị tống giam,. Theo một nguồn khác từ Mỹ, đã có khoảng 24.000 người bị thương, 80.000 bị hành quyết hay bị ám sát, 275.000 người bị cầm tù, thẩm vấn hoặc với tra tấn hoặc không, và khoảng 500.000 bị đưa đi các trại tập trung. Điều này đã làm biến dạng mô hình xã hội, suy giảm niềm tin của dân chúng vào chính phủ Ngô Đình Diệm và đẩy những người kháng chiến (Việt Minh) vào rừng lập chiến khu. Tình trạng binh lính Việt Nam Cộng hòa giết hại tù nhân trong trại thường xuyên xảy ra. Để che mắt dư luận, chính quyền Ngô Đình Diệm thường bố trí một sân tập bắn ngay cạnh khu trại giam. Chế độ trong trại cho người bị giam rất kham khổ với điều kiện sống không đảm bảo, với dịch bệnh thường xuyên. Dư luận chỉ biết tới tình trạng này khi Ngô Đình Diệm bị đảo chính.

###### Tôn giáo
Chế độ Ngô Đình Diệm do Mỹ hậu thuẫn nhằm duy trì một nhà nước phi cộng sản tại miền Nam Việt Nam. Mặc dù Mỹ và Ngô Đình Diệm tuyên truyền về một chính quyền Cộng hòa trong đó có tự do tín ngưỡng, tôn giáo, nhưng chế độ Ngô Đình Diệm lại thi hành chính sách ngầm ủng hộ Thiên Chúa giáo và phân biệt các tôn giáo khác.
Chỉ thị số 10 của Phủ Tổng thống (Diệm), lấy lại Đạo dụ của chế độ thuộc địa, quy định: "Tất cả các hiệp hội tôn giáo, văn hóa, thể dục, chỉ trừ Công giáo, không được quyền mua các bất động sản nếu không có phép riêng của Phủ Tổng thống". Bản văn của Đạo dụ đặt Công giáo ra ngoài, các tôn giáo khác trong đó có Phật giáo bị hạ xuống hàng các hiệp hội văn hóa thể thao. Đây rõ ràng là chính sách kỳ thị tôn giáo của chính quyền Ngô Đình Diệm. 90% là ngoài Công giáo mà bị kìm hãm dưới một thứ "Chính phủ Công giáo" Ngoài Phật giáo, Công giáo, Tin Lành ở Nam Bộ còn là nơi phát tích của nhiều tôn giáo và các ông Đạo. Như Bửu Sơn Kỳ Hương, Tứ Ân Hiếu Nghĩa đặc biệt là đạo Cao Đài và Phật giáo Hòa Hảo. Thời chính quyền Ngô Đình Diệm, hai tôn giáo này đều có lực lượng vũ trang riêng, âm mưu biến vùng đất có tín đồ của họ thành khu tự trị.
Trước tình hình đó, để thống nhất lực lượng, xóa bỏ tình trạng quân phiệt cát cứ, Ngô Đình Diệm kêu gọi các giáo phái hợp nhất lực lượng vũ trang và sáp nhập vào quân đội Việt Nam Cộng hòa. Khi biện pháp kêu gọi không được các giáo phái ủng hộ, Ngô Đình Diệm cắt những khoản tài trợ cho các giáo phái, đánh vào hoạt động kinh tế của họ, đưa người xâm nhập vào hàng ngũ lãnh đạo giáo phái để mua chuộc, chia rẽ. Những bộ phận của từng giáo phái có hành động chống đối đều bị Ngô Đình Diệm huy động quân đội đàn áp, đánh dẹp.
Đối với đạo Cao Đài, một lực lượng gồm 5.000 người do Trung tướng Nguyễn Thành Phương đã ra hàng Ngô Đình Diệm. Một lực lượng khác của Phật giáo Hòa Hảo do thiếu tướng Nguyễn Giác Ngộ cũng ra hàng. Tuy nhiên Ngô Đình Diệm vẫn không kêu gọi được nhóm Phật giáo Hòa Hảo của đại tá Lê Quang Vinh, tức Ba Cụt với một lực lượng vũ trang gồm 1.760 người Trước tình hình đó, chính phủ Sài Gòn ra lệnh giải tán quân đội Cao Đài, hủy bỏ các đặc quyền dành cho giáo phái. Cao Đài ở trong một tình trạng phân hóa đặc biệt, đa số các tướng lĩnh buộc phải đầu hàng chính phủ Sài Gòn Năm 1955, Nguyễn Thành Phương thành lập "ban Thanh trừng" để thanh lọc hàng ngũ Cao Đài. Trong số đạo hữu bị bắt có hai người con gái của Hộ pháp Phạm Công Tắc.
Ngô Đình Diệm sử dụng Đạo dụ số 10 coi các tôn giáo ngoài Công giáo là hiệp hội. Đạo dụ số 10 vốn do Bảo Đại ký ngày ngày 6 tháng 8 năm 1950, nhưng Hòa thượng Trí Quang đã vận động bà Từ Cung, mẹ vua Bảo Đại, khiến đạo dụ đã không thể thi hành. Dù Ngô Đình Diệm đã truất phế Bảo Đại, nhưng Đạo dụ số 10 vẫn được dùng lại. Đến thời Ngô Đình Diệm (1955-1963), trong bảng nghi lễ của các học đường vẫn không có lễ Phật đản là đương nhiên, nhưng lễ Noen lại được nghỉ đến 15 ngày. Ngày ngày 9 tháng 1 năm 1956, chính quyền Ngô Đình Diệm ra Dụ số 4 hủy bỏ ngày lễ Phật đản trong danh sách cho các học đường, công chức và binh sĩ. Điều này gây nên sự công phẫn trong dư luận xã hội nói chung và Tăng Ni, Phật tử miền Nam nói riêng
Trên núi Thiên Bút, tỉnh Quảng Ngãi vốn có nền cũ của Phật giáo, chính quyền Ngô Đình Diệm tìm cách chiếm lấy để Công giáo xây nhà thờ. Tín đồ Phật giáo địa phương phản ứng quyết liệt. Cuộc đấu tranh giữ chùa trên núi Thiên Bút kéo dài cho đến năm 1963, chính quyền buộc phải hoãn việc xây nhà thờ Công giáo. Ngày ngày 27 tháng 7 năm 1961, tại Cà Mau, quân đội Ngô Đình Diệm bắn hàng loạt đạn cối vào chùa Cao Dân, xã Tân Lộc khi 200 người dân và sư sãi Khmer đang làm lễ nhập hạ, làm 20 người chết và bị thương.
Trong cuốn Phật giáo Việt Nam (từ khởi thủy đến 1981) của Bồ Đề Tân Thanh – Nguyễn Đại Đồng ghi lại: "Ngô Đình Diệm còn lợi dụng Công giáo, gắn chiêu bài và xúi giục người Công giáo chống cộng. Bắt người Lương và Phật tử phải theo đạo Thiên Chúa, nhận rửa tội và gia nhập đạo Công giáo sẽ được ra khỏi trại giam". Cùng vấn đề này, cuốn Lịch sử Phật giáo xứ Huế của Thích Hải Ấn và Hà Xuân Liêm viết: "Đối với dân gian từ năm 1954 đến năm 1963, chế độ Ngô Đình Diệm đã giết chết, bắt giam, tra tấn Phật giáo đồ; dụ dỗ cải đạo, cấm Phật tử đi lễ chùa".

##### Thời kỳ hậu Ngô Đình Diệm

###### Tự do ngôn luận
Trong những năm cầm quyền, chính quyền Nguyễn Văn Thiệu đã cho áp dụng nhiều hình thức đàn áp báo chí và các sinh viên, học sinh Sài Gòn. Năm 1972, Nguyễn Văn Thiệu đã cho áp dụng Sắc luật 007. Sắc luật 007 với quy định số tiền phải ký quỹ rất lớn làm nhiều báo không có tiền ký đành đóng cửa. Theo Sắc luật 007, tờ báo nào bị tịch thu lần thứ hai do có bài vi phạm an ninh quốc gia và trật tự công cộng thì sẽ bị đóng cửa vĩnh viễn. Điều này được xem như dùng "bàn tay sắt" đối với giới báo chí tại miền Nam. Sau khi sắc luật này ra đời, nhiều tờ báo bị đóng cửa, chủ báo bị phạt, bị tịch thu tiền ký quỹ, một số người còn bị tù. Có khoảng 70% số người làm báo bị thất nghiệp.

###### Tù nhân
Việt Nam Cộng hòa còn xây dựng 1 hệ thống nhà tù trên miền Nam, một số nhà tù được xây mới như Nhà tù Phú Lợi hay sử dụng lại các nhà tù cũ của Pháp ví dụ là Nhà tù Côn Đảo và Nhà tù Phú Quốc, dùng để giam giữ những người tù chính trị hoặc binh lính Quân Giải Phóng, Quân đội nhân dân. Ở đây, tù nhân phải nằm trên nền xi măng ẩm thấp, không có giường ngủ, đa số bị mắc các bệnh liên quan đến đường hô hấp do nền nhà ẩm thấp, bị suy dinh dưỡng do không được cho ăn, được chữa bệnh một cách đầy đủ. Nhà tù Phú Quốc có những hình thức tra tấn ghê rợn như: đóng đinh, chuồng cọp kẽm gai, ăn cơm nhạt (tù nhân không được ăn muối, sau hai tháng mắt sẽ bị mờ, sau 5-6 tháng liền có người bị mù hẳn), lộn vỉ sắt, gõ thùng, đục răng, bẻ răng, roi cá đuối, lấy bao bố trùm lên người tù rồi ném vào chảo nước sôi, dùng bóng đèn công suất lớn để sát mặt người tù trong thời gian dài cho nổ con ngươi, dùng lửa đốt miệng, bộ phận sinh dục, đi tàu bay (treo ngược tù nhân rồi cho quay quanh trần nhà), trước cá lóc, đi tàu thủy...
Theo báo cáo đặc biệt năm 1973 của Tổ chức Ân xá quốc tế (amnesty international - AI), có tồn tại việc chính quyền Việt Nam Cộng hòa đàn áp những người bất đồng chính kiến, trong đó có việc lạm dụng các điều luật mơ hồ để bắt giữ tuỳ tiện, tra tấn, và xét xử bằng toà án binh. Những người dân thường bị Việt Nam Cộng hòa giam giữ đều được Tổ chức Ân xá Quốc tế xem là tù nhân chính trị, vì đa phần trong số đó bị giam giữ vì lý do bất đồng chính kiến. Nhiều người bị bắt mặc dù không có liên hệ với Chính phủ Cách mạng lâm thời Cộng hòa miền Nam Việt Nam hay Mặt trận Dân tộc Giải phóng miền Nam Việt Nam. Theo AI, Việt Nam Cộng hòa có bốn loại tù nhân bao gồm: tù hình sự, những người thuộc Chính phủ Cách mạng lâm thời Cộng hòa miền Nam Việt Nam hay Mặt trận Dân tộc Giải phóng miền Nam Việt Nam, những người có liên hệ với Chính phủ Cách mạng lâm thời Cộng hòa miền Nam Việt Nam hay Mặt trận Dân tộc Giải phóng miền Nam Việt Nam và những người bất đồng chính kiến. Những người bất đồng chính kiến được phía Chính phủ Cách mạng lâm thời Cộng hòa miền Nam Việt Nam, Mặt trận Dân tộc Giải phóng miền Nam Việt Nam và Việt Nam Dân chủ Cộng hòa gọi là "lực lượng chính trị thứ ba" tại miền Nam. AI cho rằng Việt Nam Cộng hòa giam giữ khoảng 200.000 tù chính trị nhưng phía Việt Nam Cộng hòa cho rằng họ chỉ giam khoảng 37.000 người. Một trường hợp tiêu biểu của AI nhắc tới là dân biểu Trần Ngọc Châu một người bất đồng chính kiến bị chính quyền Nguyễn Văn Thiệu quy chụp là cộng sản nằm vùng. Sau Hiệp định Paris, ông Châu được trao trả cho Chính phủ Cách mạng lâm thời Cộng hòa miền Nam Việt Nam nhưng ông từ chối vì cho rằng mình không phải là cộng sản. Thực tế đã chứng minh điều đó khi sau năm 1975, ông này đã sang Hoa Kỳ định cư. Theo AI, Việt Nam Cộng hòa đã bắt bớ và giam giữ tuỳ tiện những người bất đồng chính kiến ở miền Nam thông qua những điều luật chống Cộng mơ hồ và tù binh không được hưởng các quy chế quốc tế. Nhiều tù chính trị bị coi là đặc biệt nguy hiểm bị giam giữ mà không qua xét xử. Nhiều phiên xử của các tòa án binh chỉ kéo dài trong 5 phút. Theo AI, tù nhân chính trị còn bị tra tấn, bức cung, nhục hình tại các nhà giam, đặc biệt là tại Tổng nha Cảnh sát Quốc gia Đô thành Sài Gòn. Tình trạng đối xử tàn tệ với tù nhân diễn ra khốc liệt hơn khi Quân lực Việt Nam Cộng hòa và cố vấn Hoa Kỳ can thiệp vào các trại giam. Báo cáo cho biết việc biệt giam, cùm, đánh đập dã man và nhốt tù nhân trong chuồng cọp khiến cho một số tù nhân bị tàn tật vĩnh viễn. Một số tù nhân đã chết trong ngục hoặc bị liệt nửa người. Từ năm 1972, hội Chữ thập đỏ bị ngăn cấm vào tiếp xúc và hỗ trợ cho tù chính trị. Đa số người bị cáo buộc vi phạm những tội chính trị kể trên đều bị giam giữ vô thời hạn mà không được mang ra xét xử. Căn cứ vào Điều 4, Hiến pháp năm 1967 về việc bài trừ chủ nghĩa Cộng sản, chính quyền Việt Nam Cộng hòa thường bắt người với lý do "gây nguy hiểm đến an ninh quốc gia", "gây suy sụp tinh thần chiến sỹ quân đội", tập hợp người gây bất lợi cho an ninh quốc gia, cổ súy chủ thuyết cộng sản, thân cộng, thân cộng-trung lập,...Luật nhà binh được chính quyền sử dụng trong các vụ án chính trị.

###### Các vi phạm trong chiến tranh
Các vụ thảm sát xảy ra trong chiến tranh Việt Nam gây ra bởi quân đội Hoa Kỳ và quân đồng minh. Nổi bật là các vụ gây ra bởi quân đội Hàn Quốc, chủ yếu nhắm vào ba tỉnh Bình Định, Quảng Ngãi và Phú Yên — ba tỉnh mà quân đội Hàn Quốc thường đóng quân và tiến hành các chiến dịch truy tìm nơi ẩn náu của lực lượng Mặt trận Dân tộc Giải phóng miền Nam Việt Nam (Việt Cộng). Tờ báo Hankyoreh từng nhắc đến việc quân đội Hàn Quốc tàn sát thường dân Việt Nam (대량학살). Một ước tính cho rằng quân đội Hàn Quốc đã tàn sát hơn 300.000 người Việt trong suốt cuộc chiến tranh tại Việt Nam. Ngoài ra, nhiều lính Hàn Quốc đã hiếp dâm phụ nữ Việt Nam dẫn tới việc có những đứa con lai Việt-Hàn (Lai Đại Hàn) bị bỏ lại sau chiến tranh. Sự hung bạo của Quân đội Hàn Quốc vẫn được người Việt Nam (đặc biệt là các tỉnh miền Trung) kể lại nhiều năm sau chiến tranh với thái độ kinh sợ, thù oán còn hơn cả với lính Mỹ.
Cơ quan Lưu trữ Hồ sơ và Tài liệu Quốc gia (NARA) của Hoa Kỳ đã có hơn 9.000 trang tư liệu, hồ sơ cung cấp chi tiết về 320 cuộc thảm sát lớn nhỏ đã được cơ quan điều tra của quân đội Mỹ xác minh và có những bằng chứng cụ thể. Trong đó có những vụ thảm sát tương đương mức độ như thảm sát Sơn Mỹ của quân đội Mỹ tại Việt Nam mà chưa được ghi nhận đầy đủ, những hồ sơ còn nhiều thiếu sót, còn nhiều cuộc thảm sát không được đưa vào hồ sơ, hoặc bị che giấu bưng bít thành công. Các vụ việc còn lưu giữ trong hồ sơ NARA có thể kể đến: Bảy vụ thảm sát lớn từ 1967 đến 1971, mỗi vụ có ít nhất 137 người dân bị giết, 78 vụ thảm sát khác vào những người dân thường, mỗi vụ có ít nhất 57 người bị giết và 56 người bị gây thương tật, 15 vụ hãm hiếp hàng loạt, hiếp trước giết sau, 141 vụ tra tấn vô nhân đạo thường dân hoặc tù binh chiến tranh. Ngoài 320 cuộc thảm sát được xác minh, hồ sơ còn có những tài liệu có liên quan đến hơn 500 hành động tàn ác mà các điều tra viên chưa thể chứng minh hoặc không được quan tâm đến.
Không lực Hoa Kỳ ném bom bừa bãi khắp nơi, bất kể đó là mục tiêu dân sự hay quân sự thì chỉ cần nhận được tin tình báo hoặc do thám vị trí có Quân Giải phóng là họ ném bom không thương tiếc. Chính vì thế mà nhiều công trình dân sự dân sinh và cả nhà dân đều bị trúng bom không phải 1-2 lần mà rất nhiều lần.
Kết thúc chiến tranh, 2-4 triệu người dân Việt Nam, 50.000 thường dân Lào, 70.000 thường dân Campuchia chết chủ yếu do bom mìn. Hàng trăm nghìn tấn bom đạn vẫn còn sót lại tại Đông Dương nhưng nhiều nhất vẫn là ở Việt Nam, chiếm tới trên 20% diện tích cả nước và ở rất nhiều nơi. Theo thống kê chưa đầy đủ: Việt Nam đã có 42.132 người bị chết và 62.163 người bị thương, do bom mìn sót lại sau chiến tranh gây ra. Trung bình mỗi năm bom mìn sót lại sau chiến tranh cướp đi tính mạng của 1.535 người và 2.272 người khác phải mang thương tật suốt đời. Một ví dụ là Chiến dịch Speedy Express, được mô tả bởi John Paul Vann, là một vụ thảm sát còn ghê gớm gấp nhiều lần Thảm sát Mỹ Lai.

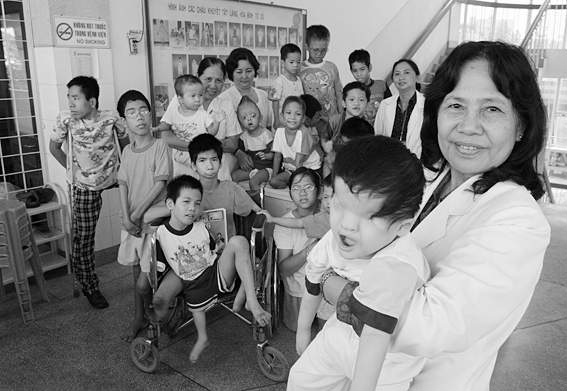
Bác sĩ Nguyễn Thị Ngọc Phượng cùng với những trẻ em nhiễm chất độc da cam, được chăm sóc tại Bệnh viện Phụ sản Từ Dũ.

Chất độc da cam là loại chất độc được điều chế từ Hormone thực vật và 2,3,7,8-TCDD dioxin, loại chất này được quân đội Hoa Kỳ sử dụng tại Việt Nam trong thời kỳ Chiến tranh Việt Nam nhằm làm rụng là và tiêu diệt thực vật trên mặt đất để du kích và lính Quân Giải phóng miền Nam Việt Nam không còn nơi ẩn nấp. Trong 10 năm, từ 1961 đến 1971, của Chiến tranh Việt Nam, quân đội Mỹ đã rải hơn 18,2 triệu gallon chất độc da cam với thành phần chứa dioxin xuống hơn 10% diện tích đất ở miền Nam Việt Nam. Việc rải chất độc da cam đã trở thành 1 chiến dịch quân sự mang tên Chiến dịch Ranch Hand. Do nó có chứa chất Dioxin - nguyên nhân của nhiều bệnh như ung thư, dị dạng và nhiều rối loạn chức năng ở cả người Việt lẫn các cựu quân nhân Hoa Kỳ nên chất độc da cam tồn tại rất lâu trong môi trường cũng như trong cơ thể con người và động vật. Nó có thể di truyền trong cơ thể con người qua nhiều thế hệ. Đây chính là tác nhân chính của nhiều trường hợp dị dạng của những người từng tham gia chiến tranh tại Việt Nam và cả con cháu của họ. Hậu quả của chất da cam vô cùng to lớn,làm nhiễm độc và tàn phá hàng triệu hécta rừng và đất nông nghiệp. Nhiều người cho rằng ngoài tác hại cho môi trường, hóa chất này còn gây hậu quả trầm trọng cho tính mạng, sức khỏe của nhiều người Việt, thậm chí tới các thế hệ sinh ra sau chiến tranh. Hiện nay, ước tính có khoảng 4,8 triệu người Việt Nam bị nhiễm chất độc da cam/dioxin, sống tập trung tại các tỉnh dọc đường Trường Sơn và biên giới với Campuchia. Hàng trăm nghìn người trong số đó đã qua đời. Hàng triệu người và cả con cháu của họ đang phải sống trong bệnh tật, nghèo khó do di chứng của chất độc da cam. Chính phủ Mỹ muốn chính quyền Sài Gòn phải nhận trách nhiệm về việc sử dụng chất diệt cỏ, và đã yêu cầu Tổng thống Ngô Đình Diệm ra tuyên bố rằng các chất này không gây hại gì cho sức khỏe con người . Trong suốt thời gian cuộc chiến, các báo cáo về tình trạng dị dạng bẩm sinh xuất hiện trên báo chí Sài Gòn đều bị gạt bỏ vì cho rằng điều này giúp tuyên truyền cho Chính phủ Cách mạng lâm thời Cộng hòa miền Nam Việt Nam và lực lượng thứ 3.

## Quan điểm về nhân quyền của Chính phủ Việt Nam
Theo Sách trắng Nhân quyền Việt Nam 2018 do Bộ Ngoại giao Việt Nam cung cấp, Nhà nước Việt Nam cho rằng quyền con người có cội rễ sâu xa từ truyền thống và lịch sử, văn hóa hàng nghìn năm của dân tộc Việt Nam, một dân tộc coi trọng tinh thần hòa hiếu, khoa dung, nhân đạo, yêu chuộng hòa bình và các giá trị nhân văn. Những giá trị tạo nên nguồn cội và cơ sở để quyền con người được phát triển ở Việt Nam được kết tinh, hun đúc trong đời sống lao động, phát triển quan hệ với quốc gia khác cũng như từ quá trình đấu tranh bất khuất của nhân dân Việt Nam nhằm chống ngoại xâm, giành lại cho mình những quyền và tự do cơ bản của con người.
Chính phủ Việt Nam khẳng định rằng quyền con người luôn được bảo vệ và phát triển, Đảng Cộng sản Việt Nam và người dân đã chiến đấu trong các cuộc chiến chống ngoại xâm trước 1975 chính là để giành lại quyền con người. Chính phủ Việt Nam luôn lên án các hành động lợi dụng danh nghĩa nhân quyền để can thiệp, xâm phạm chủ quyền, độc lập của Việt Nam, coi "dân chủ", "nhân quyền" thực chất là một "chiêu bài" của các nước phương Tây để can thiệp vào công việc nội bộ, quyền tự quyết của Việt Nam, là sự áp đặt trắng trợn, ngạo nghễ những giá trị không phù hợp của Mỹ và phương Tây vào tình hình cụ thể và truyền thống của Việt Nam.
Nhà nước Việt Nam cho rằng quyền con người vừa là mục tiêu, vừa là động lực của sự phát triển, công nghiệp hóa, hiện đại hóa đất nước. Do đó, mọi đường lối, chủ trương, chính sách và hệ thống pháp luật của Việt Nam luôn hướng tới mục tiêu "dân giàu, nước mạnh, công bằng, dân chủ, văn minh". Việc lấy người dân là trung tâm của mọi chính sách đã giúp cho các nhu cầu chính đánh của người dân ngày càng được đáp ứng tốt hơn.
Về phía Đảng Cộng sản Việt Nam, trong Chỉ thị số 12/CT-TW của Ban Bí thư Trung ương Đảng năm 1992 về vấn đề quyền con người, Đảng này xác định: "Đối với chúng ta (Việt Nam), vấn đề quyền con người được đặt ra xuất phát từ mục tiêu của Chủ nghĩa xã hội, từ bản chất của chế độ ta và bao quát rộng rãi nhiều lĩnh vực, từ chính trị, tư tưởng, văn hóa đến kinh tế, xã hội, an ninh quốc phòng..."
Theo Đại sứ Đặc mệnh Toàn quyền Nguyễn Trung Thành, Trưởng phái đoàn Thường trực Việt Nam tại Liên Hợp Quốc, Tổ chức Thương mại Thế giới và các tổ chức khác tại Geneve, Thụy Sĩ cách tiếp cận của chính phủ Việt Nam là lấy con người làm trung tâm của sự nghiệp đổi mới, phát triển, dựng và giữ nước; Thúc đẩy và bảo vệ quyền con người là một trong những mối quan tâm lớn của Việt Nam.
Theo Báo cáo Quốc gia về thực hiện quyền con người ở Việt Nam theo cơ chế kiểm định kỳ phổ cập (UPR) chu kỳ II: "Nhà nước Việt Nam luôn xác định việc tôn trọng, bảo vệ và thúc đẩy các quyền và tự do cơ bản của con người là nguyên tắc cơ bản của mọi chiến lược phát triển kinh tế - xã hội của đất nước, đồng thời là sự hiện thực hóa các cam kết đối với các khuôn khổ pháp lý và thể chế quốc tế mà Việt Nam là thành viên, trong đó có các khuyến nghị UPR mà Việt Nam đã chấp thuận".
Trong phát biểu tại Phiên thảo luận cấp cao Khóa 22 Hội đồng Nhân quyền Liên Hợp Quốc, Ngoại trưởng Phạm Bình Minh đã nhấn mạnh:
| “ | Chính sách nhất quán của Nhà nước Việt Nam là tôn trọng và đảm bảo tất cả các quyền con người theo đúng các chuẩn mực quốc tế về nhân quyền. Hiến pháp Việt Nam đã ghi rõ "các quyền con người về chính trị, dân sự, kinh tế, văn hóa và xã hội được tôn trọng... và được quy định trong Hiến pháp và pháp luật". Chính sách đó dựa trên nhận thức của Nhà nước Việt Nam coi quyền con người là giá trị chung của nhân loại, được tạo lập do sự phấn đấu của các dân tộc qua các thời đại, đồng thời có gốc rễ sâu xa từ truyền thống lịch sử, văn hóa hàng nghìn năm của dân tộc Việt Nam. Chính sách tôn trọng quyền con người của Việt Nam còn xuất phát từ nguyện vọng tha thiết của nhân dân Việt Nam đã từng bị tước bỏ những quyền và tự do cơ bản nhất khi phải làm người dân một nước thuộc địa. | ” |

Theo Thứ trưởng Ngoại giao Hà Kim Ngọc:
| “ | Quan điểm của Đảng Cộng sản Việt Nam về quyền con người phù hợp với các chuẩn mực quốc tế và xu thế chung của thời đại. Chính sách nhất quán và xuyên suốt của Nhà nước ta là tôn trọng và đảm bảo các quyền con người, luôn đặt con người ở vị trí trung tâm, vừa là mục tiêu, vừa là động lực trong công cuộc Đổi mới toàn diện ở Việt Nam trong suốt gần 30 năm qua, hướng tới một nước Việt Nam xã hội chủ nghĩa, dân giàu, nước mạnh, xã hội công bằng, dân chủ, văn minh, đóng góp vào cuộc đấu tranh chung vì mục tiêu hoà bình và tiến bộ xã hội của nhân dân thế giới. | ” |

Chính phủ Việt Nam cho rằng mỗi quốc gia, vùng lãnh thổ, và nền văn hóa do khác biệt về hoàn cảnh lịch sử, chế độ chính trị, trình độ phát triển, giá trị truyền thống văn hóa... nên cách tiếp cận về quyền con người có thể khác nhau. Họ cho rằng chính phủ Hoa Kỳ đã gây ra nhiều tội ác tại Việt Nam, gây ra nhiều vụ thảm sát, rải chất độc hóa học và để lại nhiều hội chứng tai hại cho con người và môi trường Việt Nam đến ngày nay, vì vậy Hoa Kỳ và các tổ chức của nước này không có tư cách phê phán, chỉ trích và áp đặt Việt Nam về đề tài này.
Về những nhân vật bị bắt, chính phủ Việt Nam cho rằng họ là những tội phạm hình sự đã hoạt động tuyên truyền chống Nhà nước, kích động lật đổ chính quyền, nhiều người trong số đó có nhận tiền, liên lạc với các thế lực chống đối ngoài Việt Nam, trong đó có tổ chức Việt Tân, bị Việt Nam liệt vào danh sách các tổ chức khủng bố. Tại Việt Nam không có ai chỉ vì có chính kiến riêng, quan điểm chính trị khác, hay ủng hộ dân chủ mà bị bắt. Họ cho rằng Đảng Cộng sản Việt Nam và người dân trong nước chính là nạn nhân của đàn áp dân chủ và nhân quyền trước năm 1975 vì vậy họ hiểu rõ giá trị của dân chủ, nhân quyền và luôn ủng hộ những giá trị này.
Ngày 4 tháng 5 năm 2009, phúc đáp về Báo cáo nhân quyền, phần liên quan tới Việt Nam của Tổ chức Theo dõi nhân quyền, người phát ngôn Bộ Ngoại giao Lê Dũng nói: "Tổ chức Theo dõi Nhân quyền (Human Right Watch) thường xuyên đưa ra những thông tin sai lệch về Việt Nam. Báo cáo ngày 4/5/2009 của tổ chức này là thiếu khách quan và không phản ánh đúng tình hình thực tế ở Việt Nam".
Báo cáo nhân quyền của chính phủ Việt Nam khẳng định Quyền tự do ngôn luận, tự do báo chí và thông tin của người dân Việt Nam được thể hiện rõ qua sự phát triển nhanh chóng, đa dạng về loại hình và phong phú về nội dung của các phương tiện thông tin đại chúng. Tính đến năm 2008, cả nước có hơn 700 cơ quan báo chí in với 850 ấn phẩm, gần 15.000 nhà báo được cấp thẻ, 68 đài phát thanh, truyền hình 80 báo điện tử và hàng nghìn trang tin điện tử trên mạng Internet, 55 nhà xuất bản.
Về vấn đề pháp lý quốc tế và các công ước quốc tế về nhân quyền, ông luật sư Nguyễn Văn Hậu viết: Công ước Quốc tế về các Quyền Dân sự và Chính trị (ICCPR), khoản 3 Điều 19 của Công ước Quốc tế về các Quyền Dân sự và Chính trị đã quy định việc hành xử quyền tự do phát biểu quan điểm (quy định tại khoản 2 Điều 19) đòi hỏi đương sự phải có những bổn phận và trách nhiệm đặc biệt. Quyền này có thể bị giới hạn pháp luật vì nhu cầu: Tôn trọng những quyền tự do và thanh danh người khác; Bảo vệ an ninh quốc gia, trật tự công cộng, sức khỏe công cộng hay đạo lý.
Quyền hội họp bất bạo động cũng có thể bị giới hạn bởi luật pháp, vì các nhu cầu cần thiết trong một xã hội dân chủ để bảo vệ an ninh quốc gia, an toàn công cộng, trật tự công cộng, sức khỏe công cộng, đạo lý hay những quyền tự do của người khác (Điều 21).
Điều 20 của Công ước Quốc tế về quyền dân sự, chính trị cũng nghiêm cấm mọi hình thức tuyên truyền, cổ vũ chiến tranh, cũng như mọi hình thức gieo rắc căm hờn, xúi giục kỳ thị, hiềm khích, kích thích bạo động giữa các quốc gia, các chủng tộc, tôn giáo.
Tuyên bố của Hội nghị Thế giới về Nhân quyền tại Viên, Áo năm 1993 ghi rằng cần phải tính đến các đặc thù quốc gia và khu vực cũng như những nền tảng khác nhau về văn hóa, lịch sử và tôn giáo của mỗi quốc gia trong việc bảo vệ và thúc đẩy quyền con người. Một hành vi, phát ngôn ở quốc gia này có thể không bị coi là hành vi đe dọa an ninh quốc gia và vi phạm trật tự an toàn xã hội nhưng hoàn toàn có thể bị coi như vậy ở một quốc gia khác.
Chính phủ Việt Nam khẳng định luôn quan tâm đến vấn đề nhân quyền và luôn bảo vệ và phát triển nhân quyền ở Việt Nam, tuy nhiên họ nhìn nhận rằng Hoa Kỳ và các nước phương Tây đang sử dụng vấn đề nhân quyền làm một công cụ, chiêu bài trong chiến lược Diễn biến hòa bình nhằm mục đích chuyển hóa, lật đổ, thay thế các chế độ xã hội chủ nghĩa.
Trong lần sửa đổi Hiến pháp năm 2013, Hiến pháp mới thông qua đã dành riêng một chương về quyền con người tại Việt Nam (Chương II) kế thừa từ các bản Hiến pháp trước đây bản Hiến pháp 2013 tiếp tục thừa nhận nhân quyền phải được tôn trọng, bảo vệ và bảo đảm. Về cơ chế bảo đảm quyền con người, Hiến pháp năm 2013 xác định một trong các sứ mệnh của Tòa án nhân dân là bảo vệ công lý, bảo vệ quyền con người, quyền công dân, bảo vệ quyền và lợi ích hợp pháp của tổ chức, cá nhân. Đây là lần đầu tiên trong lịch sử, quyền con người được Nhà nước Việt Nam quy định riêng trong một chương của Hiến pháp. Ranh giới giữa quyền con người và quyền công dân được phân định rõ ràng, khẳng định chủ thể rộng nhất của quyền con người là mọi cá nhân, mọi người đều được hưởng. Bên cạnh đó, việc đặt vấn đề nhân quyền ngay ở chương thứ hai, sau chương I về chế độ chính trị đã cho thấy việc công nhận, tôn trọng, bảo đảm, bảo vệ quyền con người được Nhà nước Việt Nam đặc biệt quan tâm. Khoản 2, Điều 14 của Hiến pháp cũng quy định rõ: "Quyền con người, quyền công dân chỉ có thể bị hạn chế theo quy định của luật trong trường hợp cần thiết vì lý do quốc phòng, an ninh quốc gia, trật tự, an toàn xã hội, đạo đức xã hội, sức khỏe của cộng đồng" nhằm bảo đảm nhân quyền được thực hiện một cách cân bằng, minh bạch và lành mạnh giữa các lợi ích trong mối quan hệ giữa Nhà nước với con người, công dân, cá nhân và phù hợp với các công ước quốc tế về quyền con người mà Việt Nam là thành viên. Trong Điều 15 và 16 của Hiến pháp 2013 cũng khẳng định việc không được lợi dụng nhân quyền để làm phương hại đến lợi ích quốc gia, dân tộc, quyền và lợi ích hợp pháp của người khác. Trong lần sửa đổi này, Hiến pháp được bổ sung thêm 05 quyền cơ bản của con người bao gồm:
1. Quyền được sống (Điều 19)
2. Quyền nghiên cứu khoa học và công nghệ, sáng tạo văn học, nghệ thuật và thụ hưởng lợi ích từ các hoạt động đó (Điều 40)
3. Quyền hưởng thụ và tiếp cận các giá trị văn hóa, tham gia vào đời sống văn hóa, sử dụng các cơ sở văn hóa (Điều 41)
4. Quyền xác định dân tộc của mình, sử dụng ngôn ngữ mẹ đẻ, lựa chọn ngôn ngữ giao tiếp (Điều 42)
5. Qquyền được sống trong môi trường trong lành và có nghĩa vụ bảo vệ môi trường (Điều 43)

Nhà nước Việt Nam cho rằng việc bổ sung những quyền này không chỉ đảm bảo con người được sống mà còn được phát triển một cách toàn diện, bảo đảm bình đẳng, đoàn kết, tôn trọng và giúp nhau cùng phát triển giữa các dân tộc trong xã hội. Đặc biệt, Nhà nước Việt Nam cũng nhấn mạnh rằng họ có nghĩa vụ tôn trọng, bảo vệ và bảo đảm việc thực hiện các quyền con người.
Nhà nước Việt Nam cho rằng, quyền con người thể hiện ở các khía cạnh sau:
1. Quyền con người là khát vọng và là giá trị chung của toàn nhân loại. Quyền con người có tính phổ biến nhưng khi áp dụng tại mỗi quốc gia cần phải có những có cách áp dụng phù hợp với các đặc thù, điều kiện khách quan về văn hóa, lịch sử, địa lý cũng như các điều kiện khách quan khác của quốc gia đó.
2. Chủ quyền quốc gia, quyền tự quyết của dân tộc, quyền con người có mối liên hệ mật thiết và thống nhất với nhau.
3. Quyền con người là sự thống nhất giữa quyền và nghĩa vụ của mỗi cá nhân, giữa quyền và lợi ích cá nhân với quyền và lợi ích của cộng đồng.
4. Quyền con người liên quan mật thiết đến hòa bình, an ninh và phát triển.
5. Việc đảm bảo và phát triển quyền con người trước hết là trách nhiệm và quyền hạn của mỗi quốc gia.[95]

## Nhân quyền tại Việt Nam theo đánh giá của một số tổ chức quốc tế
Sau năm 1975 và đến trước 1990, do đang tập trung các vấn đề về kinh tế và giải quyết hai cuộc chiến tại Campuchia và chiến tranh biên giới phía Bắc nên vấn đề nhân quyền của Việt Nam đã bị xao nhãng, dẫn tới hàng vạn người đi tị nạn, chủ yếu do các vấn đề kinh tế. Năm 1986, Việt Nam bắt đầu quá trình Đổi mới, hội nhập với thế giới. Việt Nam ký kết các hiệp ước về quyền con người khi tham gia vào các tổ chức quốc tế và theo đó lần lượt thay đổi các chính sách nhân quyền của mình.
Chính phủ Việt Nam cho rằng "Hiến pháp Việt Nam bảo đảm mọi công dân có quyền bình đẳng về chính trị, kinh tế, văn hóa, xã hội, quyền khiếu nại và tố cáo; quyền lao động, học tập, chăm sóc sức khỏe... không phân biệt giới tính, sắc tộc, tôn giáo." Tuy nhiên một số tổ chức nước ngoài lại cho rằng có khoảng cách xa giữa những điều ghi trong hiến pháp và thực tế.
Trong báo cáo năm 2009, Tổ chức UNPO nói rằng nhìn chung, mặc dù vẫn còn nhiều bất cập trong thực hiện nhưng chính quyền Việt Nam nên được khen ngợi vì đã đưa một số quyền cơ bản như tự do tôn giáo vào trong hiến pháp quốc gia và đã phê chuẩn Công ước Quốc tế về Quyền con người.
Trong báo cáo của mình giải trình tại Hội thảo của Hội đồng liên hợp quốc về nhân quyền, Chính phủ Việt Nam liệt kê những thành quả đã đạt được cũng như các mặt chưa đạt được trong vấn đề nhân quyền của Việt Nam.
Tuy nhiên báo cáo cũng thừa nhận ở Việt Nam vẫn còn những bất cập, khó khăn tồn tại cần giải quyết, trong đó hệ thống pháp luật còn thiếu đồng bộ, có chỗ còn chồng chéo mâu thuẫn, chưa theo kịp thực tiễn, dẫn đến khó khăn, thậm chí hiểu sai làm ảnh hưởng đến việc đảm bảo tính hợp hiến, tính khả thi và minh bạch trong qua trình đảm bảo quyền con người.
Hội đồng Nhân quyền Liên Hợp Quốc đã thông qua báo cáo này của Việt Nam dù có một số ý kiến phản đối việc thông qua này do nội dung các phản đối chứa đựng những thông tin sai lệch về tình hình nhân quyền Việt Nam, xuyên tạc chủ trương, đường lối của Đảng Cộng sản và luật pháp, chính sách của Nhà nước Việt Nam trên nhiều lĩnh vực.
Theo Phúc trình Toàn cầu 2013 của Human Rights Watch, Phó giám đốc phụ trách khu vực châu Á của Human Rights Watch, ông Phil Robertson nói: "Chúng ta thấy một xu hướng nhân quyền tiếp tục xuống cấp nghiêm trọng tại Việt Nam. Thật hết sức quan ngại khi nhìn thấy Hà Nội tiếp tục bỏ tù các blogger, đàn áp các cuộc tụ tập ôn hòa, và sách nhiễu các sinh hoạt tôn giáo. Điểm đáng chú ý trong năm qua là ngày càng có nhiều nhà hoạt động bị kết án, càng có nhiều phiên xử hàng loạt, và các bản án nặng nề cũng gia tăng nhằm đàn áp mạnh tay quyền tự do ngôn luận của công dân". Tuy nhiên, phía Việt Nam cho rằng Phúc trình Toàn cầu 2013 của Human Rights Watch đã xuyên tạc tình hình và tính nhân đạo, nghiêm minh của pháp luật tại Việt Nam khi bao hàm một số thông tin chưa được kiểm chứng và dựa trên sự kỳ thị đối với Việt Nam, nhiều thông tin đã bị cường điệu hóa. Đồng thời Phúc trình đã bỏ qua tất cả các quy định của Hiến pháp, pháp luật Việt Nam về bảo vệ con người.

## Hợp tác quốc tế về nhân quyền tại Việt Nam

### Các Công ước quốc tế về nhân quyền Việt Nam là thành viên
- Bốn Công ước Genève (1949) về bảo hộ nạn nhân chiến tranh, đối xử nhân đạo với tù nhân chiến tranh (tham gia năm 1957)
- Bắt đầu từ năm 1977, Việt Nam đủ điều kiện gia nhập các công ước về quyền con người của Liên Hiệp quốc sau khi gia nhập tổ chức này
- Công ước các quyền dân sự và chính trị (1966)-ICCPR (gia nhập ngày 24/09/1982)
- Công ước các quyền Kinh tế, xã hội và Văn hóa (1966)- (gia nhập ngày 24/09/1982)
- Công ước xóa bỏ mọi hình thức phân biệt đối xử với phụ nữ (1979) - gia nhập năm 1980
- Công ước xóa bỏ mọi hình thức phân biệt chủng tộc (1969) - gia nhập năm 1982
- Công ước về Quyền trẻ em (1989) - nước thứ hai trên thế giới và đầu tiên ở châu Á tham gia
- Nghị định thư về trẻ em trong xung đột vũ trang (1990) - gia nhập năm 2000
- Nghị định thư về cấm sử dụng trẻ em trong hoạt động mại dâm và ảnh khiêu dâm - gia nhập năm 2000
- Công ước về quyền của người khuyết tật (2006) - gia nhập năm 2007
- Công ước chống Tra tấn hoặc các hình thức đối xử tàn bạo, vô nhân đạo hoặc hạ nhục con người của Liên Hợp Quốc - gia nhập năm 2013
- Công ước quốc tế về ngăn ngừa và trừng trị tội ác diệt chủng (1948) - gia nhập năm 1981
- Công ước quốc tế về ngăn ngừa và trừng trị tội ác Apartheid (1973) - gia nhập năm 1981
- Công ước quốc tế về không áp dụng những hạn chế luật pháp đối với các tội phạm chiến tranh và tội ác chống lại loài người (1968) - gia nhập năm 1983
- Công ước về chống tội phạm xuyên quốc gia (2000) - gia nhập năm 2002
- Công ước số 5 về độ tuổi tối thiểu của trẻ em tham gia sản xuất công nghiệp
- Công ước số 6 về việc làm ban đêm của trẻ em trong công nghiệp
- Công ước số 14 về nghỉ hàng tuần cho lao động công nghiệp
- Công ước số 45 về sử dụng lao động nữ trong hầm mỏ
- Công ước số 81 về thanh tra lao động trong công nghiệp và thương mại
- Công ước số 100 về trả lương công bằng cho lao động nam và nữ
- Công ước số 111 về chống phân biệt đối xử trong việc làm và nghề nghiệp
- Công ước số 123 về độ tuổi tối thiểu được tham gia hoạt động nghề nghiệp

#### Đang xem xét gia nhập
- Công ước về người bị mất tích cưỡng bức
- Công ước về Quyền của người lao động di cư và gia đình của họ
- Công ước về Quy chế của người tị nạn
- Công ước về người không có quốc tịch[105]

#### Quá trình thực hiện
Tính từ những năm 1980 đến hết năm 2017, Việt Nam đã ban hành và sửa đổi khoảng 13.000 văn bản luật và dưới luật, trong đó quyền con người ngày càng được cụ thể hóa. Các điều khoản các văn bản quốc tế về quyền con người Việt Nam tham gia đã được nội địa hóa mạnh mẽ trong Hiến pháp và các văn bản quy phạm pháp luật của Việt Nam. Nguyên tắc bình đẳng và không phân biệt đối xử là nguyên tắc xuyên suốt trong hệ thống tư pháp, lập pháp và hành pháp của Việt Nam. Hoạt động đệ trình Quốc hội để phê chuẩn các văn bản quốc tế về quyền con người được Việt Nam thực hiện tích cực bất chấp khối lượng công việc là rất lớn. Điều này đã được các Ủy bản thực thi các văn bản quốc tế, Liên Hiệp quốc và cộng đồng quốc tế công nhận.

### Hợp tác với các cơ chế của Liên Hợp quốc về nhân quyền
Việt Nam được cộng đồng quốc tế thừa nhận là thành viên tích cực trong Hội đồng Nhân quyền Liên Hiệp quốc; Ủy ban Xã hội, Nhân đạo và Văn hóa, Hội đồng Kinh tế-xã hội và các cơ chế hợp tác nhân quyền của Liên Hiệp quốc với mục đích là bảo đảm và thúc đẩy quyền con người. Lịch sử tham gia của Việt Nam:
- Thành viên của Ủy ban Nhân quyền (nhiệm kỳ 2001-2003)
- Ủy ban Phát triển Xã hội (nhiệm kỳ 2002-2004; 2012-2014)
- Hội đồng Kinh tế-xã hội (1998-200 và 2016-2018)
- Hội đồng Bảo an (2008-2009), (2020-2021).
- Hội đồng Nhân quyền (2014-2016)
- Hội đồng chấp hành UNESCO (2015-2019)

#### Đóng góp của Việt Nam
Tại các diễn đàn, Việt Nam luôn chủ trương cách tiếp cận vấn đề quyền con người một cách toàn diện và cân bằng.Việt Nam đã tham gia và là đồng tác giả của nhiều nghị quyết của Liên Hiệp quốc liên quan đến quyền con người bao gồm các quyền kinh tế, văn hóa, dân sự, chính trị, xã hội,...đặc biệt là quyền của các nhóm yếu thế trong xã hội và phòng chống tội phạm. Trong thời gian tham gia Hội đồng Bảo an, Việt Nam đã đóng góp sáng kiến: Tuyên bố chủ tịch về "Trẻ em và xung đột vũ trang", Hội đồng Bảo an cũng đã thông qua nghị quyết 1889 về "Phụ nữ, hòa bình và an ninh" do Việt Nam đề xuất. Việt Nam là một trong ba nước đề xuất nội dung "Hợp tác quốc tế" trong Công ước về người khuyết tật.
Trong hoạt động hợp tác với Hội đồng nhân quyền, Việt Nam rất coi trọng cơ chế Rà soát định kỳ phổ quát (UPR)
và coi đây là một cơ chế đối thoại, giảm bất đồng và tăng lòng tin quan trọng. Đến năm 2017, Việt Nam đã trình bày và bảo vệ thành công báo cáo quốc gia UPR chu kỳ I (2009) và chu kỳ II (2014). Việt Nam đã thực hiện xuất sắc 182/227 khuyến nghị của các thành viên Hội đồng thông qua cơ chế UPR. Từ năm 2010, hàng năm Việt Nam đều tiếp đón các đoàn Thủ tục đặc biệt của Hội đồng đến thăm và chứng kiến những tiến bộ về quyền con người ở Việt Nam.

### Hợp tác khu vực về nhân quyền
Việt Nam là một thành viên tích cực trong Ủy ban liên chính phủ ASEAN về Quyền con người (AICHR) cũng như các cơ quan bảo đảm và thúc đẩy quyền con người khác của ASEAN như Ủy ban bảo đảm và thúc đẩy quyền phụ nữ và trẻ em (ACWC), Ủy ban về lao động di cư (ACMW). Việt Nam cùng với ASEAN đã tiếp tục nhấn mạnh cách tiếp cận toàn diện và cân bằng trong vấn đề quyền con người. Đặc biệt, Việt Nam đã cùng các nước ASEAN soạn thảo và thông qua Tuyên bố nhân quyền ASEAN để cùng bảo đảm và thúc đẩy quyền con người ở khu vực Đông Nam Á.
Việt Nam cũng đã tích cực đẩy mạnh hợp tác giữa AICHR và EU trong chương trình đối thoại khu vực ÁEAn-EU (READI). Việt Nam cũng là một trong những nước tiên phong đóng góp vào các nỗ lực của tiểu vùng sông Mekong về chống mua bán người, phòng chống ma túy. Việt Nam đã và đang hợp tác rất tích cực với Tổ chức phòng chống má tuy LHQ (UNODC).

### Hợp tác song phương về nhân quyền
Trên tinh thần hợp tác, xây dựng và tôn trọng lẫn nhau, Việt Nam luôn tỏ thiện chí và sẵn sàng hợp tác, đối thoại với các nước trong lĩnh vực dân chủ, nhân quyền, tự do tôn giáo mặc dù quan điểm của Việt Nam và các nước liên quan còn tồn tại các khác biệt. Với các tiếp cận xây dựng, chính phủ Việt Nam sẵn sàng cung cấp thông tin cập nhật, khách quan cho các nước hiểu rõ và chính xác về tình hình nhân quyền của Việt Nam, đáp ứng và tạo điều kiện cho đại diện các nước tham gia thực địa đời sống kinh tế, chính trị, văn hóa của Việt Nam.
Điểm nhấn trong hợp tác song phương là các cơ chế đối thoại song phương giữa Việt Nam với các đối tác như Hoa Kỳ, EU, Na Uy, Thụy Sỹ,...Trong giai đoạn 1994-2017, Việt Nam và Hoa Kỳ đã tiến hành 21 vòng đối thoại, 13 với Na Uy, 14 với úc, 15 với EU và 14 với Thụy Sỹ,...Nhiều cơ chế diễn ra định kỳ thường niên. Việt Nam và các đối tác đều coi trọng và đánh giá cao về đối thoại liên quan đến quyền con người. Các cơ chế diễn ra trên tinh thần thẳng thắn, cởi mở, xây dựng và có nội dung thực chất. Các cơ chế đã phát huy các kết quả tích cực, không chỉ góp phần thu hẹp khoảng cách trong nhận thức mà còn góp phần tăng cường sự hiểu biết và hợp tác giữa Việt Nam và các đối tác. Đây là kênh trao đổi các kinh nghiệm tốt nhất của mỗi bên và giải quyết các vấn đề liên quan đến quyền con người mà hai bên cùng quan tâm.
Thông qua các cơ chế hợp tác song phương, Việt Nam đã nhận được sự trợ giúp của nhiều nước trên thế giới trong bảo đảm và thúc đẩy quyền con người ở Việt Nam như cải cách tư pháp, xóa đói giảm nghèo, y tế, giáo dục,...Những hỗ trợ này được phía Việt Nam đánh giá rất cao:
Chương trình 135 để hỗ trợ đồng bào dân tộc thiểu số đã trong giai đoạn 2006-2010 đã nhận được vốn vay hỗ trợ của Ngân hàng Thế giới (160 triệu USD), Cơ quan viện trợ phát triển Úc (18 triệu USD), Phần Lan (27 triệu USD),Ireland (30 triệu USD), Anh (31 triệu USD), EU (12 triệu USD). Na Uy giúp Việt Nam xây dựng khung chương trình đào tạo cán bộ về bình đẳng giới. Đức hỗ trợ Việt Nam cải cách tư pháp. Tây Ban Nha giúp Việt Nam trong các chương trình về quyền trẻ em,...

### Hợp tác với các tổ chức phi chính phủ nước ngoài
Tính tới năm 2017, chính phủ Việt Nam đã có quan hệ với trên 900 NGOs nước ngoài, trong đó có 700 NGO hoạt động thường xuyên ở Việt Nam. Các NGO chủ yếu hỗ trợ Việt Nam trong lĩnh vực giáo dục, y tế ở vùng sâu, vùng xa cũng như hỗ trợ người nhiễm HIV/AIDS, tổ chức các chương trình tài chính vi mô để hỗ trợ xóa đói, giảm nghèo và đòi chính phủ Hoa Kỳ và các hãng hóa chất cho trách nhiệm với nạn nhân chất độc màu da cam ở Việt Nam. Tại nhiều diễn đàn quốc tế, tuy có một số NGO lợi dụng hoạt động mở cửa, hội nhập của Việt Nam để xuyên tạc, cung cấp thông tin sai sự thật về tình hình quyền ở Việt Nam thì cũng có nhiều tiếng nói tích cực, phản ánh đúng sự thật từ các NGO chân chính.

## Các quyền dân sự và chính trị

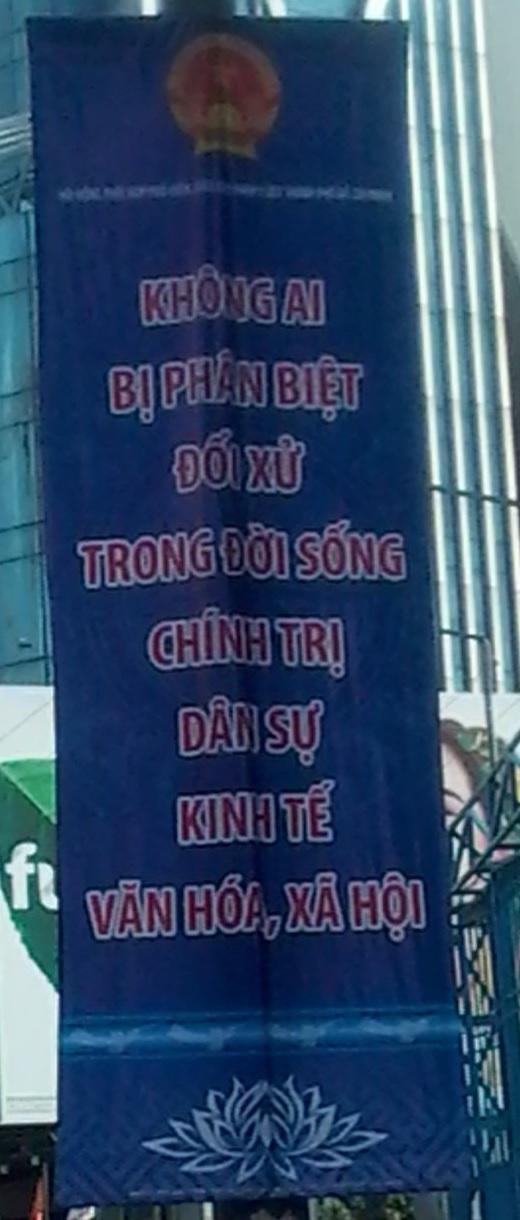
Biểu ngữ tuyên truyền nhân quyền tại Việt Nam có nội dung "Không ai bị phân biệt đối xử trong đời sống chính trị, dân sự, kinh tế, văn hóa, xã hội"

Chính phủ Việt Nam khẳng định nhân quyền luôn được bảo vệ và phát triển, đồng thời tuyên bố sẵn sàng hợp tác và đối thoại với các nước, các tổ chức quốc tế, trong đó có cả Hoa Kỳ để tăng cường hiểu biết lẫn nhau về những khác biệt, kể cả vấn đề nhân quyền.
Bộ Ngoại giao Anh có những nhận xét khá khái quát về tình hình nhân quyền Việt Nam, theo đó thì trong thời gian gần đây (năm 2010) đã có những thay đổi trong vấn đề nhân quyền tại Việt Nam đang đi theo quỹ đạo tích cực. Tuy nhiên, những năm gần đây nhiều diễn biến đáng lo ngại mới nảy sinh và vẫn tồn tại một số vấn đề đáng quan ngại, chủ yếu là các vấn đề tự do ngôn luận, tự do báo chí và án tử hình".
Trong báo cáo năm 2009 về nhân quyền thường niên của Bộ Ngoại giao Mỹ có phần nhân quyền tại Việt Nam, với nội dung ở Việt Nam vẫn còn nhiều vấn đề vi phạm nhân quyền. Theo báo cáo này, Chính quyền Việt Nam đã "tiếp tục kiểm soát chặt chẽ tự do báo chí, ngôn luận, đi lại, tụ họp và lập hội, đi ngược lại với những hiệp ước Nhân quyền đã ký kết". Mặc dù vậy, một số ý kiến từ phía nước Mỹ cũng cho rằng tình hình nhân quyền ở Việt Nam vẫn đạt được những tiến bộ nhất định. Đại sứ Mỹ tại Việt Nam là Peterson trong một cuộc phỏng vấn đã cho biết, những tiến bộ đạt được của Việt Nam về nhân quyền trong 15 năm qua là rất quan trọng, Khi ông đến Việt Nam làm đại sứ, các cơ sở hành đạo tại gia hoàn toàn bị cấm, hiện tại nhiều cơ sở được cho phép hoạt động và nhiều áp lực đã được dỡ bỏ. Hay nói cách khác Việt Nam đã có những tiến bộ. Ông cũng bày tỏ chính kiến khi cho rằng "không thể đánh giá tình hình nhân quyền của một quốc gia trên chuẩn 100% hài lòng. Hoa Kỳ cũng như không một quốc gia nào khác có thể đáp ứng nhu cầu đó. Thang điểm 100% hài lòng về mặt nhân quyền là điều không thể đạt được tại một quốc gia". Tuy nhiên báo cáo này bị phía Bộ Ngoại giao Việt Nam cho rằng: "Báo cáo Nhân quyền năm 2009 của Bộ Ngoại giao Hoa Kỳ lại đưa ra những nhận xét không khách quan dựa trên những thông tin sai sự thật về tình hình thực tế ở Việt Nam" Đồng thời, Bộ Ngoại giao Việt Nam cũng cho rằng: "Chính sách nhất quán của Việt Nam là tôn trọng và bảo đảm quyền con người. Thời gian qua, Việt Nam đã đạt được những thành tựu to lớn trong việc bảo đảm quyền con người trong tất cả các lĩnh vực dân sự, chính trị, kinh tế, văn hóa, xã hội. Chính người dân Việt Nam là người thụ hưởng và hiểu rõ nhất điều này. Cộng đồng quốc tế đã ghi nhận và đánh giá cao những thành tựu của Việt Nam. Việt Nam luôn sẵn sàng hợp tác và đối thoại với các nước, các tổ chức quốc tế, trong đó có Hoa Kỳ để tăng cường hiểu biết lẫn nhau về những khác biệt, kể cả vấn đề quyền con người".
Sách trắng Nhân quyền 2018 của Bộ Ngoại giao Việt Nam khẳng định với tinh thần "Tất cả mọi người đều sinh ra có quyền bình đẳng. Tạo hóa cho họ những quyền không ai có thể xâm phạm được; trong những quyền ấy, có quyền được sống, quyền tự do và quyền mưu cầu hạnh phúc" trong Tuyên ngôn độc lập, trong suốt quá trình xây dựng và bảo vệ Tổ quốc, con người luôn được đặt ở trung tâm của mọi chiến lược, chính sách, vừa là mục tiêu, vừa là động lực để phát triển đất nước. Công cuộc đổi mới toàn diện của Việt Nam hiện nay dựa trên 03 trụ cột chính:
1. Tăng trưởng bền vững
2. Tiến bộ và công bằng xã hội
3. Pháp quyền và quyền con người

Chính sách nhất quán và bảo đảm quyền con người được lồng ghép vào mọi chiến lược và chương trình phát triển của đất nước nhằm đáp ứng khát vọng của nhân dân Việt Nam, những người từng sống dưới ách áp bức, bóc lột của thực dân, đế quốc. Đó là những khát vọng về việc được thực hiện đầy đủ các quyền tự do cơ bản và từng bước được bảo đảm tốt hơn về các quyền kinh tế, xã hội và văn hóa của người dân tại một quốc gia đang phát triển, còn khó khăn về nhiều mặt.
Trong những năm qua, Nhà nước Việt Nam đã triển khai các biện pháp đồng bộ để đầu tư cho con người và đạt nhiều thành tựu quan trọng, thực chất trong lĩnh vực bảo đảm quyền con người. Mức sống của người dân ngày càng tăng, người dân Việt Nam dưới chế độ Xã hội chủ nghĩa được hưởng ngày càng nhiều quyền và tự do hơn bất kỳ thời kỳ nào trước đó trong lịch sử. Trên thực tế, các thành tựu và phát triển kinh tế, xã hội và tăng cường hội nhập quốc tế đã tạo ra các điều kiện vật chất và nguồn lực để Việt Nam bảo đảm ngày càng tốt hơn các quyền và tự do cơ bản của nhân dân.
Tăng cường nhà nước pháp quyền, hoàn thiện hệ thống thể chế, pháp luật, chính sách nhằm đảm bảo tốt hơn quyền con người là một trong những ưu tiên cao nhất của Nhà nước Việt Nam. Pháp luật Việt Nam thể hiện đầy đủ các quyền dân sự, chính trị, kinh tế, văn hóa, xã hội được thừa nhận trong Tuyên ngôn Thế giới về Quyền con người và các công ước quốc tế chủ chốt của Liên hợp quốc về quyền con người mà Việt Nam là thành viên. Với Hiến pháp 2013 và Chương trình cải cách tư pháp đến năm 2020, quyền con người tiếm được được bảo đảm và tăng cường thông qua việc xây dựng một nền tư pháp trong sạch, nghiêm minh, công bằng, vững mạnh và dân chủ. Điều này được thể hiện bằng việc trong thời gian qua, Quốc hội Việt Nam-cơ quan đại diện tối cao của quyền lực nhân dân-đã ban hành nhiều bộ luật mới cũng như chỉnh sửa, bổ sung các bộ luật trước đó. Đặc biệt, các nội dung liên quan đến quyền con người được đặt ở các vị trí trang trọng, có nội dung phù hợp với các Công ước, điều ước quốc tế chủ chốt về quyền con người. Dự thảo được công khai trên Internet để lấy ý kiến toàn dân.
Bên cạnh đó, để tạo điều kiện để bảo đảm và tăng cường quyền con người ở Việt Nam, Nhà nước Việt Nam đã có nhiều nỗ lực trong phát triển kinh tế, văn hóa, xã hội đển nâng cao mức sống của người dân cũng như đảm bảo công bằng xã hội, bảo vệ những người yếu thế, các nhóm dễ bị tổn thương như phụ nữ, trẻ em, người khuyết tật bằng các chính sách xóa đói, giảm nghèo, phòng chống mua bán người, chống lao động cưỡng bức, chống bạo hành trẻ em,... Bất chấp việc từ năm 2014, chi tiêu công bị cắt giảm, chi ngân sách cho an sinh xã hội trong nhiều lĩnh vực không những không giảm mà còn tăng, đặc biệt là chi cho nhóm những người dễ bị tổn thương. Các tiếp cận về nhân quyền của Việt Nam được nhiều nước và Liên Hợp quốc ủng hộ với minh chứng là việc Việt Nam trúng cử vào Hội đồng Nhân quyền của Liên Hợp quốc.
Hợp tác quốc tế về nhân quyền và một trong những ưu tiên của Nhà nước Việt Nam. Sự đóng góp của Việt Nam với cộng động quốc tế về nhân quyền đã được các nước và các tổ chức quốc tế của Liên Hợp quốc công nhận. Chính phủ Việt Nam tuyên bố sẵn sàng hợp tác với tất cả các quốc gia và đóng góp có trách nhiệm vào công việc chung của Hội đồng Nhân quyền Liên Hợp quốc nhằm góp phần nâng cao hiệu quả, sự minh bạch và vai trò của Hội đồng như một cơ chế quan trọng nhất của Liên Hợp quốc về quyền con người.

### Tự do tư tưởng
Điều 15, Hiến pháp Việt Nam năm 1992 quy định rằng thanh niên được Nhà nước, gia đình và xã hội tạo điều kiện học tập, lao động, giải trí, phát triển thể lực, trí tuệ, bồi dưỡng đạo đức, truyền thống dân tộc, ý thức công dân; đi đầu trong công cuộc lao động sáng tạo và bảo vệ Tổ quốc. Điều này được nhắc lại trong Điều 37, Hiến pháp năm 2013.
Đảng Cộng sản Việt Nam xác định Chủ nghĩa Mác-Lênin và Tư tưởng Hồ Chí Minh là nền tảng tư tưởng, kim chỉ nam cho hoạt động của Đảng và của Cách mạng Việt Nam.. Các chính phủ phương Tây và các tổ chức nhân quyền quốc tế tại phương Tây một số nước trong Liên Hợp Quốc và EU vẫn luôn phê phán Việt Nam về vấn đề tư do tư tưởng. Theo định nghĩa dân chủ của các quốc gia phương Tây, công dân trong quốc gia có quyền tự do quyết định tư tưởng đảng phái chính trị mà mình theo, họ có quyền phê phán trực tiếp nhà nước chính phủ. Tại Việt Nam, đa nguyên về chính trị và đa đảng được cho là không cần thiết khi thể chế đa đảng không đảm bảo việc phát huy đầy đủ dân chủ, bảo vệ nhân quyền. Dân chủ không phụ thuộc vào cơ chế độc đảng hay đa đảng, mà nó phụ thuộc vào bản chất của chế độ cầm quyền phục vụ cho giai cấp nào. Dân chủ chỉ được đảm bảo và nhân quyền chỉ được bảo vệ khi đảng cầm quyền đại diện và bảo vệ cho lợi ích toàn dân.
Ở Việt Nam có Ban Tuyên giáo Trung ương Đảng Cộng sản Việt Nam, Ban này là cơ quan tham mưu của Ban Chấp hành Trung ương, trực tiếp và thường xuyên là Bộ Chính trị, Ban Bí thư trong công tác xây dựng Đảng về chính trị, tư tưởng, về chủ trương, quan điểm và chính sách của Đảng trong lĩnh vực tuyên truyền, báo chí, xuất bản, văn hoá, văn nghệ, khoa học - công nghệ, giáo dục - đào tạo và một số lĩnh vực xã hội; đồng thời là cơ quan chuyên môn - nghiệp vụ về các lĩnh vực công tác này của Đảng.
Hiện tại, giáo dục chính trị được lồng vào trong nhà trường phổ thông và đại học thông qua các môn thời lượng lớn như Triết học Mác-Lênin, Kinh tế chính trị học Mác - Lênin, Tư tưởng Hồ Chí Minh, Chủ nghĩa Xã hội Khoa học, Lịch sử Đảng. Đảng Cộng sản Việt Nam liên tục vận động các phong trào học tập và làm theo tấm gương đạo đức Hồ Chí Minh. Theo nhìn nhận của đài BBC, một cơ quan truyền thông thiếu thiện cảm với Việt Nam thì những chiến dịch như vậy là công cụ ý thức hệ truyền thống của người cộng sản, nhằm đề cao tấm gương của Chủ tịch Hồ Chí Minh, thúc đẩy và duy trì lòng trung thành yêu nước-yêu Đảng của người dân.
Tại Việt Nam, Hiến pháp cho phép người dân được biểu tình, lập hội và các hình thức thế hiện quan điểm khác nhau nhưng quan điểm phải dựa trên sự thật, có thể kiểm chứng được, không có tình vu khống, bịa đặt. Điều 40, Hiến pháp năm 2013 khẳng định: "Mọi người có quyền nghiên cứu khoa học và công nghệ, sáng tạo văn học, nghệ thuật và thụ hưởng lợi ích từ các hoạt động đó". Đồng thời, Nhà nước Việt Nam cũng xác định rõ, họ có trách nhiệm trong việc bảo hộ quyền sở hữu trí tuệ. Hội đồng Nhân quyền Liên Hợp Quốc vẫn thường thông qua báo cáo nhân quyền do Chính phủ Việt Nam soạn về tình hình trong nước.

### Tự do ngôn luận và tự do thông tin-báo chí

Biểu trưng của tổ chức Ân xá Quốc tế, một cơ quan quốc tế từng đưa ra nhiều nhận xét về nhân quyền tại Việt Nam

Điều 69, Hiến pháp Việt Nam năm 1992 quy định "Công dân có quyền tự do ngôn luận". Điều 25, Hiến pháp năm 2013 khẳng định: "Công dân có quyền tự do ngôn luận, tự do báo chí, tiếp cận thông tin, hội họp, lập hội, biểu tình. Việc thực hiện các quyền này do pháp luật quy định".
Hiện tại, Việt Nam chưa có một tờ báo tư nhân nhưng có rất nhiều cơ quan truyền thông tư nhân. Theo Nghị định Nghị định 94/2017/NĐ-CP, Nhà nước Việt Nam được độc quyền đối với việc cung ứng dịch vụ công ích trong hoạt động phát hành báo chí cũng như xuất bản phẩm trừ in ấn và phát hành trên toàn lãnh thổ Việt Nam. Phía Nhà nước Việt Nam muốn tránh tình trạng báo chí bị các nhóm lợi ích chi phối như Hoa Kỳ và các nước phương Tây, hậu quả là lợi ích của cộng đồng bị phương hại.
Đối với hoạt động của báo chí nước ngoài, Nhà nước Việt Nam quy định tại Nghị định số 88/2012/NĐ-CP của Chính phủ: Quy định về hoạt động thông tin, báo chí của báo chí nước ngoài, cơ quan đại diện nước ngoài, tổ chức nước ngoài tại Việt Nam
| “ | "Mọi hoạt động thông tin, báo chí của báo chí nước ngoài, cơ quan đại diện nước ngoài, tổ chức nước ngoài tại Việt Nam chỉ được phép tiến hành sau khi có sự chấp thuận của các cơ quan có thẩm quyền quy định tại Nghị định này và phải tuân thủ các quy định pháp luật hiện hành của Việt Nam. Phóng viên không thường trú phải hoạt động theo đúng mục đích và chương trình đã được ghi trong Giấy phép và theo sự hướng dẫn của cơ quan hướng dẫn phóng viên (trong nước). Chương trình hoạt động của phóng viên không thường trú có thể được điều chỉnh, bổ sung sau khi được phép của Bộ Ngoại giao. | ” |

Một số Blogger có tiếng nói phê phán Chính phủ cũng bị bắt giam với tội danh "lợi dụng quyền tự do dân chủ để chống phá nhà nước (như Blogger Điếu cày, Basam...) Về phía các cơ quan Tư pháp của Việt Nam, căn cứ vào các quy định pháp luật của Việt Nam và các điều ước quốc tế Việt Nam tham gia thì những người này đã lợi dụng các quyền tự do, dân chủ để hoạt động gây phương hại cho lợi ích công cộng và lợi ích của các cá nhân, tổ chức khác, trong đó có việc cung cấp các thông tin không đúng sự thật.. Về phía lực lượng Công an Việt Nam, lực lượng này đã bắt quả tang việc Nguyễn Hữu Vinh (anh ba sàm) đang đưa những bài viết có nội dung sai sự thật, chống phá Nhà nước lên mạng Internet và đã thu được nhiều tài liệu, bài viết liên quan. Đồng thời, cơ quan An ninh Điều tra của Công an Việt Nam cũng cung cấp các bằng chứng chứng minh việc Nguyễn Hữu Vinh và Nguyễn Văn Hải (Điếu cày) nhận tiền tài trợ bất hợp pháp từ nước ngoài. Theo Công ước Munich (1970) về Quyền và nghĩa vụ của Nhà báo, điều đầu tiên là phải cung cấp thông tin đúng sự thật và chỉ cung cấp thông tin từ các nguồn có thể kiểm chứng được.
Chính quyền Việt Nam đã phủ nhận việc chặn Facebook. Ngoài ra, Chính phủ Việt Nam cũng ra quyết định 97 kèm theo Danh mục các lĩnh vực cá nhân được thành lập tổ chức nghiên cứu khoa học, tổ chức nghiên cứu khoa học và phát triển công nghệ, tổ chức dịch vụ khoa học và công nghệ, và không cho phép các nhóm tư nhân nghiên cứu đánh giá về chính sách của nhà nước, dẫn tới sự tan rã của Viện nghiên cứu Phát triển. Theo tiến sĩ Nguyễn Quang A, nguyên viện trưởng viện Nghiên cứu phát triển thì không một nước nào ban hành danh sách hạn chế các lĩnh vực được phép nghiên cứu, và "Dựa vào các văn bản quy phạm pháp luật hiện hành, Quyết định 97/2009/QĐ-TTg...vi phạm nghiêm trọng về thủ tục và nội dung, vi phạm Nghị định thư gia nhập WTO và vì thế là không hợp pháp. Nếu không hủy bỏ Quyết định 97/2009/QĐ-TTg, thì những người chỉ đạo, tham gia vào việc soạn thảo, thẩm định dự thảo quyết định và ký quyết định có thể bị tố cáo phạm pháp, Chính phủ Việt Nam có thể có khả năng bị kiện ra WTO". Và ông gọi đây là một "đòn giáng mạnh vào quyền tự do tri thức". Tuy nhiên, phía Chính phủ Việt Nam lại cho rằng họ không hề ngăn cản quyền truy cập thông tin trên không gian mạng như Tổ chức Ân xá quốc tế hay Nguyễn Quang A nói. Phía Nhà nước Việt Nam cho rằng, họ chỉ đang ngăn chặn những thông tin độc hại như khiêu dâm, lạm dụng trẻ em hay các thông tin sai sự thật trên không gian mạng. Đồng thời, phía Nhà nước Việt Nam cũng đưa ra những ví dụ về các thông tin cực đoan bị ngăn chặn ở Hoa Kỳ và nhiều nước phương Tây.
Ngày 23/10/2010, Lê Nguyễn Hương Trà, một blogger với biệt danh Cogaidolong bị cơ quan công an TP Hồ Chí Minh bắt giữ vì hành vi "lợi dụng các quyền tự do dân chủ xâm phạm lợi ích của Nhà nước, quyền, lợi ích hợp pháp của tổ chức, công dân" theo 258 BLHS. Năm 2007, bà Trà từng bị ca sĩ Phương Thanh khởi kiện đòi xin lỗi vì cho rằng, trên blog Cô gái đồ long, Hương Trà đã viết không đúng sự thật về live show "Mưa" của ca sĩ này. Báo điện tử Gia đình và xã hội trích lại nguồn của báo điện tử Vietnamnet cũng đã dẫn chứng một số trường hợp blogger bị bắt giữ tại các nước phương Tây như năm 2006, cảnh sát Ý đã phạt tiền blogger 59 tuổi Roberto Mancini 16,900 USD vì tội nói xấu người khác. 4 người, trong đó có 2 phóng viên, đã kiện ông Mancini rằng nội dung trên blog của ông viết về báo chí địa phương với những từ ngữ chế nhạo, nhiều khi thô lỗ. Năm 2004, tại Pháp, blogger Christopher đã chỉ trích thị trưởng thành phố Puteaux trên blog và do lời lẽ chỉ trích đi quá đà nên anh này đã bị cảnh sát địa phương bắt giữ. Tại Mỹ, blogger bị kiện bởi nhiều lý do như đăng ảnh của diễn viên nổi tiếng Jenifer Aniston mà không được phép.
Phụ tá Thứ trưởng Ngoại giao Hoa Kỳ Scott Busby, ngày 11/05/2017 đã thừa nhận rằng Việt Nam đã có những cải thiện trong vấn đề tự do tôn giáo trong năm qua.
Theo báo cáo của Human Rights Watch, Chính phủ Việt Nam tiếp tục giữ tù nhân chính trị, những người đã bày tỏ quan điểm bất đồng với chính sách của chính phủ. Việt Nam không có tư pháp độc lập, và không có quyền được xét xử công bằng và nhanh chóng. Các tổ chức nhân quyền không được phép hoạt động. Chính phủ đang cố gắng giải quyết vấn đề lao động trẻ em. Tuy nhiên, phía chính phủ Việt Nam cho rằng ở Việt Nam không có tù nhân chính trị hay tù nhân lương tâm. Một số nhóm mà HRW cho là các tổ chức nhân quyền thì Chính phủ Việt Nam lại cho rằng đó là những tổ chức khủng bố hay bạo loạn chính trị. Đảng Cộng sản Việt Nam cho rằng những tổ chức này thường lợi dụng luận điệu "phản biện xã hội", đấu tranh vì "dân chủ", "nhân quyền" nhằm xuyên tạc chủ trương, chính sách của họ đồng thời kích động lòng thù hận trong các cộng đồng dân cư, giữa các nhóm sắc tộc, tôn giáo. Đặc biệt, phía Việt Nam đã cung cấp nhiều bằng chứng chứng minh hoạt động âm mưu bạo loạn, gây rối xã hội của các nhóm này.
Trên thực tế, không chỉ ở Việt Nam mới có một số chế tài đối với hành vi lợi dụng tự do ngôn luận, tự do báo chí để vi phạm pháp luật, mà ở Hoa Kỳ, CHLB Đức, Pháp, Hàn Quốc, Singapore,... đều có luật và điều khoản luật xử lý nghiêm khắc hành vi lợi dụng tự do ngôn luận, tự do báo chí.

Bản đồ thế giới phân hạng chỉ số tự do báo chí năm 2009 của tổ chức Phóng viên không biên giới

Theo Tổng bí thư Nguyễn Phú Trọng lúc đang làm Chủ tịch Quốc hội cho rằng: "hoạt động báo chí đã đóng góp to lớn và quan trọng vào thành tựu phát triển chung của đất nước. Báo chí đã tích cực tuyên truyền, hướng dẫn, cổ vũ nhân dân thực hiện các chủ trương, đường lối của Đảng, chính sách, pháp luật của Nhà nước; phản ánh trung thực, sinh động ý chí, tâm tư, nguyện vọng của nhân dân, những vấn đề bức xúc, nóng bỏng của cuộc sống, góp phần tổng kết thực tiễn, hoạch định chính sách, tham gia quá trình giám sát và phản biện xã hội, quản lý đất nước. Báo chí cũng đã phát hiện, biểu dương, cổ vũ những nhân tố mới, điển hình tiên tiến; tích cực tham gia đấu tranh chống tiêu cực, tham nhũng, bảo vệ kỷ cương pháp luật; giáo dục lòng yêu nước, niềm tự hào, ý chí tự cường dân tộc, truyền bá văn hóa, nâng cao dân trí, nhận thức chính trị và trách nhiệm xã hội, củng cố niềm tin của nhân dân vào Đảng, vào chế độ; đồng thời góp phần nâng cao uy tín, vị thế của nước ta trên trường quốc tế..."
Ngày 06/01/2011, thủ tướng Nguyễn Tấn Dũng ký ban hành Quy định xử phạt hành chính trong lĩnh vực hoạt động báo chí, xuất bản", theo đó sẽ xử phạt "các hành vi như không viện dẫn nguồn tin,, đưa tin giả mạo, không ghi rõ tên họ thật hay bút danh tác giả; hoặc sử dụng tin bài nhưng không biết rõ tên thật, địa chỉ của tác giả..".
Thực tế, Việt Nam là nước nằm trong nhóm 20 nước dùng internet nhiều nhất thế giới.
Tổ chức theo dõi tự do báo chí Phóng viên không biên giới giữ tên Việt Nam lại trong danh sách Kẻ thù của mạng internet, bên cạnh Trung Quốc, Cuba, Ai Cập, Iran, Miến Điện, CHDCND Triều Tiên, Ả Rập Saudi, Syria, Tunisia, Turkmenistan vàUzbekistan. Tổ chức này cũng từng ra đánh giá thường niên xếp Việt Nam ở vị trí thứ 165 trên tổng số 178 nước trong bảng danh sách tự do báo chí. Theo phía Việt Nam, các nhận định của tổ chức Phóng viên không biên giới về tự do báo chí và ngôn luận ở Việt Nam và bảng xếp hạng của tổ chức Phóng viên không biên giới (RSF) không khách quan và đáng tin cậy. Các báo cáo của RSF thường cố tình che giấu các hành vi vi phạm tự do báo chí của Hoa Kỳ và các nước phương Tây nhưng lại thổi phồng những hiện tượng ở các quốc gia bị phía Hoa Kỳ cho rằng là không có tự do báo chí. Phía Việt Nam cũng cho rằng phương pháp điều tra và xây dựng bảng xếp hạng của RFS có nhiều vấn đề, tính thuyết phục thấp. Ở các nước châu Âu, RFS dựa vào các chuyên gia với số lượng hàng chục người nhưng đối với các nước châu Phi thì số lượng người được hỏi chưa bao giờ quá 5 người, uy tín xã hội của những người ở châu Phi chưa được thẩm định thậm chí là những người có nhiều định kiến với xã hội nên chất lượng không khách quan. 87 câu hỏi do RSF đặt ra chưa có tính toàn diện. Phương pháp "người mù một mắt" của RSF còn rất nhiều hạn chế dẫn tới việc đánh giá không sát với thực tế.
Năm 2014, phía Vương quốc Anh thừa nhận Việt Nam cũng đạt được một số tiến bộ về các quyền của người đồng tính, song tính và chuyển giới nhưng hai bên vẫn còn khác biệt trong vấn đề án tử hình. Trên nhiều khía cạnh, Việt Nam đã đạt được tiến bộ xuất sắc trong việc thực hiện Công ước về xóa bỏ mọi hình thức phân biệt đối xử với phụ nữ (CEDAW).
Chính phủ Việt Nam báo cáo rằng Người dân Việt Nam ngày càng tiếp cận tốt hơn với công nghệ thông tin hiện đại, đặc biệt là Internet, với khoảng 20 triệu người truy cập, chiếm 23,5% dân số, cao hơn mức trung bình của châu Á (18%). người dân Việt Nam còn được tiếp cận với hàng chục hãng thông tấn, báo chí và kênh truyền hình nước ngoài, như Reuters, BBC, VOA, AP, AFP, CNN và nhiều báo, tạp chí quốc tế lớn khác.
Thượng tướng Tô Lâm, Bộ trưởng Bộ Công an khẳng định: "Nếu vì đảm bảo an ninh mạng mà chúng ta không sử dụng mạng, không ứng dụng tiến bộ của mạng thì rõ ràng rất lạc hậu, không thể chơi được với ai, không thể hội nhập với thế giới". Theo Thượng tướng Tô Lâm, cơ quan soạn thảo quan niệm dòng chảy của thông tin giống như hệ tuần hoàn của cơ thể con người. Mạch máu và hệ tuần hoàn càng lưu thông, càng phát triển tốt thì cơ thể càng khỏe mạnh. An ninh, an toàn phải làm sao để hệ tuần hoàn đó không bị nghẽn mạch, không bị đột quỵ, tắc nghẽn. "Dòng máu đó phải làm sao có nhiều oxy, nhiều chất dinh dưỡng thì mới nuôi được cơ thể, chứ máu đỏ ít, máu đen thì nhiều, oxy ít, cacbonic nhiều thì rất nhức đầu, hệ thần kinh bị ảnh hưởng ngay. Nôm na là an ninh mạng phải giữ được hệ tuần hoàn thông suốt".
Trong Báo cáo Quốc gia về thực hiện quyền con người ở Việt Nam theo cơ chế kiểm định kỳ phổ cập (UPR) chu kỳ II được Liên hiệp quốc thông qua, Bộ Ngoại giao Việt Nam cho rằng:
| “ | "Các quyền tự do ngôn luận, tự do báo chí, tự do thông tin ở Việt Nam đã được quy định rõ trong Hiến pháp, pháp luật; được đảm bảo ngày càng tốt hơn nhờ sự phát triển nhanh chóng, đa dạng về loại hình và phong phú về nội dung của các phương tiện thông tin đại chúng. Tính đến tháng 3/2013, cả nước có 812 cơ quan báo chí in với 1.084 ấn phẩm (so với 676 cơ quan và gần 700 ấn phẩm của năm 2009); gần 17.000 nhà báo được cấp thẻ; 01 hãng thông tấn, 67 đài phát thanh, truyền hình, 101 kênh truyền hình và 78 kênh phát thanh, 74 báo và tạp chí điện tử, 336 mạng xã hội và 1.174 trang thông tin điện tử được cấp phép hoạt động (năm 2011 chỉ có 46 báo điện tử và 287 trang thông tin điện tử). Đài Tiếng nói Việt Nam phủ sóng 99,5% diện tích lãnh thổ và phủ sóng qua vệ tinh tới nhiều nước trên thế giới. Trên 90% hộ gia đình bắt được sóng Đài Truyền hình Việt Nam, so với 85% năm 2008. Người dân Việt Nam được tiếp cận với 75 kênh truyền hình nước ngoài, trong đó có những kênh được phát rộng rãi trên thế giới như CNN, BBC, Bloomberg, TV5, DW, NHK, KBS, Australia Network... Tất cả các hãng thông tấn và báo chí lớn của thế giới đều đến với người dân Việt Nam thông qua mạng internet như Reuters, BBC, VOA, AP, AFP, CNN, Kyodo, Economist, Financial Times... Có 20 cơ quan báo chí nước ngoài có phóng viên thường trú tại Việt Nam, nhiều báo và tạp chí nước ngoài in bằng nhiều thứ tiếng được phát hành rộng rãi tại Việt Nam. Hiện Việt Nam có 64 nhà xuất bản (năm 2009 chỉ có 55 nhà xuất bản), với tốc độ tăng bình quân số lượng xuất bản phẩm hàng năm là 5-10%. Năm 2012, ngành xuất bản tại Việt Nam đã xuất bản 28.009 xuất bản phẩm với khoảng 301.717.000 bản. Nhà nước Việt Nam khuyến khích sử dụng internet để phục vụ phát triển kinh tế - văn hoá - xã hội, hỗ trợ cải cách hành chính, nâng cao chất lượng cuộc sống và các quyền tự do cơ bản của nhân dân." | ” |

### Quyền tự do bầu cử, ứng cử và tham gia quản lý nhà nước và xã hội

#### Quyền tự do lập hội và hội họp
Điều 69, Hiến pháp Việt Nam năm 1992 đảm bảo quyền tự do lập hội, hội họp và biểu tình của công dân. Theo ông Đinh Thế Huynh, Thường trực Ban bí thư: "Việt Nam chúng tôi không có nhu cầu đa nguyên đa đảng, và dứt khoát không đa nguyên đa đảng. Điều đơn giản là Việt Nam đã có lúc đa đảng; tức là năm, 1946 khi chúng tôi Tổng tuyển cử lần đầu tiên thì cũng đã có mấy đảng tham gia. Nhưng khi thực dân Pháp quay lại xâm lược đất nước chúng tôi thì chỉ có Đảng Cộng sản Việt Nam lãnh đạo nhân dân Việt Nam kháng chiến để bảo vệ tổ quốc. Và bây giờ thì Đảng Cộng sản Việt Nam đang tiếp tục lãnh đạo nhân dân Việt Nam giành thắng lợi trong sự nghiệp xây dựng và bảo vệ tổ quốc". Theo điều 25 Hiến pháp năm 2013, công dân có quyền tự do ngôn luận, tự do báo chí, tiếp cận thông tin, hội họp, lập hội, biểu tình. Việc thực hiện các quyền này do pháp luật quy định. Tuy nhiên, việc xây dựng các văn bản luật về việc lập hội vẫn đang được thảo luận.
Quyền tự do bầu cử, ứng cử và tham gia quản lý nhà nước và xã hội được quy định tại các điều 27, 28, 29 của Hiến pháp năm 2013. Ngoài Hiến pháp, các quyền này còn được quy định tại các văn bản pháp luật như Luật Tiếp công dân, Luật Khiếu nại, Luật tố cáo. Đặc biệt, vào năm 2015, Việt Nam ban hành Luật Bầu cử Quốc hội và Hội đồng nhân dân. Theo đó, bầu cử được tiến hành theo phương thức bình đẳng, không phân biệt giới tính, chủng tộc, tôn giáo, vùng miền, trình độ văn hóa, thời gian cư trú, thực hiện theo nguyên tắc phổ thông đầu phiếu. Đồng thời, luật này cũng quy định rõ về các hoạt động vận động tranh cử, tuyên truyền, trình tự bỏ phiếu, kiểm phiếu,...
Theo tạp chí Tuyên giáo của Ban Tuyên giáo Trung ương, lập hội và hội họp là một trong những quyền cơ bản của công dân Việt Nam được ghi nhận xuyên suốt trong tất cả các bản Hiến pháp được Quốc hội Việt Nam thông qua từ trước đến nay. Việc cho rằng Nhà nước Việt Nam đang "e dè" về quyền tự do lập hội là những ý kiến mang tính "chọc gậy bánh xe". Thực tế, không gian dân sự cho xã hội đã và vẫn đang tồn tại. Trước thời điểm Luật về hội được thông qua, tại Việt Nam đã tồn tại rất nhiều hội, nhóm dân sự hoạt động và các hội và hoạt động của họ không hề bị kiểm soát hay can thiệp trái pháp luật. Những người lợi dụng các vấn đề tự do, dân chủ nhằm đầu cơ chính trị đã cố tình lờ đi một thực tế: Quyền hội họp, lập hội của công dân Việt Nam vẫn được Hiến pháp, pháp luật Việt Nam ghi nhận, bảo đảm và bảo vệ, vẫn được thực thi bình thường trong cuộc sống. Các vướng mắc nảy sinh chưa đến mức cấp thiết phải sửa đổi hay xây dựng luật về hội mới ngay lập tức trong các thời điểm trước khi có Luật về hội.
Các cuộc biểu tình của sinh viên, giới trí thức về Hoàng Sa, Trường Sa thời gian đầu cho phép nhưng sau đó bị ngăn cấm, một số người tham gia, vì nhiều lý do khác nhau, bị giam giữ, cảnh cáo hoặc đi tù (như Người Buôn gió, Điếu cày, Phạm Thanh Nghiên, Mẹ Nấm...). Chính quyền Việt Nam cũng không cho phép việc khiếu kiện với nhiều chữ ký cùng một đơn, gây khó khăn cho việc khiếu kiện tập thể.
Nổi bật nhất trong năm 2009, luật sư Lê Công Định là người Việt Nam được công chúng biết đến trong phong trào đòi dân chủ - đa nguyên đã bị bắt và bị tòa án kết tội với tội danh hoạt động lật đổ chính quyền nhân dân, vi phạm điều 79 bộ luật hình sự. Ông Lê Công Định đã lên truyền hình nhận tội là đã vi phạm luật pháp của Chính phủ Việt Nam và xin được khoan hồng. Ông bị kết án 5 năm tù giam và 3 năm quản chế. Một số người khác trong nhóm đấu tranh nhân quyền của ông cũng bị đi tù từ 17 năm đến 3 năm. Bộ ngoại giao Hoa Kỳ quan ngại về việc bắt luật sư Lê Công Định, cho rằng việc này đi ngược lại với cam kết của chính phủ Việt Nam trong việc tuân thủ các tiêu chuẩn quốc tế về nhân quyền và pháp quyền và yêu cầu chính phủ Việt Nam thả ông. Trong quá trình khám xét nơi ở của Lê Công Đinh, cơ quan điều tra an ninh đã thu giữ được rất nhiều tài liệu có nội dung xuyên tạc, sai sự thật nhằm chống phá đường lối, chính sách kinh tế - xã hội, vu khống bôi nhọ lãnh đạo chủ chốt, lãnh đạo của chính quyền, gây chia rẽ, mất lòng tin trong các tầng lớp nhân dân. Thông qua việc bào chữa cho một số đối tượng tội phạm gây rối trật tự xã hội, Lê Công Định đã thực hiện ý đồ chống phá, xuyên tạc Hiến pháp và pháp luật của Việt Nam. Trả lời các phóng viên tại cuộc họp báo, thiếu tướng Hoàng Kông Tư cho biết việc bắt khẩn cấp Lê Công Định được tiến hành theo quy định của pháp luật, cơ quan điều tra đã có đầy đủ căn cứ.
Theo Thiếu tướng Nguyễn Khắc Khanh, Cục trưởng Cục An ninh văn hóa, thông tin, truyền thông. Tổng cục An ninh  - Bộ Công An thì hoạt động biểu tình phản đối Trung Quốc xâm phạm chủ quyền của Việt Nam đã bị các đối tượng cơ hội chính trị lợi dụng gây rối, mất trật tự xã hội, ảnh hưởng xấu đến công việc làm ăn của nhân dân và các doanh nghiệp chân chính. Các đối tượng này thường vu khống chính quyền Việt Nam bất lực trước Trung Quốc trong khi Việt Nam lại là nước phản đối Trung Quốc mạnh mẽ nhất tại ASEAN. Thậm chí tại hội nghị ngoại trưởng các nước ASEAN, hội nghị đã không thể đưa ra thông cáo chung do sự phản đối quyết liệt của Việt Nam đối với các hành vi xâm phạm trái phép chủ quyền hợp pháp của Việt Nam tại Biển Đông.
Tình hình người dân muốn tụ tập và phát biểu chính kiến tuy được bảo đảm trong Hiến pháp nhưng chưa có luật quy định về quyền này nên mãi đến cuối tháng 9 năm 2011 chính phủ mới đưa ra dự án "Luật biểu tình". Dự án này được giao cho Bộ Công an soạn.
Trong Báo cáo Quốc gia về thực hiện quyền con người ở Việt Nam theo cơ chế kiểm định kỳ phổ cập (UPR) chu kỳ II được Liên hiệp quốc thông qua, Bộ Ngoại giao Việt Nam cho rằng:
| “ | "Quyền tự do lập hội, hội họp được quy định trong Hiến pháp (điều 69) và được pháp luật bảo vệ bằng nhiều văn bản luật và dưới luật. Ngoài ra, Chính phủ cũng đã ban hành Nghị định 45/2010/NĐ-CP ngày 21/4/2010 quy định về tổ chức, hoạt động và quản lý hội nhằm tạo cơ sở pháp lý cho công dân, tổ chức ở Việt Nam thành lập hội và tạo cơ chế, chính sách cho hoạt động của các hội, đảm bảo quyền lập hội của công dân. Hiện Việt Nam đang xây dựng các luật về lập hội, luật biểu tình... nhằm bảo đảm tốt hơn quyền tự do của người dân. Ở Việt Nam hiện có khoảng 460 hội, tổ chức xã hội, nghề nghiệp có phạm vi hoạt động toàn quốc, liên tỉnh, thành phố (so với 380 hội năm 2009); 20 tổ chức công đoàn ngành; trên 36.000 tổ chức hội, hiệp hội, câu lạc bộ ở cấp địa phương, hoạt động trong mọi lĩnh vực của đời sống xã hội. | ” |

Nhà nước Việt Nam coi việc phát huy dân chủ tại cơ sở là một trong những biện pháp đảm bảo sự thắng lợi của công cuộc Đổi mới. Theo đó, Nhà nước Việt Nam chủ trương tăng cường dân chủ trực tiếp, đặc biệt là ở cấp cơ sở. Hiện tại, thu thập rộng rãi ý kiến người dân đã trở thành thủ tục bắt buộc trước khi đệ trình các văn bản luật và các dự án lớn lên quốc hội. Đặc biệt, ngày 25/11/2015, Quốc hội Việt Nam đã thông qua Luật Trưng cầu dân ý.

### Quyền tự do tôn giáo, tự do tín ngưỡng
Điều 70, Hiến pháp Việt Nam quy định Công dân có quyền tự do tín ngưỡng, tôn giáo, theo hoặc không theo một tôn giáo nào.
Chính phủ về nguyên tắc cho phép tự do tôn giáo và công nhận Phật giáo, Công giáo, Tin Lành,Hòa Hảo, Cao Đài, và Hồi giáo.
Bác cáo của chính phủ Việt Nam cho biết khoảng 20 triệu người theo các tôn giáo khác nhau và 80% người dân có đời sống tín ngưỡng. Nhà nước Việt Nam nhìn nhận tín ngưỡng, tôn giáo là nhu cầu chính đáng của con người và không ngừng phấn đấu đảm bảo đời sống tín ngưỡng, tôn giáo cho người dân.
Tính đến 2008, ở Việt Nam có 12 tôn giáo, trong đó một số tôn giáo có đông tín đồ như Phật giáo, Công giáo, Tin lành... Các sinh hoạt tôn giáo, đặc biệt các ngày lễ lớn hàng năm của nhiều tôn giáo được tổ chức trọng thể với hàng trăm nghìn tín đồ tham gia. Đặc biệt, Đại lễ Phật đản Liên Hợp Quốc năm 2008 được tổ chức trọng thể tại Hà Nội với sự tham dự của hơn 4.000 tăng ni, phật tử trong đó có khoảng 2.000 chức sắc, tín đồ đến từ 74 quốc gia, vùng lãnh thổ trên thế giới. Các cơ sở thờ tự liên tục được cải tạo hoặc xây mới. Các tổ chức tôn giáo ở Việt Nam chủ động tham gia nhiều hoạt động y tế, văn hoá, xã hội, nhân đạo...
Theo AFP, Hạ viện Hoa Kỳ ngày 16/12/2010 thông qua một nghị quyết có tính biểu tượng, để tăng sức ép với Bộ Ngoại giao Hoa Kỳ phải đưa Việt Nam vào danh sách CPC, tức danh sách các nước đặc biệt đáng quan tâm về tự do tôn giáo, là các nước đã có những "vi phạm nghiêm trọng các quyền tự do tôn giáo". Ngày 05/01/2011, ngày làm việc đầu tiên của Quốc hội Hoa Kỳ khóa 112, một dự luật có tên "Đạo luật Chế tài Nhân quyền Việt Nam" (Vietnam Human Rights Sanctions Act) do Dân biểu Ed Royce soạn thảo đã được đề xuất lên Hạ viện, trong đó cấm không cho các giới chức chính phủ Việt Nam vi phạm nhân quyền được vào nước Mỹ hoặc làm ăn với các công ty của Mỹ.
Ngày 06 tháng 1 năm 2011, Đại sứ Michael W.Michalak đã có cuộc họp báo kết thúc nhiệm kỳ công tác tại Việt Nam và trao đổi thêm về nhân quyền, theo đó ông khẳng định "về lĩnh vực nhân quyền, chúng ta đã thấy những tiến bộ, nét tích cực từ phía Việt Nam như việc Việt Nam đã đạt được những bước tiến lớn trong việc giảm nghèo hoặc mở rộng hoạt động của các nhóm tôn giáo". Ông cũng không quên nói thêm là "cũng còn những điều quan ngại".
Phong trào đấu tranh vì nhân quyền hoạt động ngầm tại Việt Nam, trong đó có phong trào dưới sự hỗ trợ của Giáo hội Phật giáo Thống nhất Việt Nam. Bởi vì điều này, nhà sư Phật giáo Thích Quảng Độ được trao giải thưởng Nhân quyền Rafto vào ngày 21 tháng 9 năm 2006 cho quá trình đấu tranh lâu dài của ông cho dân chủ tại Việt Nam. Các nhân vật bất đồng chính kiến điển hình cho tù nhân chính trị bao gồm Phạm Hồng Sơn, Nguyễn Khắc Toàn, Nguyễn Văn Lý, Phan Văn Bàn, Nguyễn Chí Thiện và Nguyễn Văn Đài. Báo cáo của Tổ chức Theo dõi Nhân quyền  và UNPO cũng nhận xét về tình hình vi phạm nhân quyền tại Việt Nam. Cao ủy Nhân quyền Liên hợp Quốc  có một số khuyến cáo để Việt Nam tiếp tục nâng cao những thành tựu về tự do tôn giáo. Nghị viện châu Âu bày tỏ sự lo ngại về tình hình "đàn áp những nhà hoạt động nhân quyền ở Việt Nam", kêu gọi Chính phủ Việt Nam thả ngay lập tức vô điều kiện "những người hoạt động nhân quyền và tù chính trị", tuân thủ các hiệp ước đã ký về quyền con người, giải quyết hòa bình vụ mâu thuẫn ở tu viện Bát Nhã.
Phía Chính phủ Việt Nam cho rằng bức tranh tôn giáo ở Việt Nam thường bị xuyên tạc, bôi nhọ bởi các tổ chức hoạt động với động cơ chính trị chứ không phải động cơ tôn giáo. Bất cứ tổ chức tôn giáo nào thật sự hoạt động vì mục đích tôn giáo đều được Nhà nước công nhận tư cách pháp nhân nhưng Chính phủ không bao giờ công nhận những tổ chức mang danh nghĩa tôn giáo hoạt động vì mục đích khác nhằm phá hoại độc lập, thống nhất, chủ quyền quốc gia, mê tín dị đoan, xâm phạm đến an ninh chính trị, trật tự an toàn xã hội, tính mạng, tài sản, sức khỏe của nhân dân. Các hoạt động lợi dụng tôn giáo để  bạo loạn lật đổ, chia rẽ, ly khai bị cấm ở Việt Nam. Hoạt động lợi dụng chiêu bài "tự do tôn giáo" để chống phá chủ nghĩa xã hội, chống phá Việt Nam không được Chính phủ và nhân dân Việt Nam ủng hộ. Việc phát tán tài liệu và truyền đạo trái phép, kể cả dùng biện pháp mua chuộc bằng vật chất, họ kích động chia rẽ các tôn giáo, móc nối với các phần tử đội lốt tôn giáo đã có nhiều hành vi trái pháp luật bị nghiêm cấm ở Việt Nam.
Cho đến nay, ở Việt Nam có nhiều hình thức tôn giáo từ cổ đến kim, từ Đông sang Tây, nội sinh và ngoại nhập. Bên cạnh những tín ngưỡng dân tộc: thờ vua Hùng, thờ thành hoàng, thờ tổ tiên và các tôn giáo: Phật giáo (hơn 7,5 triệu tín đồ), Thiên Chúa giáo (hơn 6 triệu), Hồi giáo (hơn 10 vạn). Tín ngưỡng tôn giáo bản địa cũng như các tôn giáo ngoại nhập đều chung sống hòa bình với nhau, ít nhiều giao thoa, ảnh hưởng bởi truyền thống văn hóa Việt Nam, tuy có tranh chấp nhưng chưa bao giờ có xung đột, chiến tranh dưới lá cờ tôn giáo. Hòa hợp tôn giáo, tự do tôn giáo là một đặcđiểm có tính truyền thống của văn hóa Việt Nam.
Từ năm 1975 đến nay, số lượng tăng ni Phật giáo tăng hơn gấp đôi (15.000 tới 33.000), nhiều vị có học hàm, học vị. Số linh mục Thiên chúa giáo được phong trước năm 1975 là 1.178, từ năm 1975 đến nay là 1.222, như vậy toàn bộ số linh mục tại Việt Nam hiện nay là 2.400 (2.025 triều và 375 dòng). Số lượng kinh sách được xuất bản ở Việt Nam rất lớn: chỉ trong hai năm 2000-2001, riêng Nhà xuất bản Tôn giáo đã cho ra 400 đầu sách tôn giáo với hàng chục vạn bản và đã được giới thiệu ở Hội chợ sách TP. Hồ Chí Minh năm 2002. Trong cả nước Việt Nam có tới 21.000 cơ sở thờ tự của các tôn giáo lớn (14.000 nơi thờ tự của Phật giáo, 5.399 nhà nguyện của Thiên Chúa giáo, 440 nhà thờ Tin lành, 500 thánh thất Cao Đài...) chưa kể hàng vạn cơ sở thờ tự của các tín ngưỡng, tâm linh khác. Cơ sở thờ tự được phép xây dựng khang trang quy mô, có bảo đảm cho những buổi lễ hội đông đến hàng chục vạn người như lễ hội La Vang. Bất cứ tổ chức tôn giáo nào thật sự hoạt động vì mục đích tôn giáo đều được Nhà nước công nhận tư cách pháp nhân. Nhưng Chính phủ không bao giờ công nhận những tổ chức mang danh nghĩa tôn giáo hoạt động vì mục đích khác nhằm phá hoại độc lập, thống nhất, chủ quyền quốc gia, mê tín dị đoan, xâm phạm đến an ninh chính trị, trật tự an toàn xã hội, tính mạng, tài sản, sức khỏe của nhân dân.
Trong Báo cáo Quốc gia về thực hiện quyền con người ở Việt Nam theo cơ chế kiểm định kỳ phổ cập (UPR) chu kỳ II được Liên hiệp quốc thông qua, Bộ Ngoại giao Việt Nam cho rằng:
| “ | "Việt Nam là một quốc gia đa tôn giáo, với sự hiện diện của các tôn giáo được truyền vào từ bên ngoài như Phật giáo, Công giáo, Tin lành, Hồi giáo... và các tôn giáo được hình thành trong nước như đạo Cao Đài, Phật giáo Hòa Hảo, Tứ Ân Hiếu Nghĩa... Nhiều tôn giáo có bề dày lịch sử và cũng có những tôn giáo mới hình thành. 95% dân số có đời sống tín ngưỡng, trong đó trên 24 triệu người là tín đồ của các tôn giáo khác nhau (so với khoảng 20 triệu người năm 2009). Tính trên cả nước có khoảng 25 ngàn cơ sở thờ tự và 45 trường đào tạo chức sắc tôn giáo. Chính sách nhất quán của Nhà nước Việt Nam là tôn trọng và tạo điều kiện thuận lợi để mọi người dân thực hiện quyền tự do tôn giáo, tín ngưỡng; coi trọng chính sách đoàn kết và hòa hợp giữa các tôn giáo, đảm bảo sự bình đẳng, không phân biệt đối xử vì lý do tôn giáo, tín ngưỡng, bảo hộ hoạt động của các tổ chức tôn giáo bằng pháp luật. | ” |

Tính tới hết năm 2017, ước tính khoảng 95% dân số Việt Nam có đời sống tín ngưỡng, tôn giáo, trong đó có 24 triệu người công khai mình là tín đồ của một tôn giáo nào đó, có 38 tổ chức tôn giáo khác nhau. Các lễ hội của các tôn giáo như lễ giáng sinh, Lễ Phật đản đều được tổ chức theo đúng các nghi thức tôn giáo. Hàng năm, tại Việt Nam có hơn 8.500 lễ hội tôn giáo, tín ngưỡng khác nhau được tổ chức ở cấp quốc gia và cấp địa phương. Nhà nước Việt Nam nhìn nhận tín ngưỡng, tôn giáo là nhu cầu chính đáng và là một trong những quyền cơ bản của con người. Nhà nước Việt Nam kiên quyết theo đổi chính sách tôn trọng, tạo điều kiện thuận lợi cho mọi người dân thực hiện quyền tự do tín ngưỡng, tự do tôn giáo, nghiêm cấm hành vi phân biệt đối xử, kỳ thị vì lý do tôn giáo, tôn trọng và bảo vệ quyền tự do thờ cúng và thực hành tín ngưỡng tôn giáo. Điều này được thể hiện rõ trong tất cả các bản Hiến pháp trong lịch sử của Việt Nam.
Luật pháp Việt Nam nghiêm cấm mọi hành vi xâm phạm đến quyền tự do tôn giáo, tín ngưỡng, cưỡng ép theo đạo hoặc bỏ đạo, phân biệt đối xử vì lý do tôn giáo. Nếu phạm tội này sẽ bị xử phạt tù từ 3 tháng đến 01 năm. Các quy định của Việt Nam hoàn toàn phù hợp với Tuyên ngôn Thế giới về quyền con người và Công ước quốc tế về các Quyền Dân sự và Chính trị. Trên thực tế, người có tín ngưỡng, tôn giáo ở Việt Nam được thực hành đầy đủ nghi lễ tôn giáo mà họ tin theo tại gia đình, cơ sở các tôn giáo hoặc các địa điểm đã được đăng ký với chính quyền. Mọi người được tự do chuyển đổi tôn giáo theo giáo lý, giáo luật của các tôn giáo.
Tại Việt Nam, đất đai do các cộng đồng tôn giáo quản lý không phải chịu thuế đất. Phía Chính quyền Việt Nam cũng đã chủ động cung cấp đất cho các cộng đồng tôn giáo để xây dựng cơ sở thờ tự, thực hành tín ngưỡng, tôn giáo. Trong đó, Thành phố Hồ Chí Minh đã giao 7.500m2 đất cho Tòa Tổng Giám mục xây dựng Trung tâm mục vụ và Tổng Liên hội Hội thánh Tin lành Việt Nam, Hà Nội đã cấp 20.000m2 đất cho Giáo hội Phật giáo Việt Nam để xây dựng Học viện Phật giáo. Tòa Giám mục Buôn Mê Thuột được cấp 11.000m2 đất, Tòa Giám mục Đà Nẵng được cấp hơn 9.000m2 đất, Giáo xứ La Vang ở Quảng Trị được cấp thêm 15.000m2 đất đề xây dựng Trung tâm hành hương, Hội truyền giáo Cơ đốc Việt Nam được cấp thêm 6.000m2 đất. 90% đất của các cộng đồng tôn giáo được cấp giấy chứng nhận quyền sử dụng đất.
Nhà nước Việt Nam tôn trọng và bảo đảm quyền tự do và bình đẳng về tín ngưỡng, tôn giáo của đồng bào dân tộc thiểu số. Người Chăm theo Hồi giao và Bà-la-môn được tạo điều kiện thành lập các Ban đại diện cộng đồng. Nhà nước hỗ trợ in ấn kinh thánh bằng tiếng dân tộc thiểu số khi đã xuất bản hơn 30.000 cuốn kinh thánh bằng tiếng Ba-na, Ê-đe, Gia-rai, cho phép nhập và dịch Kinh Phật giáo Nam Tông Khmer, cho phép in và nhập kinh coran song ngữ Việt Nam - Ả-rập. Trung bình mỗi năm có hơn 1.000 ấn phẩm tôn giáo khác nhau với hơn 2.000.000 bản in được xuất bản tại Việt Nam.
Hoạt động hợp tác quốc tế của các tôn giáo ngày càng được mở rộng. Đặc phái viên không thường trú của Vatican đã thực hiện 31 chuyến thăm tới tất cả 26 giáo phận công giáo ở 60 tỉnh thành của Việt Nam. Hàng năm có hàng trăm lượt chức sắc tôn giáo của Việt Nam tham dự các hoạt động tôn giáo ở nước ngoài cũng như có hàng ngàn lượt người vào Việt Nam để giảng đạo cũng như tham gia các hoạt động tôn giáo, tín ngưỡng khác. Năm 2008, Đại hội Phật đản Thế giới đã được tổ chức tại Việt Nam. Năm 2009, Hội nghị Ni giới thế giới được tổ chức tại TP. Hồ Chí Minh. Năm 2012, Hội nghị liên đoàn giám mục châu Á được tổ chức tại Đồng Nai.

### Quyền tự do đi lại, tự do cư trú
Điều 68, Hiến pháp 1992 quy định Công dân có quyền tự do đi lại và cư trú ở trong nước, có quyền ra nước ngoài và từ nước ngoài về nước theo quy định của pháp luật. Thực tế, ở Việt Nam hiện nay vẫn còn duy trì hệ thống hộ khẩu với các loại địa chỉ "thường trú", "tạm trú", "nguyên quán". Tuy nhiên, trên thế giới, không chỉ có Việt Nam thực thi chế độ hộ khẩu mà còn có Đài Loan, Nhật Bản. Với mỗi quốc gia, việc đăng ký thường trú của công dân tại địa phương là cần thiết, không chỉ để quản lý cư trú mà còn để công dân có trách nhiệm thực hiện nghĩa vụ và hưởng các quyền lợi của mình tại địa phương đăng ký. Phải có đăng ký cư trú thì chính quyền địa phương mới biết mình đang quản lý ai, dân số bao nhiêu, lực lượng lao động như thế nào..., từ đó có cơ sở xây dựng kế hoạch phát triển kinh tế - xã hội và an ninh quốc phòng. Và cũng chính quy định này, dẫn đến nhiều bất cập trong thực tế. Tuy nhiên, quản lý theo hình thức hộ khẩu hiện nay có một số điểm chưa phù hợp. Để khắc phục tình trạng này chính quyền đã áp dụng các các tiến bộ công nghệ thông tin. Tới tháng 11/2017, Chính phủ Việt Nam chuyển từ quản lý hộ khẩu sang số định danh cá nhân hay nói cách khác là quản lý dân cư bằng công nghệ.
Nhà nước Việt Nam thừa nhận quyền tự do đi lại, tự do cư trú là quyền cơ bản của mỗi công dân. Việc tự do đi lại, tự do cư trú ngoài việc được quy định trong Hiến pháp 2013 còn được quy định tại Bộ luật Dân sự (2015), Luật quốc tịch, Luật Đầu tư nước ngoài... Việt Nam đã ký kết và tham gia nhiều công ước quốc tế về xuất nhập cảnh như: Công ước Viên về ngoại giao, Công ước Viên về lãnh sự, Công ước Chicago,... Chính phủ Việt Nam đã ký kết 78 hiệp định và thỏa thuận song phương về miền thị thực cho công dân các nước và vùng lãnh thổ. Việt Nam đã tích cực tham gia Diễn đàn Á-Âu (ASEM) về quản lý dòng di cư, chương trình Thẻ đi lại Doanh nhân APEC, xem xét cho nhập quốc tịch Việt Nam với người không có quốc tịch, cư trú ở Việt Nam trên 20 năm mặc dù Việt Nam chưa tham gia Công ước quốc tế về người không quốc tịch.
Trong những năm qua, 40% thủ tục xuất nhập cảnh của Việt Nam đã được cắt giảm. Du học sinh Việt Nam hiện tại đang ở trên 50 quốc gia trên thế giới. Cũng như mọi quốc gia, quyền tự do đi lại, tự do cư trú tại việt Nam chỉ bị hạn chế theo luật định, phù hợp với các chuẩn mực quốc tế để nhằm bảo vệ an ninh quốc gia, tính mạng và tài sản của con người. Cũng như các quốc gia trên thế giới, hành vi lợi dụng quyền tự do đi lại và tự do cư trú để hoạt động thù địch, xâm phạm an ninh quốc gia và lợi ích công cộng đều bị xử lý theo pháp luật. Pháp luật Việt Nam chỉ quy định hạn chế tự do đi lại và tự do cư trú hoặc cư trú bắt buộc để nhằm bảo vệ lợi ích chung của xã hội.

### Quyền của người đang chấp hành án phạt tù, người bị tạm giam, tạm giữ đề điều tra
Trong năm năm gần đây (2006-2010) báo cáo của chính phủ Ủy ban Nhân quyền của quốc hội Mỹ cho rằng Chính quyền Việt Nam vẫn cầm giữ nhiều tù nhân tôn giáo và chính trị trong nhà tù và đã tăng cường chiến dịch đàn áp của mình lên những người bất đồng chính kiến. Hơn một chục "nhà hoạt động dân chủ" đã bị bắt giữ kể từ tháng 11 năm 2006 
Theo người phát ngôn Bộ Ngoại giao Việt Nam, Lê Hải Bình: "Ở Việt Nam không có cái gọi là tù nhân lương tâm. Mọi người vi phạm pháp luật đề sẽ bị xét xử theo quy định của pháp luật". Theo lời Thứ trưởng Ngoại giao Nguyễn Phương Nga, những người bị phía Hoa Kỳ gọi là tù nhân lương tâm hay tù nhân tôn giáo và chính trị đều là những người vi phạm pháp luật và Việt Nam xử lý các hành vi vi phạm pháp luật theo đúng các quy định của pháp luật Việt Nam và hoàn toàn phù hợp với các quy định của luật pháp quốc tế, trong đó có Công ước quốc tế về các quyền dân sự, chính trị. Bà Nga cũng khẳng định Nhà Việt Nam là một Nhà nước pháp quyền, luôn bảo vệ quyền con người, những nhận định thiếu khách quan về tình hình Việt Nam là sự can thiệp thô bạo vào công việc nội bộ, độc lập, chủ quyền của Việt Nam.
Theo phía các phương tiện thông tin ở Việt Nam cho hay từ năm 1945 đến năm 2007, Nhà nước Việt Nam đã thực hiện 40 lần đặc xá cho hàng nghìn người phạm tội bị kết án phạt tù. Riêng năm 2007, Chủ tịch nước Việt Nam đã quyết định đặc xá tha tù trước thời hạn cho 8.066 phạm nhân, trong đó có 13 phạm nhân người nước ngoài. và cũng trong năm 2007, Quốc hội Việt Nam đã thông qua Luật Đặc xá, đây là một bước thể chế hóa quan trọng (quy định thành Luật) với đối việc đặc xá ở Việt Nam, quy định rõ đối tượng, điều kiện, trình tự, thủ tục cũng như các ngoại lệ trong việc đặc xá.
Điều 71, Hiến pháp Việt Nam quy định "Nghiêm cấm mọi hình thức truy bức, nhục hình, xúc phạm danh dự, nhân phẩm của công dân."
Tuy nhiên, đài BBC đưa tin rằng Tổ chức Theo dõi Nhân quyền đã có "hồ sơ về 19 vụ tàn bạo của cảnh sát Việt Nam trong năm 2010 khiến 15 người chết". Tuy nhiên, về mặt tổng thể, các quyền lợi của phạm nhân, người bị tạm giam, tạm giữ vẫn được đảm bảo. Đặc biệt, trong năm 2016, phạm nhân và người bị tạm giam, tạm giữ vẫn được tham gia bầu cử.
Trong 6 tháng đầu 2015, các trại tạm giam đã tổ chức tại bệnh xá cho 17.391 lượt phạm nhân, điều trị tại bệnh viện cho 1.168 phạm nhân khác. Các trại tạm gia, tạm giữ, nhà tù đều tổ chức cho phạm nhân học tập pháp luật, văn hóa, tổ chức đào tạo nghề, hướng nghiệp và giáo dục hướng thiện. Hình thức giáo dục cảm hóa được đặc biệt quan tâm. Trong 6 tháng đầu 2015, các trại giam đã tổ chức 407 lớp nghe thời sự, chính trị cho 202.204 lượt phạm nhân, 1.304 lớp giáo dục pháp luật, 103 lớp phòng chống ma túy và HIV/AIDS cho 35.090 lượt phạm nhân, 109 lớp học xóa mù chữ. Tính đến năm 2015, 44/49 trại giam trên toàn quốc đã có Trung tâm đào tạo nghề và hướng nghiệp. Thời gian lao động của phạm nhân được thực hiện đúng theo Luật Lao động, thời gian học tập được trừ vào thời gian lao động. Sau khi khảo sát các trại giam, các nhà quan sát quốc tế nhận định buồng giam sạch sẽ và đủ ánh sáng. Người bị giam giữ hoặc tạm giam, tạm giữ được quyền gặp thân nhân và luật sư; được tiếp cận các phương tiện thông tin đại chúng đầy đủ, có quyền khiếu nại, tố cáo các hành vi phạm pháp luật tại nơi giam giữ. Công tác đặc xá được diễn ra công khai, minh bạch, đúng pháp luật. Theo quy định của Luật Trách nhiệm bồi thường của Nhà nước, Nhà nước có trách nhiệm bồi thường về vật chất, danh dự và nhân phẩm nếu Nhà nước thực hiện giam giữ trái pháp luật. Luật này cũng cấm các hành vi truy bức, nhục hình, tra tấn, cá chình thức đối xử tàn bạo, vô nhân đạo, hạ nhục con người hoặc bất kỳ hành vi nào xâm phạm đến quyền và lợi ích hợp pháp của người bị tạm gia, tạm giữ hoặc người đang trong thời gian thi hành án. Theo Bộ luật Tố tụng Hình sự 2015, người bị tạm giam, tạm giữ không bắt buộc phải đưa ra lời khai chống lại mình và chỉ bắt, giữ người trong tình trạng khẩn cấp, trong thời hạn nhất định phải tiến hành trả tự do ngay lập tứ nếu không tìm thấy chứng cứ vi phạm.
Trong các đợt biểu tình chống sự xâm chiếm của Trung quốc lên Biển Đông tháng 7/2011, công an tiến hành bắt bớ những người biểu tình. Giới nhân quyền quốc tế đã phản đối hành động trấn áp này. Tuy nhiên, đây là những người quá khích hoặc những người lợi dụng lòng yêu nước để gây mất trật tự xã hội.
Trong Báo cáo Quốc gia về thực hiện quyền con người ở Việt Nam theo cơ chế kiểm định kỳ phổ cập (UPR) chu kỳ II được Liên hiệp quốc thông qua, Bộ Ngoại giao Việt Nam cho rằng:
| “ | "Việt Nam luôn tôn trọng các quyền con người cơ bản của những người bị tạm giữ, tạm giam. Pháp luật nghiêm cấm mọi hành vi xâm phạm tính mạng, sức khỏe, tài sản, danh dự, nhân phẩm của những người bị tạm giữ, tạm giam. Người bị tạm giữ, tạm giam có thể được gặp thân nhân, luật sư hoặc người bào chữa khác theo quy định của pháp luật; được tiếp cận thông tin qua hệ thống báo chí, phát thanh, truyền hình trong nhà tạm giữ, tạm giam; có quyền khiếu nại, tố cáo đối với các hành vi vi phạm pháp luật và quy chế của nhà tạm giữ, tạm giam. Những người đang chấp hành án phạt tù bị hạn chế một số quyền công dân nhưng vẫn được pháp luật bảo vệ và bảo đảm các quyền và tự do cơ bản. | ” |

### Quyền được xét xử công bằng, bình đẳng trước pháp luật
Trong Báo cáo Quốc gia về thực hiện quyền con người ở Việt Nam theo cơ chế kiểm định kỳ phổ cập (UPR) chu kỳ II được Liên hiệp quốc thông qua, Bộ Ngoại giao Việt Nam cho rằng:
| “ | "Tại Việt Nam, hoạt động tố tụng được tiến hành trên nguyên tắc bảo đảm cho người tham gia tố tụng được thực hiện các quyền và nghĩa vụ của mình một cách đầy đủ, công bằng, dân chủ; bảo đảm việc xét xử được công khai, minh bạch, đúng người, đúng tội, đúng pháp luật trong khuôn khổ nhà nước pháp quyền. Tòa án hoạt động độc lập và chỉ tuân theo pháp luật khi xét xử. Tất cả các thẩm phán đều do Chủ tịch nước bổ nhiệm (đối với Tòa án nhân dân tối cao) hoặc Chánh án Tòa cấp trên bổ nhiệm thay vì được bầu bởi cơ quan lập pháp cùng cấp như quy định trước đây. Luật pháp quy định mọi người đều bình đẳng trước pháp luật; chỉ có thông qua hoạt động xét xử, Tòa án mới ra phán quyết một người có tội hay không có tội bằng một bản án; không có ai bị coi là có tội và phải chịu hình phạt khi chưa có bản án có hiệu lực của Tòa án. Các phán quyết của Tòa án, quyết định giám đốc thẩm của Hội đồng Thẩm phán Tòa án nhân dân Tối cao được đăng công khai và in thành sách, một mặt giúp xây dựng môi trường pháp lý công khai, minh bạch, mặt khác giúp công chúng giám sát công tác xét xử của Tòa án, giúp cho việc xét xử được công bằng." | ” |

Quyền bình đẳng trước pháp luật và được xét xử công bằng tại Việt Nam được bảo vệ bởi Bộ luật Tố tụng hình sự 2015 khi bộ luật này quy định mọi người đều bình đẳng trước pháp luật, không phân biệt giới tính, dân tộc, tín ngưỡng, tôn giáo, thành phần và địa vị xã hội. Điều 19 bộ luật này đã có những quy định về quá trình cung cấp chứng cứ, tài liệu, đồ vật và tranh tụng tại tòa án. Bị can, bị cáo không bắt buộc phải đưa ra lời khai chống lại mình. Trong trường hợp có người dân tộc tham gia phiên tòa nhưng không biết tiếng phổ thông, cơ quan Tư pháp phải có trách nhiệm bố trí người phiên dịch để phiên tòa được thực hiện công bằng, đúng đắn, nghiêm minh. Quy trình sơ thẩm, phúc thẩm, tái thẩm và giám đốc thẩm được quy định rõ ràng để bảo vệ lợi ích chính đánh của các bên tham gia tố tụng. Luật pháp Việt Nam quy định Thẩm phán và Hội động xét xử phải làm việc độc lập và chỉ tuân theo pháp luật. Tòa án xét xử tập thể và tuân theo nguyên tắc đa số. Bị can, bị cáo được quyền nhờ người bào chữa khi không đủ khả năng tự bào chữa. Không ai được coi là có tội khi bản kết tội của Tòa án chưa có hiệu lực. Bản án chỉ được căn cứ với các chứng cứ được đưa ra trước tòa. Phán quyết của Tòa phải căn cứ kết quả tranh tụng tại phiên xử...

### Quyền sống, quyền được tôn trọng vềnhân phẩmvà bất khả xâm phạm về thân thể
Quyền sống và quyền bất khả xâm phạm về thân thể được Hiến pháp 2013 và Bộ luật Hình sự (2015 sửa đổi 2017) thừa nhận. Theo đó, cá nhân có quyền sống, quyền bất khả xâm phạm về tính mạng, thân thể, quyền được pháp luật bảo hộ về sức khỏe. Không ai bị tước đoạt tính mạng trái luật. Danh dự, nhân phẩm, uy tín của cá nhân là bất khả xâm phạm và được pháp luật bảo vệ. Cá nhân có quyền yêu cầu Tòa án bác bỏ thông tin làm ảnh hưởng xấu đến danh dự, nhân phẩm, uy tín của mình. Việc bảo vệ danh dự, nhân phẩm, uy tín có thể được thực hiện sau khi cá nhân chết theo yêu cầu của vợ, chồng hoặc con thành niên; trường hợp không có những người này thì theo yêu cầu của cha, mẹ của người đã chết, trừ trường hợp luật liên quan có quy định khác. Chương XIV, Bộ luật Hình sự 2015 đã quy định các hình phạt nhằm ngăn chặn các tội phạm liên quan đến xâm phạm tính mạng, sức khỏe của con người, ngăn chặn bắt, giam giữ người trái phép, đối xử tàn bạo, vô nhân đạo, xâm phạm nhân phẩm, danh dự của người khác.
Nhà nước Việt Nam cho rằng vẫn cần phải duy trì án tử hình trong thời điểm hiện tại để bảo vệ một cách cần thiết với cuộc sống bình yên của mọi người dân, bảo vệ lợi ích chung của toàn xã hội. Điều này chỉ nhằm mục đích răn đe và ngăn ngừa tội phạm. Những người ở độ tuổi vị thành niên, phụ nữ đang mang thai hoặc đang nuôi con nhỏ dưới 36 tháng tuổi, người bị kết án là người trên 75 tuổi được miễn án tử hình. Điều này phù hợp với Điều 6, Công ước quốc tế về quyền dân sự và chính trị. Số lượng tội chịu án tử hình được giảm từ 44 còn 29.

### Quyền được bảo vệ riêng tư
Quyền được bảo vệ riêng tư được Hiến pháp 2013 thừa nhận khi Hiến pháp quy định Mọi người có quyền bất khả xâm phạm về đời sống riêng tư, bí mật cá nhân và bí mật gia đình; có quyền bảo vệ danh dự, uy tín của mình. Thông tin về đời sống riêng tư, bí mật cá nhân, bí mật gia đình được pháp luật bảo đảm an toàn. Mọi người có quyền bí mật thư tín, điện thoại, điện tín và các hình thức trao đổi thông tin riêng tư khác. Không ai được bóc mở, kiểm soát, thu giữ trái luậtthư tín, điện thoại, điện tín và các hình thức trao đổi thông tin riêng tư của người khác. Mọi người có quyền bất khả xâm phạm về chỗ ở. Không ai được tự ý vào chỗ ở của người khác nếu không được người đó đồng ý. Bộ luật Dân sự (2015) quy định việc lưu giữ, thu thập và sử dụng công khai thông tin liên quan đến đời sống riêng tư, bí mật cá nhân, bí mật gia đình phải được người đó đồng ý, các thành viên trong gia đình đồng ý, các bên trong hợp đồng không được tiết lộ thông tin bí mật cá nhân, bí mật gia đình của nhau đã biết được trong quá trình giao kết, thực hiện hợp đồng. Việt Nam quy định sử dụng hình ảnh, thông tin cá nhân của người dưới 15 phải được cha mẹ hoặc người đại diện của người đó đồng ý. Sử dụng hình ảnh để xâm phạm danh dự, nhân phẩm, uy tín của người khác bị nghiêm cấm. Không được sử dụng lý lịch tự của người khác trái pháp luật.

### Quyền của các nhóm thiểu số
Chính phủ Việt Nam có các chính sách ưu tiên hỗ trợ các nhóm dân tộc thiểu số. Con cái các gia đình dân tộc được hưởng điểm ưu tiên khi thi đại học, hưởng hỗ trợ tài chính khi học. Đề án 135 được ban hành nhằm mục đích nâng cao cuộc sống của các gia đình vùng sâu, vùng xa, vùng đặc biệt khó khăn. Quan điểm của chính quyền Việt Nam nhấn mạnh việc đảm bảo quyền của các dân tộc thiểu số, nhất là quyền phát triển, luôn là ưu tiên cao của Việt Nam. Đồng thời, Việt Nam sẽ tiếp tục hợp tác, chia sẻ kinh nghiệm với các nước và Liên Hiệp quốc về vấn đề này.
Liên Hiệp quốc cũng đánh giá cao Việt Nam về bảo đảm quyền con người, đặc biệt là quyền của nhóm dân tộc thiểu số. Ngày 15-3-2011, tại Hội đồng nhân quyền Liên Hợp Quốc tại Genève, chuyên gia độc lập về các vấn đề của người thiểu số, bà Gay McDougall đã có báo cáo hoan nghênh quyết tâm chính trị, các chính sách, biện pháp và chương trình của Chính phủ Việt Nam nhằm đảm bảo quyền của các dân tộc thiểu số trên mọi lĩnh vực. Bà cho rằng Việt Nam đã có các kinh nghiệm tốt về xóa đói giảm nghèo đối với người dân tộc thiểu số.
Theo Báo cáo quốc gia kiểm điểm định kỳ việc thực hiện quyền con người ở Việt Nam chu kỳ I:
| “ | Chính sách nhất quán của Nhà nước Việt Nam trong vấn đề dân tộc là các dân tộc bình đẳng, đoàn kết, tôn trọng giúp nhau cùng tiến bộ. Nguyên tắc này được thể hiện trong Hiến pháp và các văn bản pháp luật...Việt Nam đang triển khai hai chương trình mục tiêu quốc gia là Chương trình Hỗ trợ Đất Sản xuất, Đất ở, Nhà ở và Nước sinh hoạt cho hộ đồng bào dân tộc thiểu số nghèo, đời sống khó khăn (Chương trình 134) và Chương trình Phát triển Kinh tế-Xã hội các xã đặc biệt khó khăn vùng đồng bào dân tộc miền núi, biên giới và vùng sâu, vùng xa (Chương trình 135). Việc triển khai các chương trình này đã góp phần nâng cao rõ rệt đời sống của người dân, nhất là vùng sâu, vùng xa; cải thiện cơ sở hạ tầng, giúp người dân tiếp cận dễ dàng hơn với khoa học, kỹ thuật và áp dụng vào sản xuất, nâng cao ý thức trách nhiệm và đóng góp của người dân trong việc thúc đẩy phát triển và thu hẹp khoảng cách vùng miền. Ngoài ra, Chính phủ Việt Nam cũng đề ra các chính sách trợ cước trợ giá, cho hộ dân tộc thiểu số đặc biệt khó khăn vay vốn phát triển sản xuất, định canh, định cư cho đồng bào dân tộc thiểu số, hỗ trợ một số dân tộc thiểu số có số dân rất ít người, cấp miễn phí 18 loại báo, tạp chí cho người dân ở vùng khó khăn... | ” |

Ngày 31/3/2011, Tổ chức Theo dõi Nhân quyền Human Rights Watch (HRW) ra phúc trình cáo buộc chính phủ Việt Nam gia tăng đàn áp người Thượng ở Tây Nguyên, theo đó từ 2001 tới nay, 350 người Thượng đã nhận các án tù giam vì tội vi phạm an ninh quốc gia, thông qua các hoạt động biểu tình và làm lễ tại các địa điểm thờ tự không được pháp luật công nhận. HRW kêu gọi Chính phủ Mỹ đưa Việt Nam trở lại danh sách các quốc gia gây quan ngại về nhân quyền và tự do tôn giáo (CPC). Các cáo buộc này bị phía Việt Nam cho là vô căn cứ, thiếu thông tin chính xác.
Trong Báo cáo Quốc gia về thực hiện quyền con người ở Việt Nam theo cơ chế kiểm định kỳ phổ cập (UPR) chu kỳ II được Liên hiệp quốc thông qua, Bộ Ngoại giao Việt Nam cho rằng:
| “ | "Nhà nước Việt Nam thực hiện đường lối nhất quán là các dân tộc bình đẳng, đoàn kết, tôn trọng và giúp nhau cùng tiến bộ. Hệ thống pháp luật Việt Nam liên tục được hoàn thiện, đáp ứng cơ bản chính sách phát triển kinh tế - xã hội của đất nước, trong đó có việc bảo đảm các quyền và lợi ích hợp pháp của các dân tộc thiểu số. Người dân tộc thiểu số được tạo điều kiện tham gia hệ thống chính trị, quản lý xã hội, quản lý nhà nước. Tỷ lệ người dân tộc thiểu số tham chính ngày càng tăng, số lượng đại biểu Quốc hội là dân tộc thiểu số luôn chiếm tỷ lệ cao hơn so với tỷ lệ dân số. | ” |

## Các quyền kinh tế, xã hội và văn hóa
Đề cập tới tự do kinh tế, báo cáo viết ""Nền kinh tế đạt tốc độ tăng trưởng khá cao và ổn định, bình quân 7,5%/năm. Các thành phần kinh tế được khuyến khích phát triển, đóng góp quan trọng cho phát triển kinh tế, đặc biệt trong vấn đề tạo việc làm và cải thiện đời sống của người dân."
Báo cáo cho rằng Việt Nam đã đạt được sự phát triển nhanh chóng, đa dạng về các loại hình thông tin đại chúng, đời sống tín ngưỡng sinh động và phong phú trong xã hội Việt Nam, cũng như việc đảm bảo quyền của phụ nữ, trẻ em và người tàn tật.
Tháng 8 năm 2010, Chính phủ Việt Nam lần đầu tiên cho phép một đoàn chuyên gia độc lập của Liên Hợp Quốc được vào nghiên cứu về quyền con người, sau nhiều năm từ chối. Việt Nam từng tuyên bố: "Không cho phép một số cá nhân và tổ chức phi chính phủ đến để điều tra tự do tôn giáo hay quyền con người" (theo Báo cáo Liên hợp quốc) Chuyên gia độc lập của Liên hợp quốc sau cuộc điều tra nói Việt Nam còn phải làm nhiều để cải thiện đời sống nhân dân.
Tình trạng tham nhũng, cửa quyền còn rất nặng nề, ảnh hưởng tới sự tiếp cận công bằng đối với các cơ hội kinh doanh. Kinh doanh ở Việt Nam quan trọng cần quan hệ. Xã hội vẫn còn nhiều bất công cần phải khắc phục.

### Quyền sở hữu
Hiến pháp 2013 của Việt Nam khẳng định:
| “ | "Nền kinh tế Việt Nam là nền kinh tế thị trường định hướng xã hội chủ nghĩa với nhiều hình thức sở hữu, nhiều thành phần kinh tế; kinh tế nhà nước giữ vai trò chủ đạo. Đất đai, tài nguyên nước, tài nguyên khoáng sản, nguồn lợi ở vùng biển, vùng trời, tài nguyên thiên nhiên khác và các tài sản do Nhà nước đầu tư, quản lý là tài sản công thuộc sở hữu toàn dân do Nhà nước đại diện chủ sở hữu và thống nhất quản lý. Đất đai là tài nguyên đặc biệt của quốc gia, nguồn lực quan trọng phát triển đất nước, được quản lý theo pháp luật. Tổ chức, cá nhân được Nhà nước giao đất, cho thuê đất, công nhận quyền sử dụng đất. Người sử dụng đất được chuyển quyền sử dụng đất, thực hiện các quyền vànghĩa vụ theo quy định của luật. Quyền sử dụng đất được pháp luật bảo hộ. Nhà nước thu hồi đất do tổ chức, cá nhân đang sử dụng trong trường hợp thật cần thiết do luật định vì mục đích quốc phòng, an ninh; phát triển kinh tế - xã hội vì lợi ích quốc gia, công cộng. Việc thu hồi đất phải công khai, minh bạch và được bồi thường theo quy định của pháp luật. Nhà nước trưng dụng đất trong trường hợp thật cần thiết do luật định để thực hiện nhiệm vụ quốc phòng, an ninh hoặc trong tình trạng chiến tranh, tình trạng khẩn cấp, phòng, chống thiên tai" | ” |

Bộ Luật Dân sự năm 2015 đã dành riêng chương 13 để đề cập tới quyền sở hữu. Theo đó,
| “ | "Chủ sở hữu được thực hiện mọi hành vi theo ý chí của mình để nắm giữ, chi phối tài sản của mình nhưng không được trái pháp luật, đạo đức xã hội. Chủ sở hữu được sử dụng tài sản theo ý chí của mình nhưng không được gây thiệt hại hoặc làm ảnh hưởng đến lợi ích quốc gia, dân tộc, lợi ích công cộng, quyền và lợi ích hợp pháp của người khác. Quyền sử dụng là quyền khai thác công dụng, hưởng hoa lợi, lợi tức từ tài sản. Việc định đoạt tài sản phải do người có năng lực hành vi dân sự thực hiện không trái quy định của pháp luật. Nhà nước Cộng hòa xã hội chủ nghĩa Việt Nam là đại diện, thực hiện quyền của chủ sở hữu đối với tài sản thuộc sở hữu toàn dân. Chính phủ thống nhất quản lý và bảo đảm sử dụng đúng mục đích, hiệu quả và tiết kiệm tài sản thuộc sở hữu toàn dân. Cá nhân, pháp nhân được sử dụng đất, khai thác nguồn lợi thủy sản, tài nguyên thiên nhiên và các tài sản khác thuộc sở hữu toàn dân đúng mục đích, có hiệu quả, thực hiện đầy đủ nghĩa vụ đối với Nhà nước theo quy định của pháp luật. Sở hữu riêng là sở hữu của một cá nhân hoặc một pháp nhân. Tài sản hợp pháp thuộc sở hữu riêng không bị hạn chế về số lượng, giá trị. Chủ sở hữu có quyền chiếm hữu, sử dụng, định đoạt tài sản thuộc sở hữu riêng nhằm phục vụ nhu cầu sinh hoạt, tiêu dùng, sản xuất, kinh doanh và các mục đích khác không trái pháp luật. Việc chiếm hữu, sử dụng, định đoạt tài sản thuộc sở hữu riêng không được gây thiệt hại hoặc làm ảnh hưởng đến lợi ích quốc gia, dân tộc, lợi ích công cộng, quyền và lợi ích hợp pháp của người khác. | ” |

### Quyền được thụ hưởng các thành tựu kinh tế-xã hội
Từ năm 1986 đến 2017, Nhà nước Việt Nam đã nỗ lực mạnh mẽ trong hoàn thiện thể chế, hệ thống pháp luật, cơ chế, chính sách nhằm thúc đẩy sự phát triển bền vững của đất nước, bảo đảm tăng trường kinh tế đi đôi với nâng cao công bằng xã hội. Hệ thống pháp luật của Việt Nam ngày càng tiệm cận với các chuẩn mực quốc tế và được Liên hợp quốc và các tổ chức phát triển quốc tế đánh giá là có cách tiếp cận phù hợp với thực tiễn tại Việt Nam. Hệ thống pháp luật Việt Nam đã tạo ra khung pháp lý quan trọng nhằm đảm bảo sự bình đẳng trong sản xuất và kinh doanh giữa các thành phần kinh tế, các loại hình sở hữu.

### Quyền tự do kinh doanh
Bảo đảm quyền cho người dân được tự do kinh doanh là một trong những
chính sách, chủ trương quan trọng của Nhà nước Việt Nam, phù hợp với Công ước quốc tế về các Quyền Kinh tế, Xã hội và Văn hóa. Điều 33 Hiến phăp năm 2013 quy định: "Mọi người có quyền tự do kinh doanh trong những ngành nghề mà pháp luật không cấm". Tài sản hợp pháp của cá nhân, tổ chức đầu tư, sản xuất, kinh doanh được pháp luật bảo hộ.
Quyền tự do kinh doanh đã được cụ thể hóa tại các luật và các văn bản dưới
luật có liên quan. Điều 7 và Điều 8 của Luật Doanh nghiệp năm 2015 ghi nhận
quyền tự do kinh doanh, gồm: quyền kinh doanh các ngành, nghề mà pháp luật
không cấm; chủ động lựa chọn ngành, nghề, địa bàn, hình thức kinh doanh, đầu tư; hình thức, phương thức huy động, phân bổ và sử dụng vốn; chủ động mở rộng quy mô và ngành, nghề kinh doanh; tuyển dụng, thuê và sử dụng lao động theo yêu cầu kinh doanh; được Nhà nước khuyến khích, quy định và tạo điều kiện thuận lợi tham gia sản xuất, cung ứng sản phẩm, dịch vụ công ích; chủ động ứng dụng khoa học công nghệ hiện đại để nâng cao hiệu quả kinh doanh và khả năng cạnh tranh; chiếm hữu, sử dụng, định đoạt tài sản của doanh nghiệp.
Với những chính sách tạo thuận lợi cho ngƣời dân thực hiện quyền tự do
kinh doanh, số lƣợng doanh nghiệp đ   hông ngừng phát triển và gia t ng trong
những năm vừa qua. Ước tính mỗi năm có khoảng 70.000 doanh nghiệp được thành lập mới và đi vào hoạt động. Riêng trong năm 2018, đã có 131.000 doanh nghiệp đồng ý thành lập mới.

### Đảm bảo an sinh xã hội
Trong Báo cáo Quốc gia về thực hiện quyền con người ở Việt Nam theo cơ chế kiểm định kỳ phổ cập (UPR) chu kỳ II được Liên hiệp quốc thông qua, Bộ Ngoại giao Việt Nam cho rằng:
| “ | "Mặc dù bị ảnh hưởng mạnh bởi cuộc khủng hoảng kinh tế - tài chính toàn cầu nhưng trong giai đoạn 2009-2012, Việt Nam vẫn đạt một số kết quả đáng ghi nhận về kiềm chế lạm phát, ổn định kinh tế vĩ mô và đảm bảo an sinh xã hội. Tốc độ tăng trưởng kinh tế được duy trì ở mức khá, trung bình 5,5-6%/năm. Nhờ tăng trưởng kinh tế, mỗi năm Việt Nam tạo thêm hơn 1 triệu việc làm; giáo dục, y tế và an sinh xã hội ngày càng được đảm bảo tốt hơn. Việt Nam đã đạt trước thời hạn nhiều Mục tiêu Thiên niên kỷ (MDGs), được quốc tế đánh giá là một trong những điển hình về thực hiện MDGs, nhất là xóa đói, giảm nghèo. Năm 2010, Báo cáo chỉ số phát triển con người của UNDP ghi nhận Việt Nam là một trong mười nước có mức tăng thu nhập cao nhất trong 40 năm qua. Tính từ năm 2008 đến năm 2012, thu nhập bình quân đâu người tăng từ 1.024 đô la Mỹ/người/năm lên 1.540 đô la Mỹ/người/năm. | ” |

### Phát triển thị trường lao động, thúc đẩy việc làm
Trong Báo cáo Quốc gia về thực hiện quyền con người ở Việt Nam theo cơ chế kiểm định kỳ phổ cập (UPR) chu kỳ II được Liên hiệp quốc thông qua, Bộ Ngoại giao Việt Nam cho rằng:
| “ | Tại Việt Nam, theo số liệu của Tổng cục Thống kê, tính đến quý IV/2012, có 52,79 triệu người trong độ tuổi lao động (từ 15 tuổi trở lên), đem lại lợi thế lớn về nguồn nhân lực trong phát triển kinh tế - xã hội, song cũng tạo nên sức ép lớn về nhu cầu việc làm mỗi năm. Tỷ lệ lao động có trình độ chuyên môn kỹ thuật chiếm khoảng 46%, trong đó lao động đã qua đào tạo nghề là 33,5%, bước đầu đáp ứng nhu cầu của thị trường lao động. Các chương trình phát triển thị trường lao động chủ động đã hỗ trợ người dân có việc làm và tăng thu nhập. Tỉ lệ thất nghiệp chung của cả nước giảm rõ rệt từ 2,9% năm 2009 xuống còn 1,99% năm 2012. Riêng năm 2012, đã tạo thêm 1,52 triệu việc làm, trong đó 80 nghìn lao động đi làm việc ở nước ngoài theo hợp đồng lao động. Thu nhập bình quân đầu người theo giá thực tế năm 2010 tăng gấp 3,5 lần so với năm 2000". | ” |

### Hoạt động công đoàn
Ở Việt Nam, mọi hoạt động công đoàn do nhà nước quản lý và không có công đoàn độc lập tự phát. Tuy nhiên, khi Việt Nam thực hiện cam kết về lao động trong Hiệp định Đối tác xuyên Thái Bình Dương (TPP), người lao động có thể chọn tham gia công đoàn hoặc tổ chức đại diện khác nếu thấy công đoàn hoạt động không hiệu quả.

### Xóa đói, giảm nghèo
Trong Báo cáo Quốc gia về thực hiện quyền con người ở Việt Nam theo cơ chế kiểm định kỳ phổ cập (UPR) chu kỳ II được Liên hiệp quốc thông qua, Bộ Ngoại giao Việt Nam cho rằng:
| “ | "Giảm nghèo toàn diện và bền vững luôn được xác định là ưu tiên hàng đầu của Chính phủ Việt Nam trong việc bảo đảm các quyền con người và các Mục tiêu Thiên niên kỷ của Liên hợp quốc (MDGs)... Nhờ các thành tựu về tăng trưởng kinh tế và chính sách an sinh xã hội, Việt Nam đã hoàn thành trước thời hạn MDG về xóa đói, giảm nghèo. Tỷ lệ hộ nghèo trên cả nước đã giảm từ 13,7% năm 2008 xuống còn 9,6% năm 2012. Thu nhập bình quân của hộ nghèo tăng gần 2 lần trong 5 năm qua. Năm 2012, số lượt hộ thiếu đói giảm 27,6% và tỷ lệ hộ nghèo cả nước cũng giảm 1,76% so với năm 2011. Xu thế giảm mạnh được thể hiện ở cả ba thước đo nghèo quan trọng: tỉ lệ nghèo, khoảng cách nghèo và mức độ nghiêm trọng của nghèo. Điều quan trọng là không chỉ một số lượng lớn người dân thoát nghèo mà mức sống và chất lượng sống của họ được cải thiện đáng kể. | ” |

### Đảm bảo nhà ở cho người thu nhập thấp
Trong Báo cáo Quốc gia về thực hiện quyền con người ở Việt Nam theo cơ chế kiểm định kỳ phổ cập (UPR) chu kỳ II được Liên hiệp quốc thông qua, Bộ Ngoại giao Việt Nam cho rằng:
| “ | "Nhà nước Việt Nam đã ban hành nhiều chính sách, chương trình phát triển nhà ở cho các đối tượng có khó khăn về nhà ở như người lao động tại các khu công nghiệp, học sinh, sinh viên, người nghèo ở nông thôn, người có thu nhập thấp tại khu vực đô thị... Năm 2009, Chính phủ đã ban hành Nghị quyết về một số cơ chế, chính sách nhằm đẩy mạnh phát triển nhà ở cho học sinh, sinh viên, công nhân lao động tại các khu công nghiệp và người có thu nhập thấp tại khu vực đô thị. Thông qua các chương trình đó, đến nay đã có hơn 530.000 hộ nghèo được hỗ trợ về nhà ở; có 62 dự án nhà ở cho công nhân với tổng quy mô 11.719 căn hộ được hoàn thành, đáp ứng chỗ ở cho 67.600 công nhân lao động tại các khu công nghiệp; 163 khối nhà cho sinh viên đã được đưa vào sử dụng, đáp ứng khoảng 140.000 chỗ ở (dự kiến đến hết năm 2013 sẽ đáp ứng được chỗ ở cho 330.000 sinh viên); 56 dự án nhà cho người thu nhập thấp tại khu vực đô thị được triển khai, đáp ứng cho khoảng 130.000 hộ thu nhập thấp có nhu cầu về nhà ở. Việt Nam cũng đang nghiên cứu, soạn thảo Luật Nhà ở sửa đổi để trình Quốc hội thông qua vào năm 2014, trong đó tập trung vào các chính sách hỗ trợ cho người nghèo (cả đô thị và nông thôn), người thu nhập thấp và các đối tượng ưu tiên khác như công nhân tại khu công nghiệp, học sinh, sinh viên... | ” |

### Y tế và Giáo dục
Điều 59, Hiến pháp Việt Nam đảm bảo quyền học tập của công dân. Bậc tiểu học là bắt buộc, không phải trả học phí.
Trong Báo cáo Quốc gia về thực hiện quyền con người ở Việt Nam theo cơ chế kiểm định kỳ phổ cập (UPR) chu kỳ II được Liên hiệp quốc thông qua, Bộ Ngoại giao Việt Nam cho rằng:
| “ | "Việt Nam xác định chăm sóc sức khỏe cộng đồng là ưu tiên hàng đầu trong các chiến lược phát triển, chương trình mục tiêu quốc gia và đã đạt được nhiều tiến bộ trong lĩnh vực này. Hiện nay, năng lực của hệ thống các cơ sở y tế được củng cố và phát triển. 100% xã có trạm y tế, 74% số xã có bác sĩ. Tính đến năm 2012, tỷ lệ người dân tham gia bảo hiểm y tế đạt khoảng 68%. Việt Nam đã giảm đáng kể tỉ lệ tử vong ở trẻ sơ sinh: 23/1000 ca năm 2012, giảm 2/3 so với năm 1990. Việt Nam đã đạt được Mục tiêu Phát triển Thiên niên kỷ trong phòng, chống và kiểm soát bệnh sốt rét. Công tác kiểm soát và phòng chống HIV/AIDS cũng có những tiến bộ trong việc xác định các ca nhiễm bệnh và cung cấp phác đồ điều trị kịp thời. Giáo dục và đào tạo cũng đã có chuyển biến tích cực. Việt Nam đã hoàn thành phổ cập giáo dục tiểu học, đang tiến tới hoàn thành phổ cập giáo dục trung học cơ sở. Năm 2012, tỉ lệ nhập học đúng độ tuổi bậc tiểu học là 97,7% và bậc trung học cơ sở là 87,2%. Quy mô giáo dục tiếp tục được phát triển, các chỉ số phát triển về cơ sở vật chất được nâng cao, đáp ứng tốt hơn nhu cầu học tập ngày càng tăng của người dân ở các lứa tuổi, vùng miền. Chất lượng đào tạo đã có nhiều chuyển biến tích cực, từng bước đáp ứng yêu cầu về nguồn nhân lực qua đào tạo phục vụ phát triển kinh tế. Chính sách xã hội hóa giáo dục, đào tạo đã đạt một số kết quả, thể hiện ở việc huy động các nguồn lực xây dựng cơ sở vật chất trường học, đầu tư mở trường, bổ sung kinh phí cho giáo dục dưới nhiều hình thức khác nhau". | ” |

## Quyền của các nhóm xã hội dễ bị tổn thương

### Quyền của người dân tộc thiểu số
Việt Nam là một quốc gia thống nhất với 54 dân tộc. Tính đến năm 2014, trên 12,3 triệu người trong tổng số hơn 90 triệu dân Việt Nam thuộc 53 dân tộc thiểu số, chiếm 14,3% dân số Việt Nam, tập trung chủ yếu ở các vùng núi, đặc biệt là vùng Tây Bắc, Tây Nguyên và Tây Nam Bộ. Các dân tộc Việt Nam có truyền thống đoàn kết, giúp đỡ lẫn nhau trong cuộc đấu tranh chống ngoại xâm, chế ngự thiên nhiên và xây dựng đất nước. Mỗi dân tộc có bản sắc văn hóa riêng, tạo nên sự đa dạng, phong phú của nền văn hóa Việt Nam thống nhất.
Nhà nước Việt Nam đặc biệt coi trọng chính sách dân tộc, bảo đảm quyền bình đẳng giữa các dân tộc, quy định rõ tại điều 5 Hiến pháp năm 2013: "Nước Cộng hoà xã hội chủ nghĩa Việt Nam là quốc gia thống nhất của các dân tộc cùng sinh sống trên đất nƣớc Việt Nam. Các dân tộc bình đẳng, đoàn kết, tôn trọng và giúp nhau cùng phát triển; nghiêm cấm mọi hành vi kỳ thị, chia rẽ dân tộc. Ngôn ngữ quốc gia là tiếng Việt. Các dân tộc có quyền dùng tiếng nói, chữ viết, giữ gìn bản sắc dân tộc, phát huy những phong tục, tập quán, truyền thống và văn hóa  tốt đẹp của mình. Nhà nước thực hiện chính sách phát triển toàn diện và tạo điều kiện để tất cả các dân tộc thiểu số phát huy nội lực, cùng phát triển với đất nước". Hiến pháp Việt Nam cũng khẳng định nguyên tắc nền tảng, xuyên suốt của pháp luật là không phân biệt đối xử, thể hiện tại Điều 16 Hiến pháp năm 2013: "Mọi ngƣời đều bình đẳng trước pháp luật. Không ai bị phân biệt đối xử trong đời sống chính trị, dân sự, kinh tế, văn hóa, xã hội".
Nguyên tắc trên của Hiến pháp đã được thể hiện xuyên suốt trong toàn bộ hệ thống pháp luật Việt Nam, được thể chế và cụ thể hóa trong các văn bản luật: Luật Bầu cử Quốc hội, Luật Quốc tịch, Bộ luật Hình sự; Bộ luật Tố tụng Hình sự; Bộ luật Dân sự; Bộ luật Tố tụng Dân sự; Luật Lao động; Luật Giáo dục; Luật Bảo vệ chăm sóc sức khỏe nhân dân; Luật Trách nhiệm bồi thường của Nhà nước và nhiều văn bản quy phạm pháp luật khác. Trong những năm, Quốc hội Việt Nam đã ban hành 151 luật với 38 luật liên quan đến quyền và nghĩa vụ của các dân tộc thiểu số.
Về mặt thể chế, Hội đồng Dân tộc do Quốc hội bầu có nhiệm vụ nghiên cứu và kiến nghị với Quốc hội về công tác dân tộc; thực hiện quyền giám sát việc thi hành chính sách dân tộc, các chương trình,  kế hoạch phát triển kinh tế - xã hội miền núi và vùng có đồng bào dân tộc thiểu số. Chủ tịch Hội đồng Dân tộc được mời tham dự các phiên họp của Chính phủ bàn về việc thực hiện chính sách dân tộc. Khi ban hành quy định thực hiện chính sách dân tộc, Chính phủ phải lấy ý kiến của Hội đồng Dân tộc. Trong Chính phủ có một cơ quan cấp bộ là Uỷ ban Dân tộc, chuyên trách công tác dân tộc.
Công dân Việt Nam thuộc các dân tộc thiểu số đƣợc bảo đảm quyền tham gia hệ thống chính trị, tham gia quản lý Nhà nƣớc và xã hội, ứng cử vào Quốc hội và Hội đồng Nhân   ân theo qu  định tại Điều 27 và 28 của Hiến pháp năm 2013. Tỷ lệ người dân tộc thiểu số tham gia vào bộ máy chính trị ngày càng tăng. Số lượng đại biểu Quốc hội là ngƣời dân tộc thiểu số luôn chiếm tỷ lệ cao so với tỷ lệ dân số. Trong 4 nhiệm kỳ Quốc hội gần đât, tỷ lệ đại biểu Quốc hội là người dân tộc thiểu số chiếm từ 15,6% đến 17,7%, cao hơn tỷ lệ người dân tộc thiểu số trên tổng số dân là 14,35%. Tỷ lệ ngƣời dân tộc thiểu số tham gia Hội đồng nhân dân cấp tỉnh nhiệm kỳ 2011-2016 là 18%, cấp huyện là 20%, cấp xã là 22,5%.
Nhà nước Việt Nam dành nhiều uu tiên trong triển khai các chính sách phát triển kinh tế - xã hội vùng đồng bào dân tộc thiểu số nhằm nâng cao đời sống vật chất và tinh thần của đồng bào, hỗ trợ họ thực hiện quyền bình đẳng, từng bước thu hẹp khoảng cách phát triển giữa các dân tộc, tiến tới trình độ phát triển chung của cả nước.

### Quyền của người cao tuổi
Trong Báo cáo Quốc gia về thực hiện quyền con người ở Việt Nam theo cơ chế kiểm định kỳ phổ cập (UPR) chu kỳ II được Liên hiệp quốc thông qua, Bộ Ngoại giao Việt Nam cho rằng:
| “ | "Số lượng người cao tuổi ở Việt Nam hiện nay là khoảng 7,5 triệu người, chiếm khoảng 8,7% dân số cả nước. Việc bảo đảm quyền của người cao tuổi được Chính phủ quan tâm, thông qua việc thực hiện nghiêm túc các quy định của pháp luật, các chương trình quốc gia, các đề án hoặc dự án hỗ trợ. | ” |

### Quyền của người tàn tật
Theo Báo cáo quốc gia kiểm điểm định kỳ việc thực hiện quyền con người ở Việt Nam chu kỳ I:
| “ | Nhà nước Việt Nam luôn tạo mọi điều kiện để các quyền của người khuyết tật Việt Nam ngày càng được đáp ứng tốt hơn. Nhiều người khuyết tật nặng, thương binh, bệnh binh, người bị di chứng chất độc da cam, trong đó có trẻ em, được Nhà nước trợ cấp và nuôi dưỡng. Mạng lưới chăm sóc sức khoẻ, phục hồi chức năng cho người khuyết tật đã được thiết lập từ trung ương đến cơ sở. Trong 10 năm qua, trên 300.000 người, trong đó có hàng chục ngàn trẻ em, được chỉnh hình phục hồi chức năng và cung cấp dụng cụ chỉnh hình miễn phí, được cung cấp phương tiện trợ giúp như xe lăn, xe đẩy; hàng trăm nghìn người khuyết tật được cấp thẻ bảo hiểm y tế. | ” |

Trong Báo cáo Quốc gia về thực hiện quyền con người ở Việt Nam theo cơ chế kiểm định kỳ phổ cập (UPR) chu kỳ II được Liên hiệp quốc thông qua, Bộ Ngoại giao Việt Nam cho rằng:
| “ | "Việt Nam đã ký Công ước về quyền của người khuyết tật năm 2008 và dự kiến hoàn thành thủ tục phê chuẩn trong năm 2014, cũng như đang nỗ lực xây dựng và hoàn thiện luật pháp, chính sách nhằm thúc đẩy quyền của người khuyết tật. Trong giai đoạn 2010-2013, đã có 13 văn bản dưới Luật được ban hành có liên quan tới người khuyết tật trong các lĩnh vực... Thủ tướng Chính phủ đã phê duyệt Đề án Trợ giúp người khuyết tật giai đoạn 2012 – 2020 nhằm đẩy mạnh thực hiện các chính sách trợ giúp người khuyết tật theo quy định của Luật Người khuyết tật, đồng thời thực hiện cam kết của Chính phủ Việt Nam về 7 lĩnh vực ưu tiên trong Thập kỷ thứ II Thiên niên kỷ Biwako về người khuyết tật khu vực châu Á – Thái Bình Dương. | ” |

### Quyền phụ nữ
Điều 63, Hiến pháp Việt Nam quy định "Công dân nữ và nam có quyền ngang nhau về mọi mặt chính trị, kinh tế, văn hoá, xã hội và gia đình".
Trên thực tế, Việt Nam đứng thứ hai trong khối châu Á Thái Bình Dương và đứng thứ chín về tỷ lệ phụ nữ làm việc trong chính phủ trên 135 nước.
Theo Báo cáo quốc gia kiểm điểm định kỳ việc thực hiện quyền con người ở Việt Nam chu kỳ I, Việt Nam coi bình đẳng giới là một trong các trụ cột để phát triển bền vững và là công cụ để tiến tới công bằng xã hội. heo Ngân hàng Thế giới và Ngân hàng Phát triển châu Á, "Việt Nam là một trong những nước dẫn đầu thế giới về tỷ lệ phụ nữ tham gia các hoạt động kinh tế, là một trong những nước tiến bộ hàng đầu về bình đẳng giới... là quốc gia đạt được sự thay đổi nhanh chóng nhất về xoá bỏ khoảng cách giới trong 20 năm qua ở khu vực Đông Á". Trong thời gian tới, Nhà nước Việt Nam quyết tâm khắc phục một số vấn đề còn tồn tại như tình trạng phân biệt đối xử, ngược đãi và bạo hành đối với phụ nữ, nạn mại dâm và nâng cao tỷ lệ phụ nữ tham chính ở các cấp.
Trong Báo cáo Quốc gia về thực hiện quyền con người ở Việt Nam theo cơ chế kiểm định kỳ phổ cập (UPR) chu kỳ II được Liên hiệp quốc thông qua, Bộ Ngoại giao Việt Nam cho rằng:
| “ | Chính phủ Việt Nam luôn coi trọng xây dựng và phát triển các chính sách, chương trình nhằm thúc đẩy bình đẳng giới, tạo điều kiện để đảm bảo quyền của phụ nữ. Trong thời gian vừa qua, Việt Nam đã đạt được một số thành tựu quan trọng trong việc thúc đấy quyền phụ nữ như: xây dựng và ban hành các văn bản pháp quy thể hiện nguyên tắc về bình đẳng giới và không phân biệt đối xử theo quy định của Luật Bình đẳng giới 2006 và Công ước CEDAW; lồng ghép bình đẳng giới trong việc xây dựng và thực thi pháp luật; ban hành Chiến lược quốc gia về bình đẳng giới giai đoạn 2011-2020 và Chương trình quốc gia về bình đẳng giới giai đoạn 2011-2015 với mục tiêu nâng cao nhận thức, thu hẹp khoảng cách về giới và nâng cao vị thế của phụ nữ; tích cực thực hiện các sáng kiến quốc tế và khu vực nhằm thúc đẩy việc bảo vệ quyền của phụ nữ và chống phân biệt đối xử đối với phụ nữ. Bộ luật Lao động sửa đổi được Quốc hội thông qua tháng 6/2012 quy định tăng thời gian nghỉ thai sản của lao động nữ từ 4 tháng lên thành 6 tháng. Chính phủ cũng triển khai các giải pháp trong việc thực thi pháp luật cũng như hợp tác quốc tế nhằm vượt qua những thách thức chủ yếu liên quan tới nhận thức về bình đẳng giới; xoá bỏ bạo lực giới và bạo lực gia đình; khoảng cách giữa pháp luật và thực tiễn (việc làm, thu nhập, địa vị xã hội...). | ” |

### Quyền trẻ em
Việt Nam là nước đầu tiên ở Châu Á và nước thứ hai trên thế giới phê chuẩn Công ước của Liên hiệp quốc về Quyền trẻ em vào ngày 20 tháng 2 năm 1990.
Theo Báo cáo quốc gia kiểm điểm định kỳ việc thực hiện quyền con người ở Việt Nam chu kỳ I:
| “ | Nhà nước Việt Nam luôn cam kết bảo vệ các quyền và lợi ích của trẻ em và tạo mọi điều kiện để trẻ em được thực thi đầy đủ các quyền của mình, thể hiện trước hết qua các quy định của Hiến pháp (Điều 65) và một số văn bản pháp luật...Việt Nam đã đạt được những thành tựu đáng khích lệ về đảm bảo quyền và lợi ích của trẻ em. Bên cạnh Chương trình hành động quốc gia vì trẻ em Việt Nam giai đoạn 2001- 2010 đang được tích cực triển khai, việc bảo vệ và thúc đẩy quyền trẻ em cũng được lồng ghép vào các chiến lược, kế hoạch phát triển kinh tế - xã hội, tạo điều kiện cho trẻ em ngày càng được hưởng đầy đủ hơn các quyền của mình. Các chương trình khám chữa bệnh miễn phí, các biện pháp giảm tỷ lệ tử vong trẻ sơ sinh và suy dinh dưỡng đã được triển khai khá hiệu quả (khoảng 8,4 triệu trẻ, chiếm trên 90% trẻ em dưới 6 tuổi, được phát thẻ khám chữa bệnh miễn phí). Tỉ lệ học sinh đi học đúng độ tuổi ngày càng cao (năm học 2005 – 2006, tỷ lệ học sinh tiểu học đạt 95,04%, trung học cơ sở đạt 80,3%); tỷ lệ học sinh bỏ học giảm dần; nhiều chính sách quan tâm, ưu đãi được dành cho trẻ em nghèo, có hoàn cảnh khó khăn, trẻ em di cư, trẻ em người dân tộc thiểu số... Cơ bản đã tạo được môi trường vui chơi giải trí an toàn, lành mạnh cho trẻ em (có khoảng 40% xã, phường và 80,3% số quận, huyện có điểm vui chơi cho trẻ em; 100% thư viện cấp tỉnh và 30% ở cấp huyện có phòng đọc dành cho trẻ em...). Trẻ em được tạo điều kiện bày tỏ ý kiến, tham gia vào hoạt động văn hóa, xã hội ở trường học và cộng đồng thông qua các diễn đàn quốc gia, quốc tế, Đội Thiếu niên Tiền phong, Câu lạc bộ Phóng viên nhỏ...Tuy nhiên, việc đảm bảo các quyền của trẻ em trong thời gian qua vẫn còn những thiếu sót do những khó khăn, thách thức đặt ra từ quá trình hội nhập kinh tế quốc tế, cơ sở hạ tầng trong nước lạc hậu, năng lực quản lý của các cơ quan hữu quan trong việc hoạch định, triển khai các chính sách giáo dục, bảo vệ và chăm sóc trẻ em còn hạn chế | ” |

### Quyền LGBT

#### Quyền với Người đồng tính
Hiện tại, luật Việt Nam chưa công nhận hôn nhân đồng giới và chưa có các luật về quyền LGBT liên quan như: quyền nhận con nuôi, giải quyết các vấn đề nhân thân, tài sản, con cái...với người đồng tính.
Luật Hôn nhân và gia đình Việt Nam năm 2000 trong "Điều 10 - Những trường hợp cấm kết hôn" có quy định "Cấm kết hôn giữa những người cùng giới tính" Năm 2002, Bộ Lao động, Thương binh và Xã hội Việt Nam từng liệt kê đồng tính luyến ái trong các "tệ nạn xã hội" cần phải bài trừ như mại dâm và ma túy.
Ngày 16/05/2012, một đám cưới đồng tính nam ở thị xã Hà Tiên, tỉnh Kiên Giang được gia đình tổ chức đã bị chính quyền giải tán và xử phạt hành chính.
Tháng 7 năm 2012, Bộ Tư pháp Việt Nam đưa ra đề xuất sửa đổi Luật Hôn nhân và Gia đình, trong đó có thể công nhận hôn nhân đồng tính. Trong công văn gửi các ban, ngành, đoàn thể, Bộ Tự pháp nói rằng "Từ thực tế việc chung sống giữa những người đồng tình dẫn tới các vấn đề phát sinh về nhân thân, tài sản, con cái... nếu không thừa nhận hôn nhân của người đồng tính thì cũng phải có cơ chế pháp lý điều chỉnh để giải quyết những hệ quả liên quan khi họ quyết định chấm dứt cuộc sống chung". Dự Thảo luật Hôn nhân gia đình sửa đổi 2014 ban đầu được các nhà chuyên môn soạn thảo có điều 16 quy định về giải quyết hệ quả pháp lý khi hai người cùng giới sống chung với nhau về tài sản, con cái. Tuy nhiên, bản Dự thảo cuối cùng đã bị Ủy ban thường vụ Quốc hội loại bỏ Điều 16 trước khi đến tay các đại biểu quốc hội với lý do "Để phù hợp với quy định không thừa nhận hôn nhân đồng giới".
Ngày 12/11/2013, nghị định số 110/2013/NĐ-CP về xử phạt vi phạm hành chính có hiệu lực đã bỏ "kết hôn đồng tính" ra khỏi các hành vi bị cấm và xử phạt. Theo đó, các trường hợp tổ chức đám cưới đồng tính sẽ không bị xử phạt hành chính như trước kia nữa..
Tháng 6/2014, Bộ luật dân sự 2014 được thông qua đã bỏ quy định "cấm kết hôn giữa những người cùng giới tính" nhưng Điều 8 về "Điều kiện kết hôn" lại quy định "Nhà nước không thừa nhận hôn nhân giữa những người cùng giới tính". Như vậy, những người đồng giới tính vẫn có thể tổ chức đám cưới và chung sống, nhưng sẽ không được pháp luật bảo vệ nếu có tranh chấp xảy ra khi chung sống. Ngoài ra các nhu cầu phát sinh về nhân thân, tài sản, con cái... của người đồng tính khi chung sống cũng sẽ không được giải quyết.

#### Quyền với Người chuyển giới
Hiện tại, Luật Việt Nam đã công nhận các trường hợp người chuyển giới đã phẫu thuật chuyển giới nhưng chưa có luật cụ thể thi hành.
Trước tháng 11 năm 2015, Pháp luật Việt Nam cấm chuyển đổi giới tính đối với người chuyển giới. Bộ luật dân sự Việt Nam năm 2005 chỉ cho phép thực hiện phẫu thuật xác định lại giới tính "trong trường hợp giới tính của người đó bị khuyết tật bẩm sinh hoặc chưa định hình chính xác mà cần có sự can thiệp của y học nhằm xác định rõ về giới tính". Mặt khác, theo nghị định số 88/2008/NĐ-CP ngày 5/8/2008 thì việc "thực hiện việc chuyển đổi giới tính đối với những người đã hoàn thiện về giới tính" là hành vi bị cấm.
Quy định cấm trên khiến những người Việt Nam phải sang các nước như Thái Lan, Hàn Quốc để phẫu thuật chuyển giới. Theo ước tính của Viện Nghiên cứu xã hội, kinh tế và môi trường (iSEE), có hơn một nghìn người Việt Nam ra nước ngoài để phẫu thuật chuyển giới mỗi năm..
Năm 2009, một trường hợp người chuyển giới đầu tiên ở Việt Nam được chính quyền địa phương cấp giấy công nhận. Phạm Lê Quỳnh Trâm - một cô giáo chuyển giới tên khai sinh là Phạm Văn Hiệp, đã thực hiện chuyển giới ở Thái Lan. Khi về nước, sau khi thực hiện các thủ tục xét nghiệm y khoa, dịch thuật hồ sơ phẫu thuật chuyển giới, xác nhận của cơ quan tư pháp, công an, UBND tỉnh, thị trấn... đã được chính quyền địa phương - UBND huyện Chơn Thành, tỉnh Bình Phước cấp giấy quyết định công nhận giới tính mới từ "nam" sang "nữ", và công nhận tên mới là Phạm Lê Quỳnh Trâm. Sau 4 năm được công nhận, đến ngày 21/1/2013, UBND tỉnh Bình Phước đã đề nghị Sở Tư pháp thu hồi và hủy bỏ hai quyết định của UBND huyện Chơn Thành về việc xác định lại giới tính, thay đổi hộ tịch đã cấp cho Quỳnh Trâm.. Tuy nhiên sau đó, quyết định trên không bị thu hồi vì Bộ Y tế và Bộ Tư pháp Việt Nam xác định đây là "do lỗi của cơ quan chức năng".
Đến năm 2015,Bộ Y tế Việt Nam cho biết đã nhận được gần 600 hồ sơ cá nhân đề xuất sửa đổi giới tính mới trên giấy tờ pháp lý sau khi họ đã thực hiện phẫu thuật chuyển giới và quyền chuyển giới được đưa vào Dự thảo Bộ luật dân sự sửa đổi..
Ngày 24 tháng 11 năm 2015, Bộ luật Dân sự Việt Nam 2015 được thông qua công nhận quyền chuyển đổi giới tính và quyền thay đổi nhân thân, hộ tịch sau chuyển đổi với người đã chuyển đổi giới tính được Quốc hội Việt Nam thông qua với 429/446 phiếu tán thành. Cụ thể, Điều 37 Bộ luật quy định: "Việc chuyển đổi giới tính được thực hiện theo quy định của luật. Cá nhân đã chuyển đổi giới tính có quyền, nghĩa vụ đăng ký thay đổi hộ tịch theo quy định của pháp luật về hộ tịch; có các quyền nhân thân phù hợp với giới tính đã được chuyển đổi theo quy định của Bộ luật này và luật khác có liên quan" được thông qua với 399/446 phiếu tán thành (chiếm hơn 80%).

## Tổ chức nhân quyền

### Phụ nữ Nhân quyền Việt Nam
Là 1 tổ chức phi chính phủ do chính các nhà bất đồng chính kiến nữ hoặc gia đình lập ra vào ngày 15 tháng 11 năm 2013 với tuyên bố là nhằm "bảo vệ nhân quyền Phụ nữ Việt Nam" sau khi chính họ đã phải trải qua những gì mà họ coi là "sự đàn áp của chính quyền Việt Nam". Ban điều hành hiện thời là Dương Thị Tân (người vợ của Điếu Cày - đã bị bắt vì tội danh tuyên truyền chống Nhà nước Việt Nam), blogger Huỳnh Thục Vy, luật sư Lê Thị Công Nhân, Trần Thị Hài, Trần Thị Nga. Tổ chức này bị nhiều người cho rằng đang nhận tiền tài trờ từ nước ngoài, hoạt động theo định hướng của ngoại bang nhằm xuyên tạc sự thật về tình trạng nhân quyền, tự do, dân chủ ở Việt Nam. Nhiều thành viên của tổ chức này đã có những hành vi vi phạm pháp luật.

### Hội Cựu Tù nhân Lương tâm Việt Nam
Hội Cựu Tù nhân Lương tâm Việt Nam (CTNLTVN) là một tổ chức phi chính phủ được thành lập ở Sài Gòn vào ngày 18 tháng 2 năm 2014 bởi 68 cựu tù nhân, mà họ cho mình là Tù nhân Lương tâm (Chính phủ Việt Nam cho là ở Việt Nam không có tù nhân chính trị). Đồng chủ tịch là Bác sĩ Nguyễn Đan Quế và linh mục Phan Văn Lợi. Mục đích của hội là để "đấu tranh cho một nền pháp chế biết đề cao nhân phẩm, tôn trọng nhân quyền, thăng tiến tự do, xây dựng dân chủ theo các chuẩn mực quốc tế, văn minh của nhân loại, được biểu đạt trong Tuyên ngôn Quốc tế Nhân quyền và hai Công ước Quốc tế về các quyền chính trị, dân sự, kinh tế, văn hóa và xã hội."  Theo nhiều người, tổ chức Hội Cựu Tù nhân Lương tâm Việt Nam thường xuyên tạc, chống phá đất nước Việt Nam theo phương thức "bất bạo động" do Việt Tân chỉ đạo theo đường hướng của ngoại bang. Đây là nơi tập trung các phần tử vi phạm pháp luật, đi ngược lại lợi ích của đại đa số quần chúng nhân dân.

### Cơ quan nhân quyền quốc gia
Hiện tại, Cơ quan nhân quyền quốc gia của Việt Nam đang trong quá trình xây dựng với sự hỗ trợ của Chương trình phát triển Liên hợp quốc (UNDP). đại diện UNDP - Trợ lý Điều phối viên Liên Hợp Quốc tại Việt Nam Denis Curry khẳng định, UNDP nhiệt tình ủng hộ sự thành lập Cơ quan nhân quyền quốc gia ở Việt Nam và hy vọng sẽ có sự phối hợp chặt chẽ giữa các Bộ, ban, ngành của Việt Nam với UNDP để bảo vệ nhân quyền hiệu quả hơn.

## Giáo dục nhân quyền
Giáo dục nhân quyền đã được đưa vào dạy trong một số trường đại học.

## Tình hình nhân quyền theo năm

### 2013
- Theo báo cáo của Tổ chức Theo dõi Nhân quyền Thế giới (HRW), một tổ chức thường bị cho là đưa tin sai sự thật, bóp méo thực tế, cho biết trong một cuộc họp báo diễn ra ở Bangkok hôm 21/1/2014 tình hình nhân quyền ở Việt Nam đã 'xấu đi nghiêm trọng' trong năm 2013.[262]
- Đại hội đồng Liên Hợp Quốc khóa 68 hôm 12/11/2013 đã bỏ phiếu bầu 14 nước thành viên mới của Hội đồng Nhân quyền nhiệm kỳ 2014-2016 và Việt Nam trúng cử với số phiếu cao nhất (184/192).[263]

### 2014
- Phó Thủ tướng Phạm Bình Minh kiêm Bộ trưởng Ngoại giao Phạm Bình Minh nói Việt Nam đã đáp ứng 80% trong 123 khuyến nghị về nhân quyền mà các nước đưa ra cho Hà Nội năm 2009.[264]

### 2017
Phúc trình 65 trang được HRW công bố hôm 19/6 tường trình 36 vụ việc xảy ra trong thời gian gần đây, khi các nhà hoạt động nhân quyền bị "côn đồ" đánh đập ở Việt Nam. Theo tài liệu này, nhìn từ vụ tấn công Luật sư Nguyễn Văn Đài và bạn bè ông có thể thấy một xu hướng đáng lo ngại ở Việt Nam: các nhóm hành hung các nhà hoạt động, dường như nhận được "sự chỉ đạo hoặc cho phép của những người có thẩm quyền." HRW ghi nhận trong năm 2016, có ít nhất 21 nhà vận động nhân quyền bị kết án và ít nhất 20 vụ hành hung xảy ra với hơn 50 nạn nhân.
Tuy nhiên, theo Kênh Truyền hình Quốc phòng Việt Nam thì HRW là một con rối của các thế lực thù địch với Việt Nam. Báo cáo của HRW đã phủ nhận những thành tựu về nhân quyền ở Việt Nam, chứa đựng thông tin thiếu khách quan, không có kiểm chứng. Phía kênh Quốc phòng Việt Nam khẳng định các nhà hoạt động và các blogger không bị hành hung như HRW nói và bức tranh của HRW vẽ ra là do họ ngồi một chỗ, nghe tin một chiều kiểu "ếch ngồi đáy giếng", cách thu thập, phân tích và đánh giá thông tin tức thiếu chuyên nghiệp gây ra. Kênh Quốc phòng Việt Nam cho rằng HRW đã bị các thế lực chính trị qua mặt để thu tiền tài trợ. Theo ông Cao Đức Thái, nguyên Viện trưởng Viện Nhân quyền thuộc Học viện Chính trị Quốc gia, thì báo cáo năm 2017 của HRW không có điểm gì mới do báo cáo này tiếp tục dựa trên sự kỳ thị và thái độ thiếu xây dựng đối với Việt Nam và báo cáo này không dựa trên những chứng cứ có thể tin cậy được. Kênh Quốc phòng Việt Nam đã cho rằng HRW đã vu khống việc Việt Nam sử dụng luật pháp một cách mơ hồ để bắt giữ và xét xử các nhà "bất đồng chính kiến". Đồng thời, kênh truyền hình này cũng khẳng định những người bị bắt giữ là do họ đã xuyên tạc lịch sử, kích động gây rối trật tự xã hội, vi phạm luật pháp, biến cơ sở tôn giáo thành nơi tuyên truyền cho các hành động đi ngược lại phương châm tốt đời, đẹp đạo. Kênh cho rằng, HRW đã dựng lên một màn kịch hết sức vụng về nhằm gây mất độc lập, chủ quyền và quyền tự quyết của dân tộc Việt Nam. Nhiều quốc gia đã cho rằng HRW thực chất không quan tâm tới vấn đề nhân quyền mà chỉ quan tâm tới lợi ích của những người muốn chi phối thế giới bằng các giá trị do những người này tạo ra và áp đặt lên các quốc gia khác. Ông Cao Đức Thái cũng khẳng định khái niệm tù nhân lương tâm không tồn tại trong luật pháp của bất kỳ quốc gia nào, các hoạt động được cho là bất bạo động cũng phải do pháp luật điều chỉnh. Đại sứ Ngô Quang Xuân, nguyên Phó chủ nhiệm Ủy ban Đối ngoại của Quốc hội cho rằng báo cáo của HRW rất không hay khi đã bám vào các thông tin không khách quan từ các tổ chức có âm mưu can thiệp vào công việc nội bộ của Việt Nam.
Theo báo Quân đội nhân dân (cơ quan ngôn luận của Quân đội nhân dân Việt Nam) HWR đã thông qua một vài trang mạng ở nước ngoài để phát đi thông báo đưa ra những lời kêu gọi vô lý. Báo trên cho rằng đây là hành động can thiệp vào công việc nội bộ của Việt Nam. Về việc Tổ chức HRW đòi trả tự do cho những người bị giam giữ chỉ vì "các hành vi và tiếng nói ôn hòa", thì báo này cho rằng: "Tại Việt Nam, mọi công dân đều có quyền bày tỏ chính kiến của mình, song quyền này phải được thực hiện trong khuôn khổ pháp luật, không xâm phạm đến lợi ích của người khác và lợi ích quốc gia, dân tộc. Ở Việt Nam không có bất kỳ cá nhân nào bị giam giữ chỉ vì "các hành vi và tiếng nói ôn hòa", mà chỉ có những kẻ vi phạm pháp luật Việt Nam bị xử lý".

### 2018
Ngày 13/1/2018, Nghị viện Châu Âu đã ra nghị quyết lên án tình trạng vi phạm nhân quyền tiếp diễn tại Việt Nam, và kêu gọi chính quyền Việt Nam phải trả tự do cho những người bất đồng chính kiến. Nghị quyết nói rằng giới chức Việt Nam tiếp tục bỏ tù, sách nhiễu, đe dọa các nhà hoạt động nhân quyền, nhà báo, bloggers và các luật sư nhân quyền, trong khi những người bảo vệ nhân quyền phải đối mặt với các án tù nhiều năm. Những cái tên nổi bật được đưa ra trong nghị quyết bao gồm: nhà báo tự do Nguyễn Văn Hóa, nhà hoạt động môi trường Hoàng Đức Bình, Lê Đình Lượng, Nguyễn Nam Phong, và các thành viên của Hội Anh Em Dân Chủ, là những người đang phải chịu án tù nhiều năm. Nghị quyết cũng lên án Bộ Luật Hình sự mới, luật An ninh mạng và luật Tín ngưỡng Tôn giáo vì cho rằng những luật này đang giới hạn các quyền tự do căn bản của con người. Tuy nhiên, phía Việt Nam cho rằng đánh giá của Nghị viện Châu Âu thiếu khách quan, dựa trên những thông tin sai sự thật đã phủ định những thành tựu và chính sách về quyền con người của Việt Nam. Trước đó, Tòa án đã xác nhận Nguyễn Văn Hóa đã  trực tiếp bố trí, dàn xếp quay phim, chụp ảnh, phỏng vấn và đăng tải lên mạng xã hội các thông tin sai sự thật, tổ chức và trực tiếp phá hoại tài sản công dân. Hoàng Đức Bình phạm tội chống người thi hành công vụ, cản trở hoạt động công vụ, gây rối làm ảnh hưởng đến an toàn giao thông..  Lê Đình Lượng được xác định phạm tội âm mưu khủng bố, xuyên tạc, bóp méo sự thật nhằm gây tâm lý hoài nghi, hoang mang trong quần chúng nhân dân, gây rối và phá hoại tài sản công dân. Nguyễn Nam Phong đã phạm tội chống người thi hành công vụ, gây rối, tổ chức gây rối và phá hoại tài sản công dân.
Ngày 18/1, Bộ Ngoại giao Việt Nam đã công bố phát hành Sách trắng về Nhân quyền 2018 với tựa đề "Bảo vệ và thúc đẩy quyền con người ở Việt Nam", với ba phiên bản tiếng Việt, tiếng Anh và tiếng Pháp. Nội dung của cuốn sách cung cấp các thông tin về toàn diện về quan điểm, chủ trương, luật pháp, chính sách của Nhà nước Việt Nam về quyền con người, đặc biệt từ sau khi thông qua Hiến pháp 2013, cũng như những nỗ lực và thành tựu đạt được trong bảo vệ và thúc đẩy các quyền dân sự, chính trị, kinh tế, xã hội, văn hóa, quyền của các nhóm dễ bị tổn thương. Sách trắng gồm 4 chương, trong đó chương I nêu rõ quan điểm, chính sách và luật pháp của Nhà nước Việt Nam về quyền con người; chương II ghi nhận những thành tựu của Việt Nam trong việc bảo vệ và thúc đẩy các quyền con người; chương III nêu rõ sự hợp tác quốc tế của Việt Nam trên lĩnh vực bảo đảm và thúc đẩy các quyền con người; chương IV đề cập tới thách thức và ưu tiên của Việt Nam trong việc thúc đẩy và bảo vệ các quyền con người. Theo Sách Trắng, thời gian qua, Việt Nam đã không ngừng nỗ lực hoàn thiện hệ thống pháp luật và bảo đảm thực thi pháp luật về quyền con người trên mọi khía cạnh, trong đó có: Quyền bình đẳng trước pháp luật, không bị phân biệt đối xử; Quyền sống, quyền được tôn trọng về nhân phẩm và bất khả xâm phạm về thân thể; Quyền được bảo vệ bí mật riêng tư; Quyền tự do đi lại, cư trú; Quyền tự do hội họp, lập hội; Quyền bầu cử, ứng cử và tham gia quản lý Nhà nước và xã hội... "Hiến pháp năm 2013 quy định: Mọi người đều bình đẳng trước pháp luật. Không ai bị phân biệt đối xử trong đời sống chính trị, dân sự, kinh tế, văn hóa, xã hội". Bên cạnh đó, Sách trắng cũng nhấn mạnh tới thành tựu của Việt Nam trong việc bảo đảm quyền tự do tín ngưỡng, tôn giáo cho người dân Việt Nam và Nhà nước còn tạo điều kiện cho các cá nhân, tổ chức tôn giáo Việt Nam tăng cường giao lưu, kết nối với quốc tế. Theo Sách Trắng, "sự phát triển nhanh chóng, đa dạng về loại hình, phong phú về nội dung của các phương tiện thông tin đại chúng trong thời gian qua là minh chứng sinh động về tự do ngôn luận, tự do báo chí, tự do thông tin ở Việt Nam".

## Các sự kiện bị tổ chức, chính phủ quốc tế lên án vi phạm nhân quyền
- Ngày 13/1/2018, Quốc hội Châu Âu đã ra nghị quyết lên án tình trạng vi phạm nhân quyền tiếp diễn tại Việt Nam, và kêu gọi chính quyền Việt Nam phải trả tự do cho những người bất đồng chính kiến. Nghị quyết nói rằng giới chức Việt Nam tiếp tục bỏ tù, sách nhiễu, đe dọa các nhà hoạt động nhân quyền, nhà báo, bloggers và các luật sư nhân quyền, trong khi những người bảo vệ nhân quyền phải đối mặt với các án tù nhiều năm. Những cái tên nổi bật được đưa ra trong nghị quyết bao gồm: nhà báo tự do Nguyễn Văn Hóa, nhà hoạt động môi trường Hoàng Đức Bình, Lê Đình Lượng, Nguyễn Nam Phong, và các thành viên của Hội Anh Em Dân Chủ, là những người đang phải chịu án tù nhiều năm. Nghị quyết cũng lên án Bộ Luật Hình sự mới, luật An ninh mạng và luật Tín ngưỡng Tôn giáo vì cho rằng những luật này đang giới hạn các quyền tự do căn bản của con người.[10]
- Trong bản Phúc trình Toàn cầu 2019 được công bố ngày 17/01/2019, Tổ chức Theo dõi Nhân quyền (HRW) cho hay tình hình nhân quyền tại Việt Nam "xuống cấp nghiêm trọng". Theo đó, HRW nhận định chính phủ Việt Nam "xâm phạm các quyền dân sự và chính trị cơ bản" như quyền tự do biểu đạt, quyền tự do báo chí và tiếp cận thông tin, quyền tự do lập hội và nhóm họp, quyền tự do thực hành tôn giáo...Bản phúc trình điểm lại danh sách 12 nhà bất đồng chính kiến bị Việt Nam bỏ tù năm 2018 với tội danh "tuyên truyền chống phá nhà nước". Ngoài ra, báo cáo đề cập đến các vụ tấn công người bất đồng chính kiến như ném đá và vật liệu nổ tự chế vào nhà hoạt động công đoàn độc lập Nguyễn Thị Minh Hạnh, không cấp hộ chiếu cho luật sư Lê Công Định, tạm giữ tiến sỹ Nguyễn Quang A trong nhiều giờ để ngăn cản ông bay đi Australia...[11]
- Tại kỳ họp thứ 39 của Hội đồng nhân quyền Liên hợp quốc, 2 tổ chức Ủy ban Bảo vệ Quyền Làm Người Việt Nam (VCHR) và Hành động Chung cho Nhân quyền (AEDH) lên tiếng cáo buộc Chính phủ Việt Nam ngăn cản tự do ngôn luận, lập hội, biểu tình, tự do tôn giáo bằng các bản án tù tiếp nối lên đến 20 năm dành cho những nhà hoạt động trong nước. Chính quyền Việt Nam còn đàn áp các nhà hoạt động nhân quyền người nước ngoài nhập cảnh vào Việt Nam, qua trường hợp bà Debbie Stothard - Tổng Thư ký Liên đoàn Quốc tế về Nhân quyền (FIDH) bị Hà Nội cấm nhập cảnh khi bà đến tham dự Diễn đàn Kinh tế Thế giới về Đông Nam Á 2018 vào ngày 09/09/2018. Đồng thời, bản dự thảo phúc trình của Việt Nam chuyển đến cho Liên Hợp Quốc trước kỳ Kiểm điểm Định kỳ Phổ quát Toàn cầu (UPR), sẽ diễn ra vào tháng 1 năm 2019 đã cố tình che đậy thảm trạng nhân quyền tại Việt Nam bằng những thông tin sai lệch.[278]
- Trong bản Phúc trình Thực thi Nhân quyền Thế giới năm 2018, Bộ ngoại giao Hoa Kỳ cáo buộc chính phủ Việt Nam điều hành quốc gia bằng chế độ "công an trị". Có nhiều vi phạm nhân quyền liên quan tới công an như: việc bắt giữ tùy tiện, tra tấn người dân, bắt giữ và kết án vô pháp những cá nhân lên tiếng chỉ trích chính phủ hay đòi hỏi các quyền tự do. Chính quyền Việt Nam quản chế hay bắt giam tùy tiện nhiều nhà hoạt động tôn giáo và chính trị tại nơi cư trú của họ hay đưa vào đồn công an địa phương hoặc đưa đến các trung tâm bảo trợ xã hội. Một số nhà hoạt động ở Việt Nam còn tố cáo công an chìm liên tục sách nhiễu, tấn công và đe dọa giết hại họ. Bản phúc trình nêu rõ tính đến cuối tháng 11 năm 2018, có ít nhất 11 nạn nhân bị chết trong đồn công an mà phía chính quyền chỉ cung cấp rất ít thông tin về việc điều tra, thậm chí gia đình các nạn nhân còn bị sách nhiễu và hăm dọa khi yêu cầu chính quyền trả lời cho những thắc mắc về cái chết của người thân. Bản phúc trình cũng lên án tình trạng công an ngược đãi và tra tấn những người bị bắt giữ trong lúc thẩm vấn; các tù nhân chính trị bị đối xử hà khắc hơn, thường bị giam riêng, biệt giam trong nhiều ngày và bị khủng bố tinh thần, đánh đập để ép cung họ viết biên bản nhận tội, tìm cách moi thông tin từ các tù nhân chính trị về các nhà hoạt động nhân quyền khác. Những nhà hoạt động bị kết án tù cũng đối mặt với các hình thức ngược đãi như ép cung, đánh đập, tra tấn, thiếu chăm sóc y tế, đưa đi xa nhà và gây khó khăn cho thân nhân đi thăm viếng. Bản phúc trình còn đề cập đến tình trạng người dân bị mất đất đai, nhà cửa do các lực lượng chức năng cưỡng chế bất hợp pháp và việc khiếu nại, thưa kiện của người dân liên quan đất đai không được chính quyền giải quyết thỏa đáng[279].

Bản phúc trình nêu ra một số trường hợp cụ thể: 
- - Công an Thành phố Hồ Chí Minh hồi tháng Sáu đã đánh đập và bắt giữ 180 người chống một cuộc biểu tình chống Luật Đặc khu và Luật An ninh mạng;
  - Trường hợp của nhà hoạt động Phạm Đoan Trang – người bị bắt giữ và thẩm vấn nhiều lần trong năm qua, trong đó có một lần cô bị đưa đi từ nhà riêng đến Cục điều tra An ninh thuộc Bộ Công an để thẩm vấn hàng giờ về cuốn sách "Chính trị Bình dân" mà cô viết;
  - Trường hợp của bà Trần Thị Nga kể lại rằng bà bị một bạn tù ở trại giam Gia Trung 'đánh đập tàn nhẫn' cũng được nêu như một dẫn chứng;
  - Các thành viên Hội Anh em Dân chủ, bao gồm các ông Nguyễn Trung Trực, Mục sư Nguyễn Trung Tôn, nhà hoạt động tự do tôn giáo Nguyễn Bắc Truyền và nhà hoạt động môi trường Hoàng Đức Bình đều nhận được những bản án nặng nề.
  - Luật An ninh mạng với những điều khoản mơ hồ như 'xuyên tạc lịch sử, phủ nhận thành quả cách mạng, phá hoại đoàn kết dân tộc, gây rối trật tự công cộng' và vụ bắt giữ blogger Lê Anh Hùng về tội "lạm dụng các quyền tự do dân chủ để chỉ trích các lãnh đạo trên mạng".
  - Chính quyền Việt Nam thường dùng cách chuyển các tù nhân chính trị đi rất xa quê nhà của họ khiến cho thân nhân của họ khó khăn thăm viếng và thường xuyên bị chuyển trại mà không thông báo cho gia đình. Điển hình là trường hợp của tù nhân Trương Minh Đức từ Thành phố Hồ Chí Minh bị chuyển đến Trại giam số 6 ở huyện Thanh Chương, tỉnh Nghệ An.
  - Chính quyền Việt Nam đã hạn chế việc đi lại của các cựu tù nhân chính trị như bà Bùi Thị Minh Hằng và ông Đinh Nhật Uy và của các nhà hoạt động, lãnh đạo tôn giáo nổi bật như Nguyễn Đan Quế, Phạm Chí Dũng, Phạm Bá Hải, Nguyễn Hồng Quang, Thích Không Tánh, Lê Công Cầu và Dương Thị Tân.
  - Một số nhà hoạt động còn bị cấm ra nước ngoài như Bùi Minh Quốc, Đinh Hữu Thoại, Đỗ Thị Minh Hạnh, Phạm Đoan Trang, Lê Hồng Quang và Lệ Công Định. Những người này bị tịch thu hộ chiếu với những cáo buộc mơ hồ hay không được cấp hộ chiếu mà không có lời giải thích rõ ràng[280].